# Église Notre-Dame de Chambly
L'église Notre-Dame de Chambly est une église catholique paroissiale située au cœur de la ville de Chambly, en France. Selon la tradition, l'impulsion pour sa construction a été donnée par saint Louis, quand il a séjourné dans la ville en 1248. Le chantier n'est apparemment pas lancé tout de suite, mais vers 1260 seulement. Il commence par le chœur, et se termine par la nef vers 1280 environ. Le chœur et ses chapelles adoptent un parti conservateur pour l'époque et affichent un style gothique rayonnant à son apogée, comme au moment de la construction de la Sainte-Chapelle, mais les fenêtres du transept et de la nef indiquent le style rayonnant tardif. En même temps la belle homogénéité de l'ensemble de l'église, la cohérence du plan et l'absence de marques d'interruption des travaux indiquent une progression rapide du chantier, et permettent de conclure à un achèvement vers 1280 environ. Avec une longueur de 53 m et une largeur de 20 m, l'église de Chambly représente l'une des principales réalisations rayonnantes de la région. L'édifice séduit par la clarté de sa conception, sa régularité, son élégance sévère et ses justes proportions. Son plan n'est pas original, mais ne se répète sur aucune autre église rayonnante de la région, et son abside se caractérise par la multiplication des fûts de faible diamètre entre les fenêtres, qui présentent des réseaux rayonnants sans scansion horizontale. L'ascension vers les hauteurs est suggérée comme toujours à la période rayonnante, mais l'on note toutefois le renoncement à certains procédés courants à l'époque, tels que les arcatures plaquées sur les soubassements des fenêtres, et le triforium. Mais dans son ensemble, l'église Notre-Dame est une œuvre de qualité, et la reconnaissance de sa valeur artistique a motivé un classement au titre des monuments historiques par liste de 1862, et une restauration complexe au dernier tiers du XIXe siècle notamment. Depuis la Révolution française, l'église Notre-Dame est l'unique église paroissiale de Chambly. Elle est aujourd'hui au centre d'une grande paroisse regroupant quatorze villes et villages, et accueille des célébrations eucharistiques chaque dimanche.

## Localisation

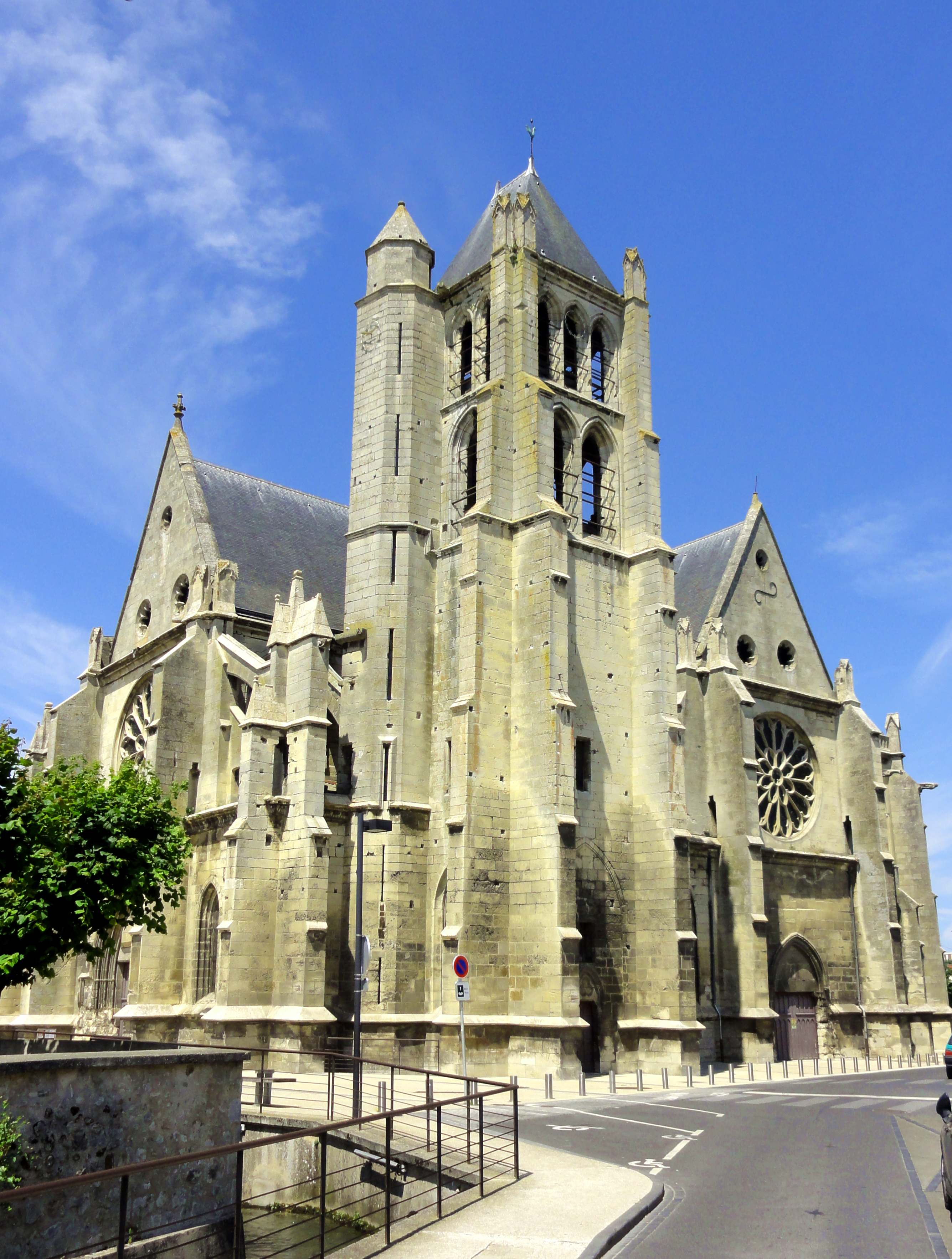
Vue depuis le sud-ouest.

L'église Notre-Dame de Chambly se situe au cœur de la ville du même nom, en France, en région Hauts-de-France et dans le département de l'Oise, en pays de Thelle, aux confins de l'Île-de-France. L'édifice est entièrement dégagé d'autres constructions, et est entouré de voies de circulations et de places publiques. On peut donc facilement en faire le tour. Le Coison, ruisseau affluent de l'Esches, passe à proximité de la façade de l'église, ce qui rend le sol sous le bâtiment meuble et instable : des graves désordres dans la maçonnerie en sont la conséquence dès le XVIIIe siècle. L'orientation n'est pas régulière, et l'axe de l'édifice suit un alignement nord-est / sud-ouest. La place de l'Église, en grande partie réservée aux piétons, se situe à l'ouest de la façade occidentale. Une autre place, plus petite, se situe au nord-est du chevet. Ces deux places sont reliées par la RD 49 (rue Louis-Leclère / rue de Senlis), qui contourne l'église par le sud. À mi-chemin, la rue Florentin-Gaudefroy aboutit devant le croisillon nord. La rue Roger-Salengro contourne l'église par l'est, et relie également les deux places. Près du clocher, qui occupe l'extrémité sud de l'église, la rue Aurélien-Cronnier arrive depuis le sud-est. Selon les voies d'approche, les perspectives de vue qui s'offrent sur le monument changent à chaque fois.

## Histoire

### Les origines

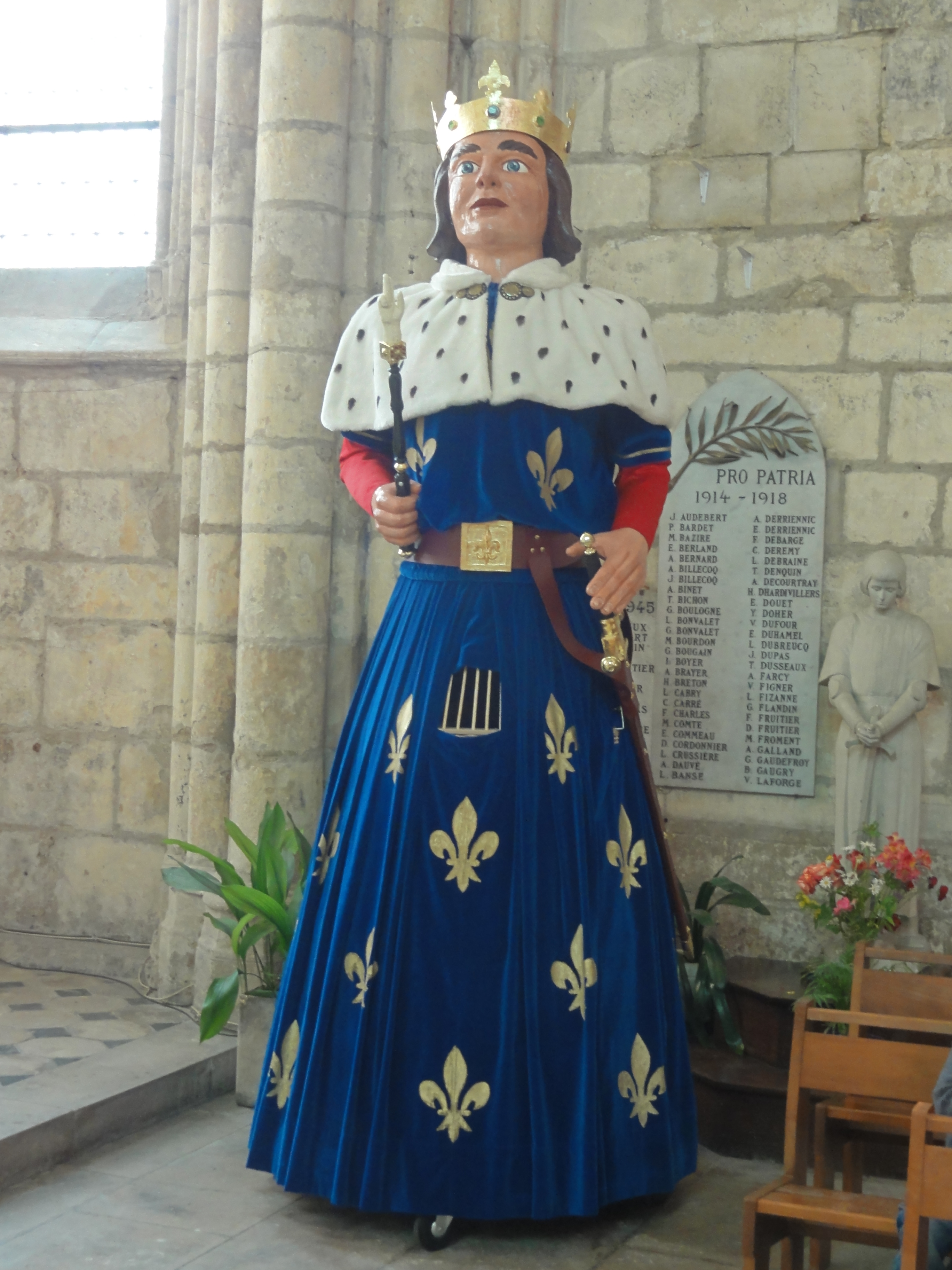
Saint Louis, probable fondateur de l'église (géant de procession).

Chambly est l'une des villes les plus anciennes de la région, et dès le haut Moyen Âge, ce semble être un bourg d'une certaine importance, comme l'indique la référence au pagus Camliacensis dans une charte de donation datée de 625 : s'il s'agissait d'un village insignifiant, l'on n'aurait pas parlé du pays de Chambly. Des actes du VIIIe siècle et du IXe siècle montrent l'étendue du pays, qui comporte aussi des lieux sur la rive gauche de l'Oise. Au Xe siècle, il est incorporé dans le comté de Beaumont-sur-Oise. La période de fondation de la première paroisse reste incertaine, mais d'après Louis Graves, la paroisse Saint-Martin est plus ancienne que la paroisse Notre-Dame. C'est la seconde paroisse de la ville jusqu'à la Révolution française. Elle est mentionnée pour la première fois en 1142, quand Eudes, évêque de Beauvais, donne le bénéfice de la cure à l'abbaye Saint-Martin de Pontoise. Pour des raisons qui restent à éclairer, la collation revient toutefois à l'évêque de Beauvais. Il touche également le bénéfice des quatre chapellenies qui existent dans l'église, et dont la plus ancienne est au titre de la Vierge et remonte au moins à 1217. Ces deux faits, mentionnés par Louis Graves, sont passés sous silence par l'abbé Marsaux, qui a publié une monographie de l'église Notre-Dame en 1889. Il pourrait s'agir d'une omission imputable au manque de clarté du texte de Graves, que Marsaux cite sinon abondamment. Quoi qu'il en soit, la tradition locale considère saint Louis comme fondateur de l'église Notre-Dame. Il aurait donné l'impulsion pour sa construction lorsqu'il signait des lettres-patentes à Chambly en 1248. Aucun document aujourd'hui conservé ne l'atteste ; seule la liturgie de la messe le jour de la fête patronale de Saint-Louis, le 25 août, indique qu'il s'agit d'un saint d'une importance particulière pour la paroisse (selon l'ordinaire de la messe utilisé au XVIIIe siècle),.

### Le contexte local
Outre les églises des deux paroisses, il y a celle du prieuré Saint-Aubin, dépendant de l'abbaye Saint-Martin de Pontoise, et comme autres établissements religieux, un hôtel-Dieu, une maladrerie et une léproserie. La chapelle de l'hôtel-Dieu appartient à la paroisse Saint-Martin. Lors de la suppression de la maladrerie au XVIIe siècle, sa chapelle et ses biens reviennent eux aussi à la paroisse Saint-Martin. La cure de l'église Saint-Martin est à la nomination directe de l'évêque de Beauvais ; contrairement à ce que suggère son titre, elle n'est pas liée au prieuré. L'église est brûlée sous la guerre de Cent Ans et rebâtie à la fin du XVe siècle, sans doute dans le style gothique flamboyant qui règne à cette époque. Elle se situe rue de la Chaussée, qui a changé de nom depuis, et qui fermait la ville au nord-ouest (peut-être la route de Neuilly-en-Thelle). La suppression de la paroisse à la Révolution française apporte la destruction de l'église, dont toute trace a déjà disparu vers 1840. Seul un retable représentant la Charité de Saint-Martin a été récupéré pour l'église Notre-Dame. — Le prieuré souffre de l'usurpation de ses biens par plusieurs seigneurs voisins aux XVIe et XVIIe siècles ; ses bâtiments tombent en ruine au XVIIIe siècle ; et les revenus du prieur ne sont plus suffisants. La Révolution apporte la dissolution du prieuré comme de toutes les abbayes de France, et ses bâtiments sont acquis par le vicaire général de Beauvais, M. Sesseval, qui y réside jusqu'à sa mort en 1806. Du prieuré, seul subsiste une partie de son église, aujourd'hui connue comme la chapelle Saint-Aubin. Une deuxième chapelle, qui reste encore affectée au culte au XIXe siècle, est celle de la ferme du Mesnil-Saint-Martin, au hameau du même nom. Cette chapelle est dédiée à sainte Honorine et a été édifiée en 1648 par Nicolas de Boullainvilliers, seigneur du Mesnil. — Sous tout l'Ancien Régime, Chambly fait partie du doyenné de Beaumont-sur-Oise de l'archidiaconé de Clermont,.

### La datation de l'église

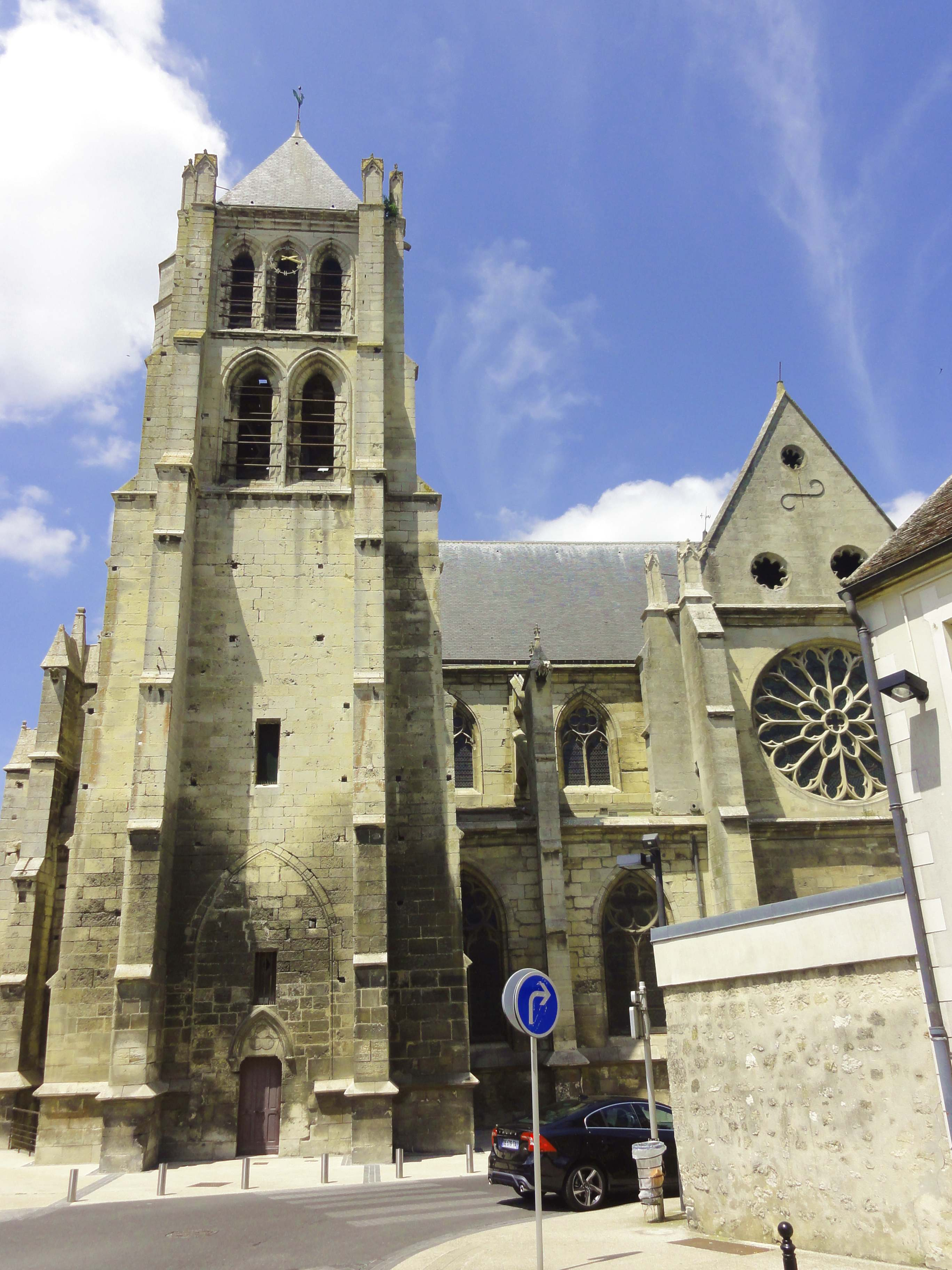
Vue depuis le sud.

Aucune source d'archives ne renseigne sur la construction de l'église. Son analyse archéologique et la comparaison avec des édifices présentant des analogies stylistiques doivent suffire pour établir une datation. Avec une certaine prudence, Louis Graves s'est limité à constater l'appartenance de l'église à la période gothique rayonnante, ce qui demeure incontestable. L'abbé Marsaux pense que la construction a commencé au milieu du XIIIe siècle, et il se base sur la fondation par saint Louis, la statue de saint Louis qui surmontait le portail du croisillon sud jusqu'à la Révolution et la similitude du réseau des fenêtres de l'abside avec la Sainte-Chapelle. Mais ces éléments ne suffisent pas pour une datation précise, d'autant plus que le réseau des fenêtres de l'abside ne se retrouve pas sous cette même forme à la Sainte-Chapelle, où aucune baie ne comporte trois lancettes. Maryse Bideault et Claudine Lautier sont parvenues à la conclusion que la construction de l'église Notre-Dame n'a pas pu commencer avant 1260. Elles partent du constat que l'église est tout à fait homogène et issue d'une unique campagne de construction, sans aucun changement de parti notable en cours de chantier, même si le transept et la nef sont plus sobres que le chœur, par qui la construction a commencé. Ensuite les auteurs insistent sur la mouluration chanfreinée ou aigüe des réseaux des fenêtres du transept et de la nef, qui cède la place à une mouluration arrondie dans le chœur, et sur la voûte à liernes et tiercerons de la croisée du transept. Ces caractéristiques parlent en faveur d'une date au dernier tiers du XIIIe siècle, et c'est effectivement peu avant 1270 que la toute première voûte à liernes et tiercerons apparaît en France, dans la cathédrale Notre-Dame d'Amiens. Ensuite les chapiteaux de la nef avec leur aspect de frise continue, et la disposition un peu schématique des feuilles sur deux rangs, accusent également une période avancée dans le XIIIe siècle. Ceci ne sont pas des arguments contredisant une plus grande ancienneté du chœur, et Maryse Bideault et Claudine Lautier soulignent justement le conservatisme de son parti. Elles datent le transept et la nef des années 1270-1280, et fort de leur connaissance sur la durée des chantiers au XIIIe siècle, tablent sur un délai de construction d'une vingtaine d'années, et donc une date de début des travaux vers 1260. L'abbé Marsaux n'adopte pas un tel raisonnement et situe ainsi l'achèvement de la façade occidentale au début du XIVe siècle,.

### Le journal de l'abbé Thierry (1740-1754)
Rares sont les témoignages sur la vie paroissiale avant la Révolution, en dehors des entrées dans les registres paroissiaux et quelques notes en marge, et en dehors des traces d'éventuels procès en justice. Pour cette raison, le journal de l'abbé Thierry, curé de Notre-Dame de Chambly de 1740 à 1754, est plein d'intérêt, même si seul le premier cahier a été retrouvé. Il donne aussi un aperçu des problèmes auxquels un curé du XVIIIe siècle doit faire face, et met en exergue le décalage entre certaines institutions et coutumes ancestrales et les réalités de l'époque. L'abbé Jean-Baptiste Thierry est natif de Saint-Just-en-Chaussée, prêtre diocésain, professeur des Saintes Écritures du séminaire de Saint-Nicolas-du-Chardonnet et maître ès arts de Paris. Lors de son installation le 25 janvier 1740, il a vingt-cinq ans environ. La cérémonie est pompeuse, et le nouveau curé y donne la triple bénédiction à l'instar d'un évêque, en prétendant ultérieurement que c'est un privilège réservé aux curés de Chambly. Le geste de l'imposition des mains dont bénéficient tous les fidèles à l'issue de l'office est également propre à un évêque. Messire Thierry prend beaucoup de libertés avec la liturgie et la modifie à son gré, à une époque où chaque diocèse a de toute façon sa propre liturgie ; à titre d'exemple, il définit une année pastorale commençant chaque année le jour de l'anniversaire de son installation, et qui détermine la matière des homélies. Le conseil de fabrique est souvent convoqué, non pour prendre son avis, mais pour lui faire des réflexions. L'abbé Thierry est aussi un homme entreprenant, qui fait bâtir un nouveau presbytère en 1741, installer quatre nouvelles cloches, et réaménager l'église.
L'abbé Thierry va au fond des choses et envisage d'effectuer des recherches dans les archives à Beauvais et Paris pour s'approcher de la vérité historique. Beaucoup de questions restent sans réponse : Le curé cherche en vain la date de la fondation de l'église, le nom de son fondateur, le jour de la dédicace et le vocable précis : on hésite entre l'Assomption, qui a longtemps prévalu, et la Nativité de Marie. Messire Thierry remarque qu'il n'y a pas de preuve pour la fondation par saint Louis, mais observe que l'architecture évoque le XIIe ou le XIIIe siècle. Sans échapper au mauvais goût de son temps, comme le remarque l'abbé Marsaux en pensant aux boiseries installées par l'abbé Thierry, il est sensible aux qualités esthétiques de l'église et la considère avec plein d'admiration : « La clarté, la régularité, les justes proportions de cette église l'ont toujours fait regarder comme une des plus distinguées du diocèse de Beauvais ». Vers 1740, il y a encore trois chapelles parmi les quatre qui ont été fondées en l'église au XIIIe siècle. Plus aucune ne rapporte plus de revenus, mais on affirme au curé qu'il y a toujours des titulaires. Leurs noms ne sont consignés nulle part et le curé ignore leur identité, ce qui montre qu'ils ne viennent pas pour y célébrer des messes. Le jour des fêtes patronales des saints honorés dans les chapelles, l'usage veut que la messe principale soit célébrée depuis leur autel dans la chapelle, mais l'abbé Thierry met un terme à cette pratique peu commode. Un jour le vicaire de Viarmes se présente à l'abbé Thierry comme titulaire de la chapelle de la Vierge. Il y existe une confrérie renouvelée par le vicaire du curé précédent, Pierre Fleury, alors qu'elle était presque éteinte. L'abbé Thierry pense que le nombre d'autels ne devrait pas dépasser le nombre de prêtres, et envisage de transformer la chapelle de la Vierge en débarras, car pendant la messe, elle sert de lieu de rassemblement à tous ceux qui préfèrent bavarder au lieu de suivre la célébration. Il n'est par ailleurs plus possible de déterminer le vocable réel des chapelles ; cinq options s'offrent pour la chapelle du sud. On comprend aussi la raison d'être de l'usage de fermer les chapelles par des grilles : le curé déplore que pendant la messe, des hommes sont toujours assis sur les degrés des autels des chapelles latérales, le dos tourné vers les autels.
Le constat que les chapelles latérales du chœur font partie du plan primitif de l'église n'est pas seulement important au point de vue archéologique, mais aussi sur le plan financier. En effet, sous l'Ancien Régime, les paroissiens doivent se cotiser pour l'entretien de la nef, alors que le chœur est à la charge des gros décimateurs. Pour Chambly, ce sont le prieuré Saint-Aubin, le prieuré Saint-Léonord de Beaumont, le prieuré de Saint-Jean-du-Vivier (près de Mouy), et l'abbaye du Moncel. Or, quand les églises disposent d'un transept comme à Chambly, la distinction entre nef et chœur n'est pas claire. En l'occurrence, les décimateurs ne veulent même pas payer pour les chapelles. Aucun document ne fixe exactement leurs obligations. Messire Thierry insiste donc sur le fait que les chapelles n'ont pas été ajoutées par les paroissiens. De même, le curé est persuadé que le transept fasse également partie du chœur : il a découvert deux murets bas à l'extérieur, apparemment destinés à marquer les limites des responsabilités d'entretien entre la paroisse et les décimateurs. L'abbé Thierry est déterminé à engager des pourparlers avec les décimateurs afin qu'ils assument leur responsabilité, et n'hésite pas de les attaquer en justice en cas de besoin. On voit donc qu'il veut ménager les paroissiens et veut tout mettre en œuvre pour assurer la pérennité de « son » église. Jean-Baptiste Thierry meurt prématurément le 30 janvier 1754, alors qu'il n'a pas quarante ans. Les circonstances de sa mort ne sont plus connues.

### Modifications et restaurations

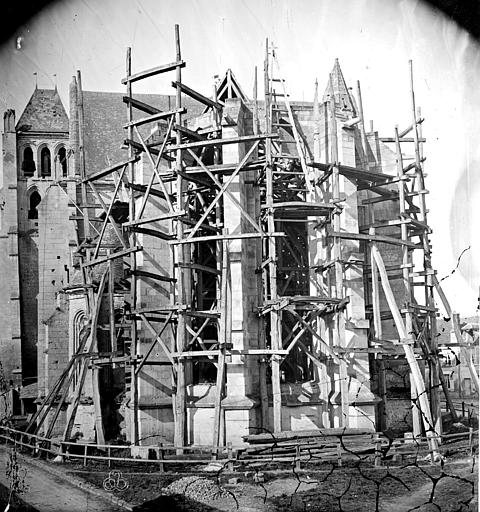
Le chevet pendant la reconstruction, vers 1880.

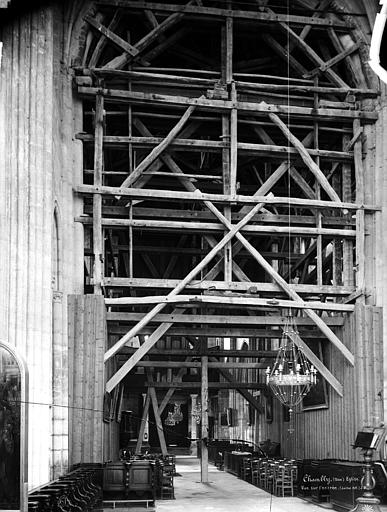
Le transept pendant la restauration, après 1885.

Une chapelle est ajoutée au nord de la troisième travée du bas-côté nord après l'achèvement de l'église. Sa voûte date du XVIe siècle. Elle est placée sous l'invocation de Notre-Dame de Pitié au XVIIIe siècle ; est dédiée à la Vierge au XIXe siècle ; puis devient plus récemment la chapelle du Saint-Sacrement. Le jubé est démonté en 1735 sur proposition du curé Godefroy, et Christophe Gratier, chevalier de Saint-Louis, donne 800 livres pour installer à sa place une grille qui permet de voir le prêtre officiant à l'autel, afin que les fidèles puissent bien suivre la cérémonie. Le Christ en croix de la poutre de gloire, ainsi que les statues de saint Jean et de la Vierge douloureuse sont conservés dans un premier temps, mais ont disparu de l'église depuis. Un nouveau presbytère est bâti en 1741. Un porche, ou figuraient les armes du prince de Conti, existait jadis devant le portail principal. Il est démoli en 1748. En 1781, l'église Notre-Dame menace ruine à un tel point qu'elle doit être interdite d'accès. Le service paroissial est transféré dans l'église du prieuré Saint-Aubin. Les travaux de restauration durent quatre ans et coûtent la somme de 27 800 francs. Concrètement, des reprises sont effectuées dans les voûtes de la nef ; des tirants de fer sont installés ; certains arcs-boutants de la nef sont reconstruits ; la pente des toitures des bas-côtés est relevée ; et la partie inférieure des fenêtres hautes est ainsi bouchée. La réouverture au culte est célébrée le 9 novembre 1785. C'est sans doute dans le cadre de la restauration que la fabrique acquiert la chaire et dix stalles provenant de l'église Saint-Sauveur de Paris. La grille du chœur est enlevée à la Révolution, et une nouvelle est offerte par un paroissien au début du XIXe siècle. Le cimetière est transféré en dehors de la ville en 1832,.
L'église est classée au titre des monuments historiques par la liste de 1862, alors qu'elle se trouve en mauvais état. En 1865, des pierres se détachent de la voûte du chœur, et il est interdit d'accès. En 1867, le gouvernement impérial ouvre une ligne de crédit pour sa restauration, dont la direction est confiée à l'architecte Aymar Verdier. Celui-ci décide de démonter, puis de reconstruire une grande partie de l'abside. Les travaux se trouvent interrompus par la Guerre franco-allemande de 1870, alors que seuls les soubassements des fenêtres et une partie des contreforts sont rebâtis. La reprise du chantier survient en 1873, mais les travaux, dirigés par l'architecte Hérard, ne progressent que trop lentement. La voûte de la première travée du chœur, non concernée par le démontage sous Verdier, s'effondre en 1875, et la restauration s'arrête provisoirement pour une seconde fois. Elle ne reprend qu'en 1880, et la direction est confiée cette fois-ci à l'architecte Louis-Clémentin Bruyère, inspecteur général des monuments historiques. Bruyère fait poser le remplage des fenêtres de l'abside ; rétablit les voûtes et les toitures ; reconstruit les chéneaux ; installe une balustrade de sa propre invention pour couronner les murs ; et fait enlever tous les vitraux de l'abside et des rosaces, qui jusque-là comportaient encore quelques vestiges peu évocateurs des vitraux d'origine. C'est à tort que la plaque des curés porte la restauration à l'actif de l'abbé Léopold-Henri Marsaux, qui est nommé curé en 1882 seulement. L'abbé Marsaux n'approuve pas non plus tous les choix qui ont été faits, notamment pour les vitraux, tout en se déclarant globalement très satisfait du travail de Bruyère. Malheureusement l'architecte meurt peu après la réouverture du chœur au culte le 6 décembre 1887, alors que certains travaux ne sont pas encore achevés. L'architecte Sainte-Anne Auguste Louzier prend le relais et s'occupe aussi de la restauration d'autres parties de l'église, dont notamment la chapelle latérale nord. À partir de 1928, une seconde campagne de restauration sous la direction d'André Collin est plus particulièrement consacrée à la nef, le transept et le clocher,.

## Description

### Aperçu général

Plan de l'église.

Comme déjà signalé, l'axe de l'édifice est nettement dévié vers le nord-est, mais afin de ne pas compliquer la description, elle se fera comme au cas d'une orientation liturgique régulière, avec le chevet à l'est et la façade à l'ouest. L'église répond à un plan cruciforme avec quelques spécificités. Elle se compose d'une nef de quatre travées, accompagnée de deux bas-côtés ; d'un transept non débordant ; d'un chœur de trois travées dont l'abside à cinq pans ; de deux chapelles orientées à l'est des croisillons ; d'un clocher au sud de la seconde travée du bas-côté sud ; et de la chapelle du Saint-Sacrement devant la troisième travée du bas-côté nord. La longueur totale dans-œuvre est de 53 m, dont 18 m pour le chœur, et la largeur totale est de 20 m, dont 6 m pour chacun des bas-côtés, ainsi que pour les bras du transept. Des tourelles d'escalier se situent dans les angles de la première travée du bas-côté sud et du clocher, et de la chapelle nord et de la seconde travée du chœur. Le chœur est dépourvu de bas-côtés et d'un déambulatoire. Les chapelles communiquent avec sa première travée par de très étroites arcades. Elles se limitent à une seule travée, et présentent elles aussi un chevet à pans coupés. La première travée de la nef et des bas-côtés est plus courte que les suivantes. En plus, les deux contreforts septentrionaux du clocher réduisent l'ouverture des arcs-doubleaux entre la seconde travée du bas-côté sud et ses deux travées voisines. La première travée est séparée du reste de l'église par une cloison en bois et sert de rangement, alors que la base du clocher est fermée par un mur et abrite la sacristie. L'élévation de la nef et de la première travée du chœur porte sur deux étages : celui des grandes arcades et celui des fenêtres hautes : il n'y a pas de triforium. L'élévation de la seconde travée du chœur et de l'abside se caractérise par un seul niveau de très hautes fenêtres. L'église possède initialement trois principaux accès : le portail occidental et des portails aux deux extrémités du transept. Celui du sud a été supprimé en raison de l'installation du local de chauffage.

### Intérieur

#### Nef

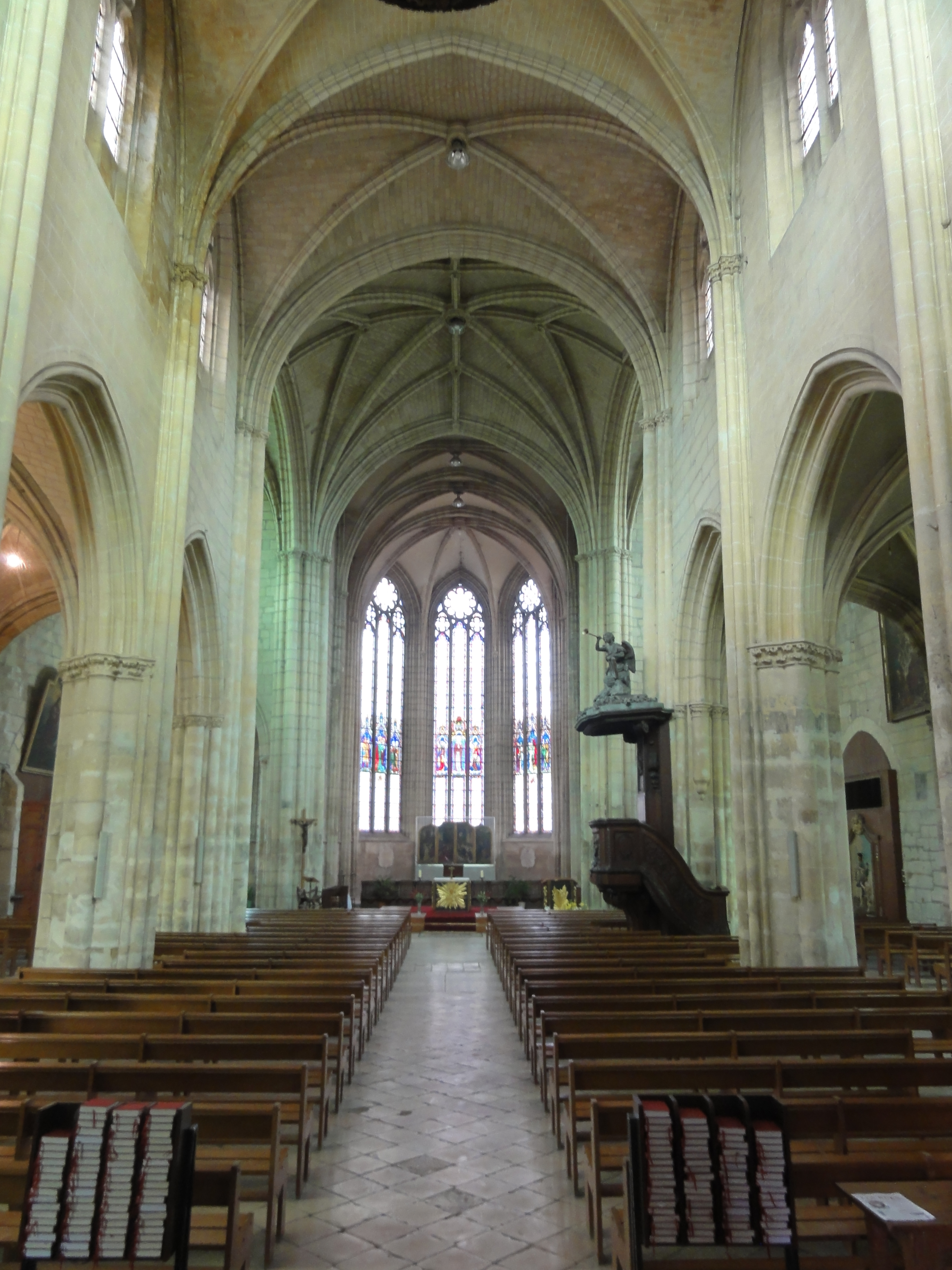
Nef, vue vers l'est.

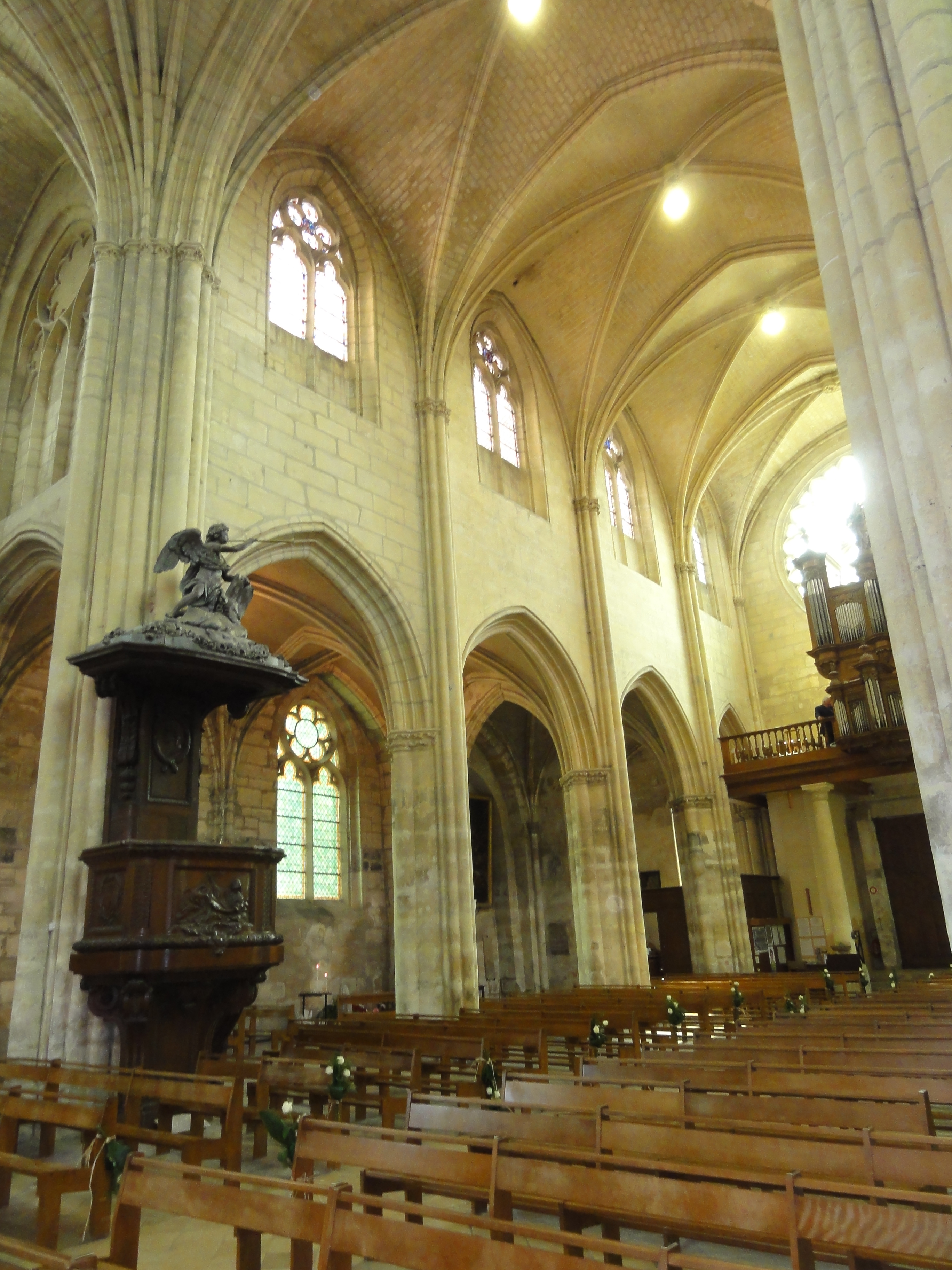
Élévation sud.

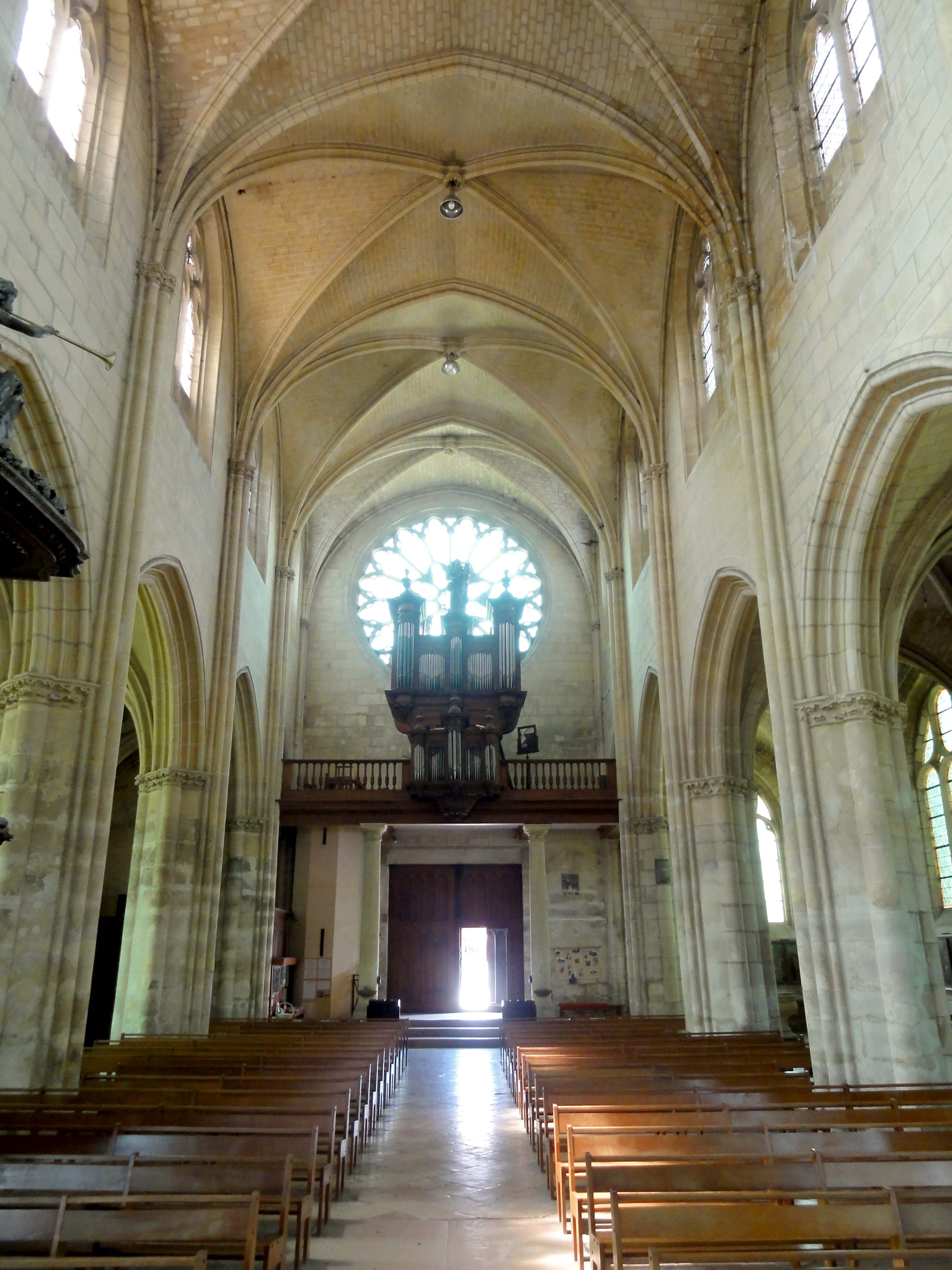
Nef, vue vers l'ouest.

La nef est d'un aspect grave et élégant, et de dimensions imposantes, même s'il n'y a que quatre travées : La longueur avoisine les 20 m, et la largeur entre les piliers et de 12 m environ. L'éclairage par la lumière naturelle est suffisant pour procurer une belle luminosité, qui est renforcée par le teint clair de la pierre. Les supports et nervures paraissent fins et la structure légère. Toutefois, ce n'est pas une impression d'élancement que dégage l'église. Bien qu'assez haute, la nef est à peine deux fois plus haute que large. Toujours en raison de la largeur importante, les doubleaux sont en arc brisé surbaissé, et le doubleau vers la croisée du transept est même en plein cintre. L'aspect de la nef est donc plutôt un peu trapu, impression qui est renforcée par des fenêtres hautes nettement moins larges que les murs, dont la largeur est ainsi soulignée ; par la nudité de l'étage intermédiaire ; et par la faible hauteur des fenêtres, dont la partie inférieure est bouchée depuis 1785. Les grandes arcades dominent encore l'élévation et représentent à elles seules la moitié de la hauteur des murs latéraux. Un triforium ou des arcatures plaquées savamment agencées comme à Champagne-sur-Oise auraient pu accentuer davantage la verticalité. À la période gothique, le triforium est généralement de mise dans la région à chaque fois que le maître d'œuvre veut faire preuve d'une certaine recherche architecturale, même dans les petites églises rurales telles que Nesles-la-Vallée ou Santeuil. Dans une église d'une qualité architecturale élevée telle que Notre-Dame de Chambly, l'absence de triforium constitue une exception. Si l'on fait l'abstraction de cette particularité, la nef de Chambly ressemble beaucoup à celles d'Agnetz et Saint-Jacques de Compiègne, dont les parties basses appartiennent encore au style gothique primitif,.
Avec la nef d'Agnetz, la nef de Chambly partage la particularité de piliers réunissant deux types très courants à la période gothique : le pilier chartrain, qui se compose d'un noyau rond cantonné de quatre colonnettes largement espacées, comme à Saint-Leu-d'Esserent, et le pilier fasciculé dionysien, qui est cantonné de multiples colonnettes, dont le nombre est souvent équivalent aux éléments à supporter (sauf souvent pour les formerets). Comme à Agnetz, un faisceau de colonnettes monte jusqu'aux chapiteaux du second ordre supportant les voûtes de la nef, et relève donc du pilier dionysien, alors que trois colonnettes doivent suffire pour les grandes arcades et les voûtes du bas-côté. Les faisceaux correspondant aux hautes-voûtes comportent cinq et non pas trois colonnettes, contrairement à la première impression : les formerets disposent en effet de leurs propres supports, mais ceux-ci sont placées derrière les colonnettes des ogives, et à peine visibles en regardant de face. Les chapiteaux des doubleaux de la nef ont des tailloirs à bec, et les piliers présentent une frise sculpté à la manière des chapiteaux sur leurs parties libres, entre deux chapiteaux ou entre les chapiteaux et les colonnettes des hautes-voûtes. Ces caractéristiques se trouvent aussi à Agnetz. Les principales différences concernent les diamètres des supports, leur articulation et la mouluration des grandes arcades. À Chambly, les fûts commencent à fusionner, et notamment les fûts très fins des formerets apparaissent déjà comme des ondulations, et le profil des grandes arcades s'éloigne des schémas simples de la période gothique primitive, et la multiplication de tores très fins entre les gros tores préfigurent les arcades prismatiques de la période flamboyante. On peut encore noter que le tracé des grandes arcades n'est pas régulier, mais devient plus surbaissé à mi-hauteur, ce qui évoque une déformation.
Comme déjà signalé, les murs hauts sont parfaitement nus, et aucun bandeau ne structure les surfaces, même pas au niveau du seuil des fenêtres. Les fenêtres sont cernées par un tore et une large gorge peu profonde, comme dans le chœur de Nogent-sur-Oise, le transept et le chœur de Trumilly, ou l'église du prieuré Saint-Victor de Bray. Les meneaux du remplage des fenêtres sont aigus et dépourvus de bases et de chapiteaux. Les fenêtres hautes, toutes identiques, comportent deux lancettes dans lesquelles s'inscrivent des têtes trilobées, et qui sont surmontées d'un quatre-feuilles, tous les écoinçons étant ajourés. En haut des lancettes, le lobe central est déjà plus fermée que les autres, comme à la période flamboyante, et la grande rosace en haut du mur occidental confirme que la nef appartient bien à la période rayonnante tardive. Au milieu de la rosace, se dessinent huit festons dans lesquels s'inscrivent des soufflets, motif qui se généralise à la période flamboyante. Tout autour, sont disposées seize rayons aux têtes trilobées, qui adoptent la même forme que sur les fenêtres latérales. Les écoinçons sont garnis de trèfles. Pour venir aux nervures des voûtes, elles rappellent que la nef date bien du XIIIe siècle en dépit des évolutions stylistiques importantes depuis le début de la période rayonnante, vers 1225. En effet, les profils restent toriques, mais un filet se profile sur le gros tore central des ogives et doubleaux, qui sont flanqués de deux tores de moindre diamètre. Ce profil se répète partout dans l'église, et est donc calqué sur celui du chœur, qui a été élevé en premier lieu. Les clés de voûte sont des couronnes de feuillages.

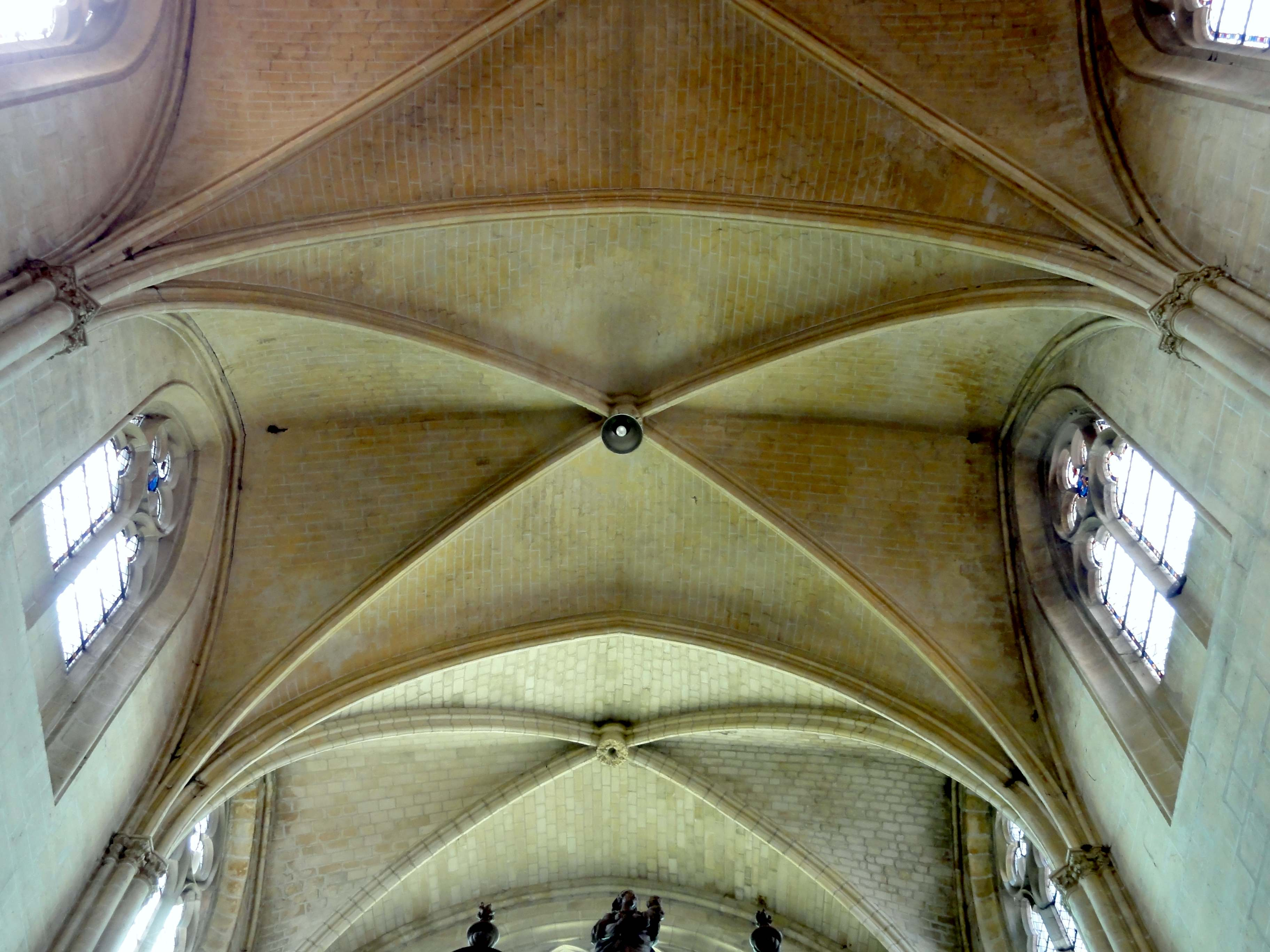
Voûte de la 2e travée.
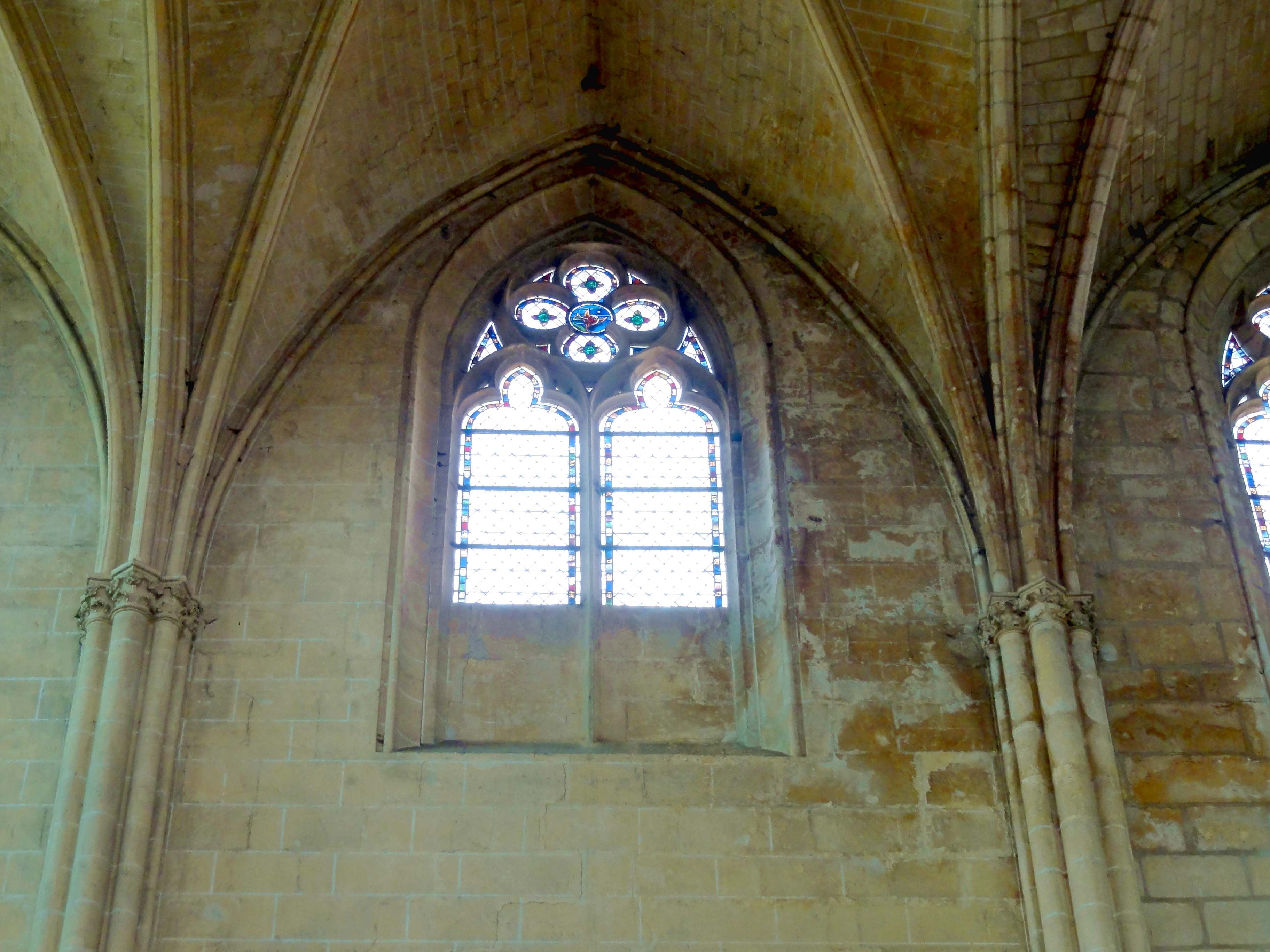
3e travée, parties hautes.
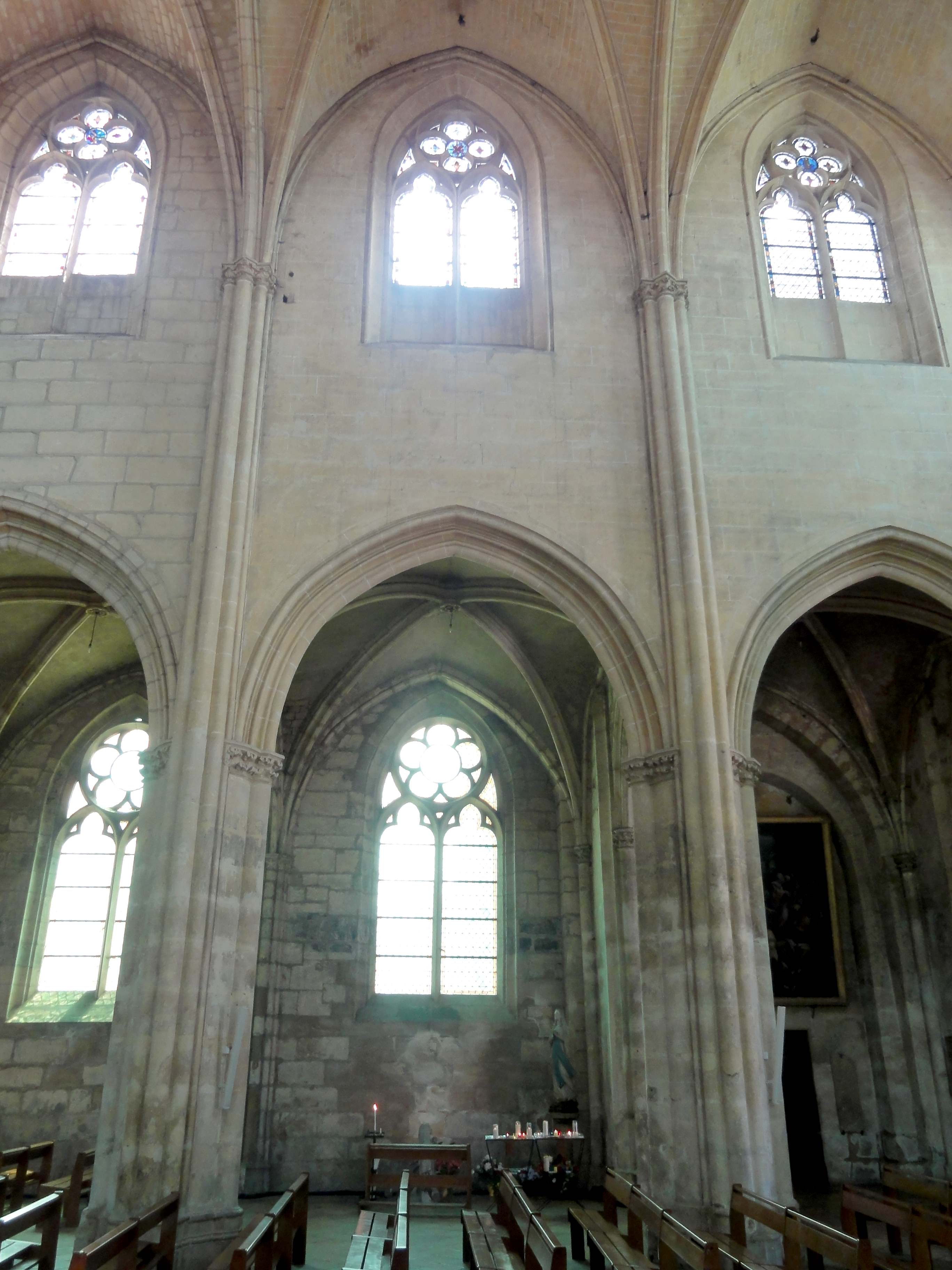
Élévation sud.
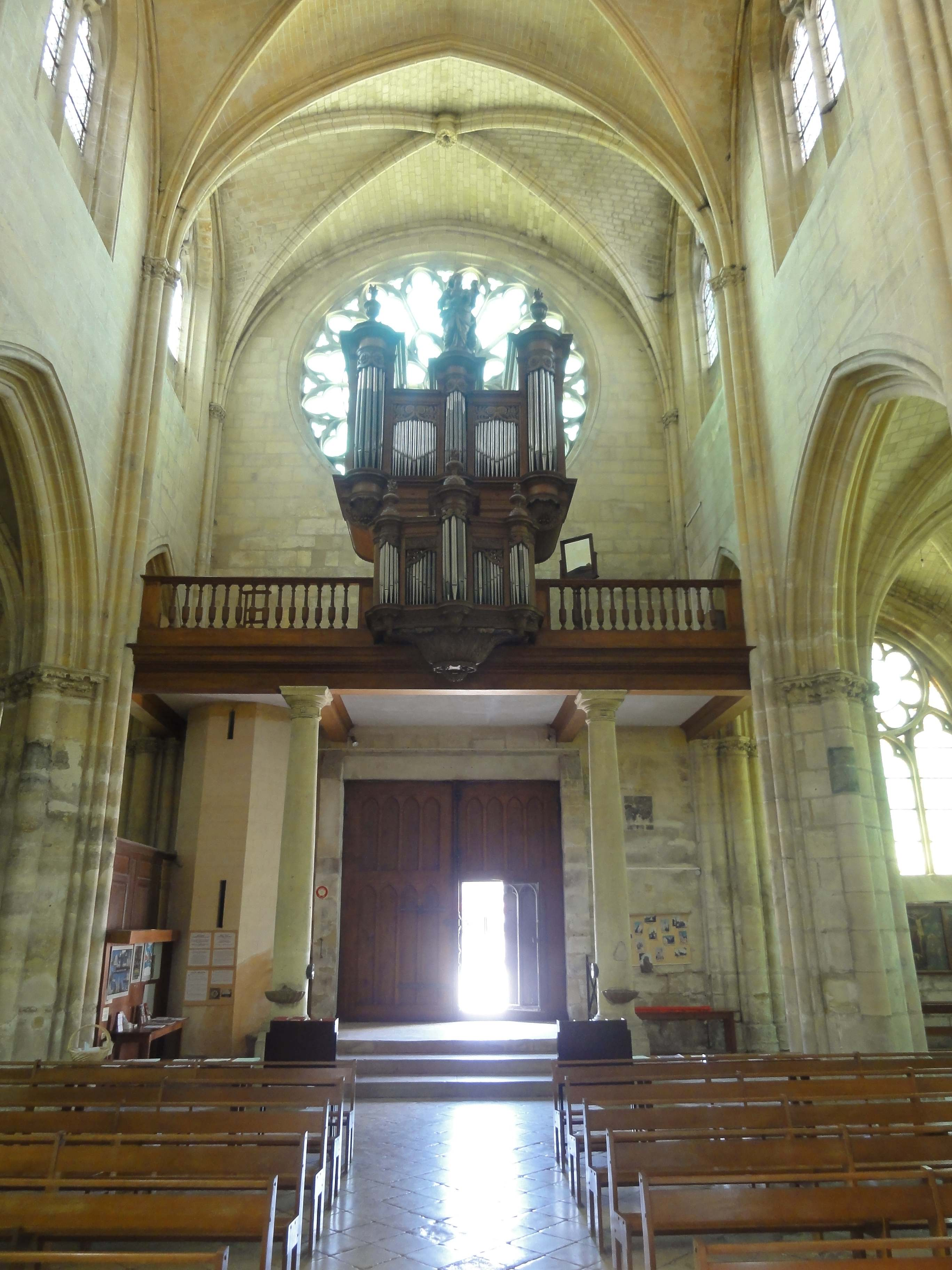
Extrémité occidentale.
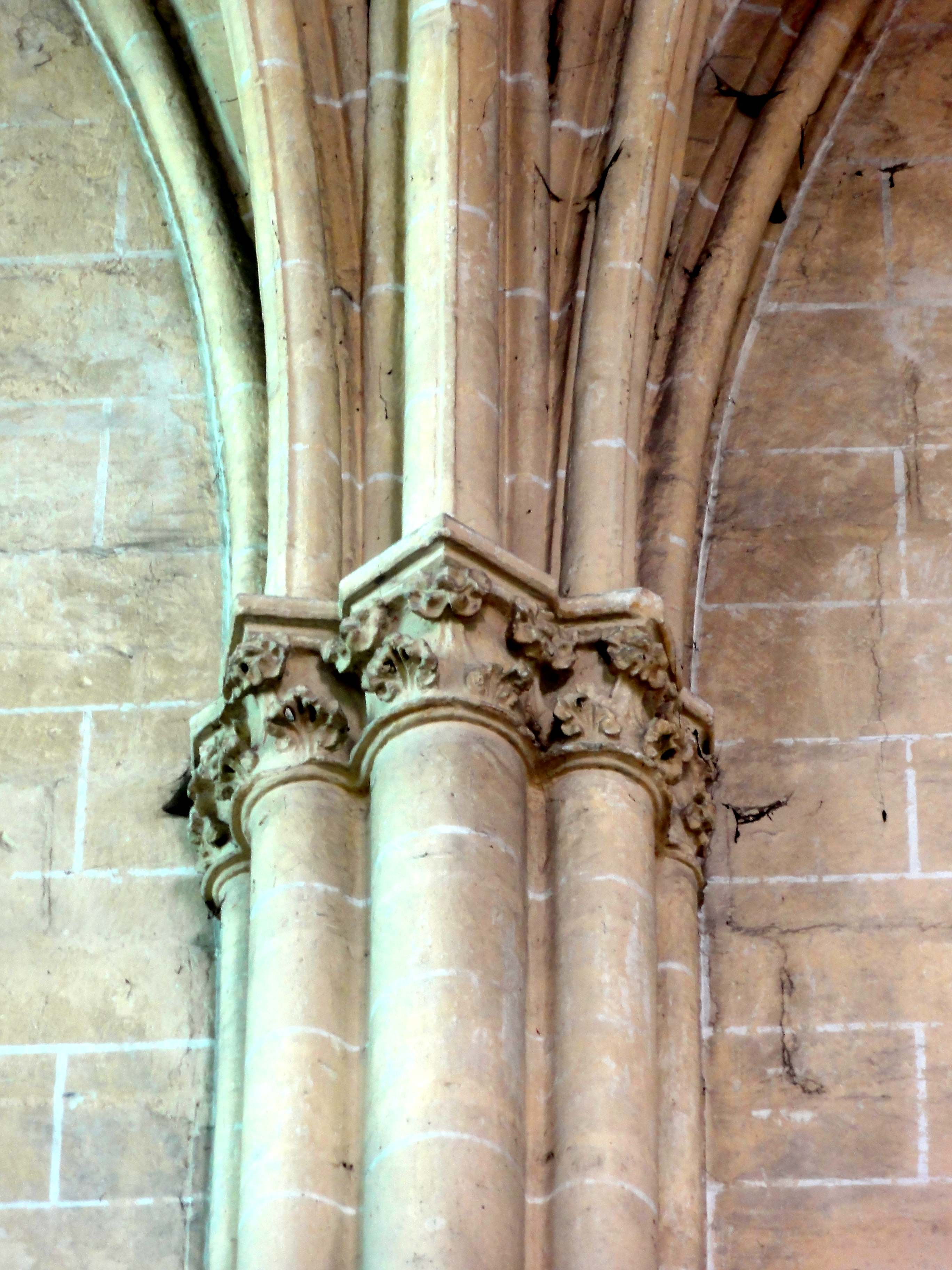
Chapiteaux du 2e ordre.
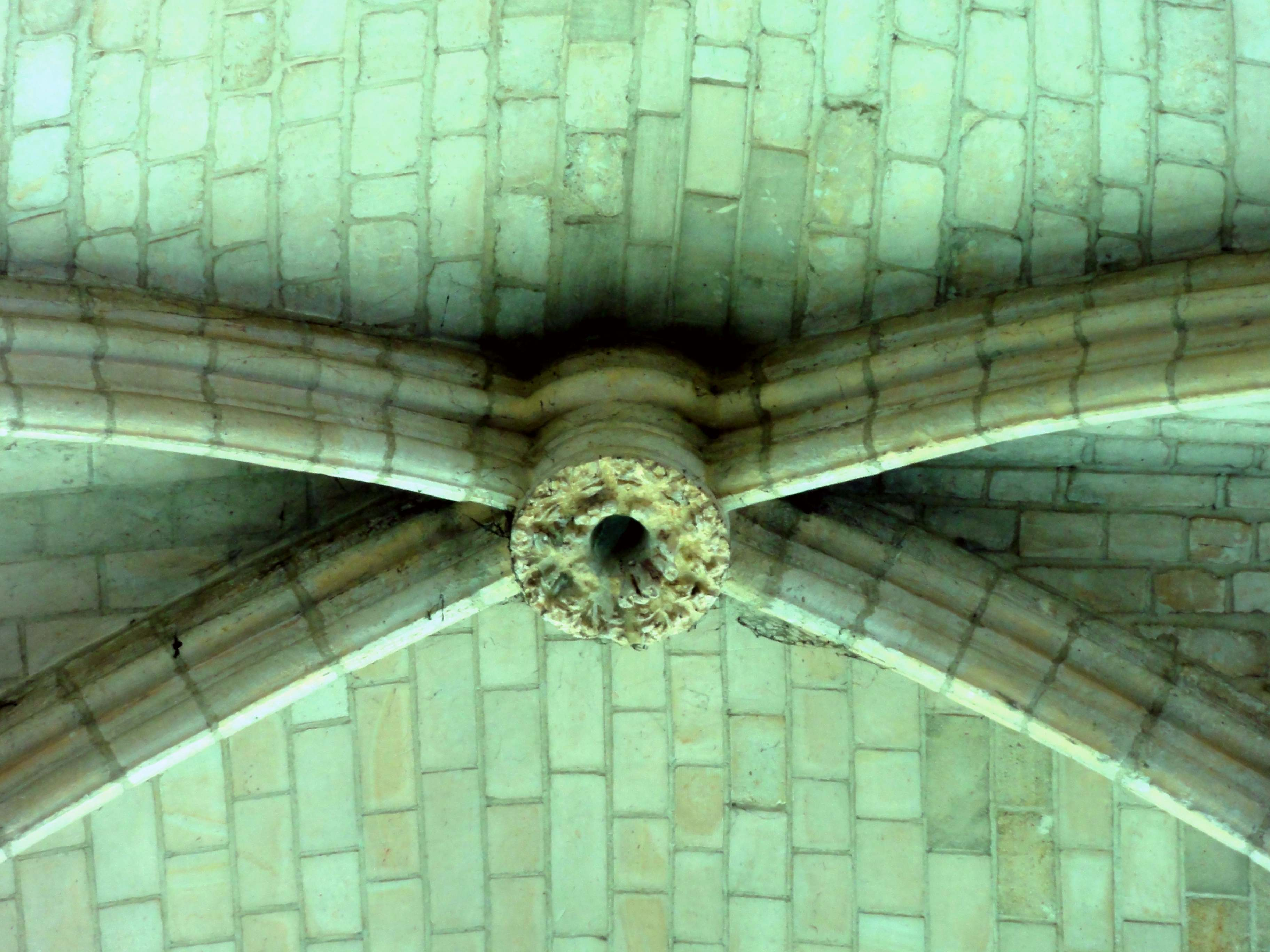
Clé de voûte.

#### Bas-côtés

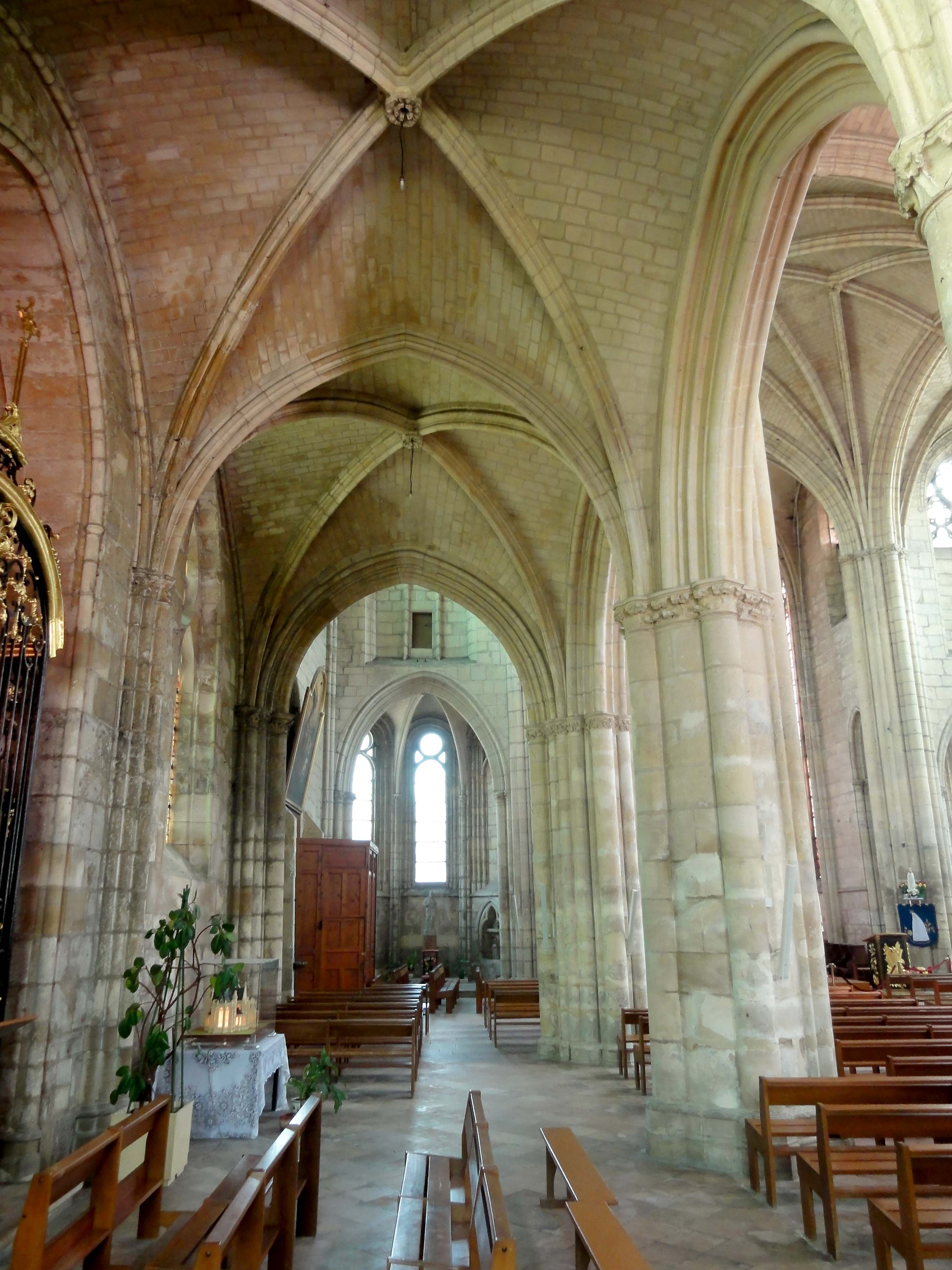
Bas-côté nord, 3e travée, vue vers l'est.

Les bas-côtés ne sont pas identiques tous les deux : au nord, la troisième travée possède une chapelle latérale, et au sud, la présence du clocher au sud de la seconde travée rend les deux premières travées irrégulières. Comme fréquemment dans les bas-côtés, la largeur est la moitié de celle de la nef (ici, si l'on déduit l'épaisseur des piliers de la largeur des bas-côtés), et les travées sont carrées au lieu d'être barlongues. Sinon, beaucoup de caractéristiques sont partagés avec la nef, dont le profil des nervures des voûtes, l'agencement des supports et le remplage des fenêtres. Pour les supports au droit des murs extérieurs, le maître d'œuvre a fait le même choix que pour les supports des hautes-voûtes de la nef, sauf dans l'extrémité nord-ouest du bas-côté nord, où il n'y a qu'une unique colonnette, et sauf au début des grandes arcades du nord, où les rouleaux supérieurs de la grande arcade possèdent des colonnettes à chapiteaux dédiées : il y a donc respectivement deux colonnettes en moins et deux colonnettes en plus que suivant la logique généralement adoptée dans l'église de Chambly. Le remplage des fenêtres comporte de pentalobes en lieu et place des quadrilobes de la nef. La baie de la seconde travée du nord a reçu un remplage Renaissance a trois formes en plein cintre surmontées d'un oculus, remaniement contemporain de la construction de la chapelle, où l'on trouve le même réseau. La baie occidentale de la seconde travée du nord, qui a été longtemps bouchée, comporte une troisième lancette. La lancette médiane est moins élevée que les deux autres, et l'ensemble est surmonté d'un heptalobe. Grâce à cette large fenêtre, la première travée du bas-côté nord, qui sert de chapelle baptismale, est particulièrement bien éclairée. Au sud, la première travée du bas-côté est tout au contraire mal éclairée, et ne comporte qu'une lancette unique du côté ouest. La seconde travée est même dépourvue de fenêtre. La largeur des deux doubleaux encadrant cette travée est diminuée par deux contreforts du clocher, ce qui les fait ressembler à des arcades. Elles ne sont pas alignées sous le sommet des voûtes, et cloisonnent la première et la deuxième travée. Ces circonstances ont sans doute motivé la transformation de la première travée en débarras, en reprenant l'idée que l'abbé Thierry avait formulé pour la chapelle du bas-côté nord. Celle-ci s'ouvre par une arcade dont les arêtes sont garnies de tores, et le profil des ogives et formerets est monotorique, ce qui s'oppose en théorie à la datation du XVIe siècle. Louis Graves ne l'applique en réalité qu'à la fenêtre, et Maryse Bideault et Claudine Lautier n'ont pas étudié la chapelle, et c'est peut-être par négligence qu'elles la signalent du XVIe siècle dans leur plan,.

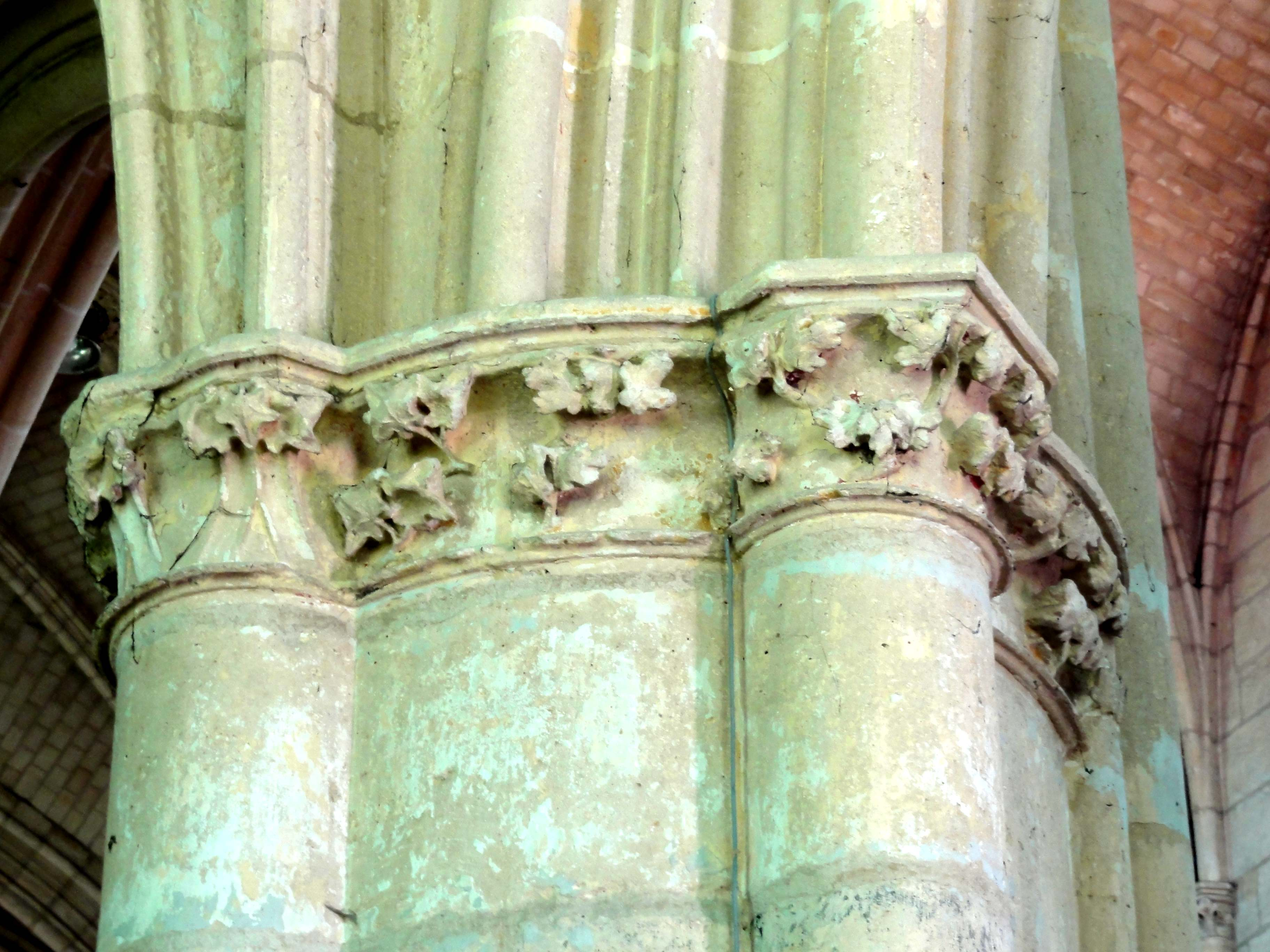
Bas-côté nord, chapiteau d'un pilier de la nef.
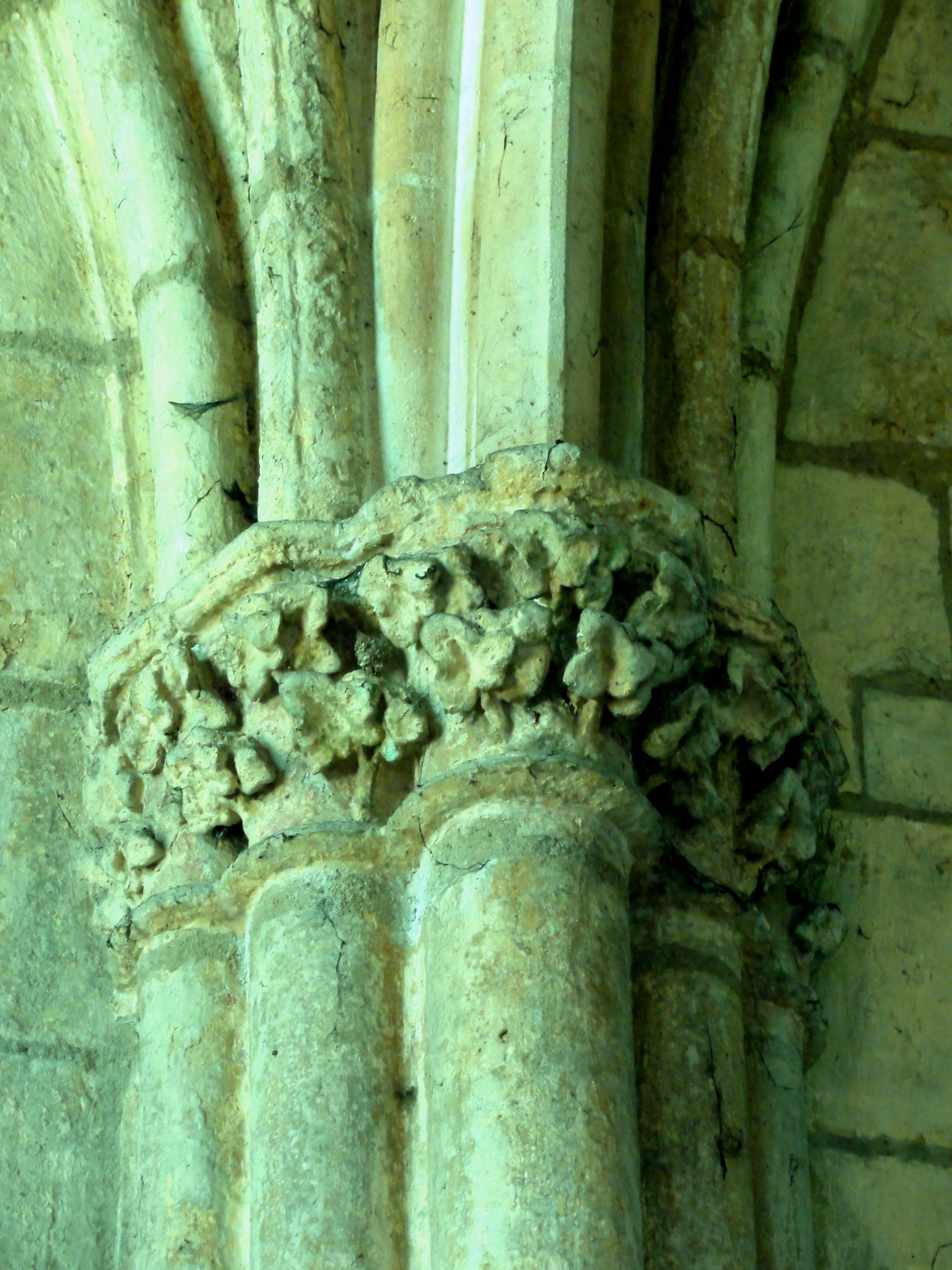
Bas-côté nord, chapiteaux du 1er doubleau.
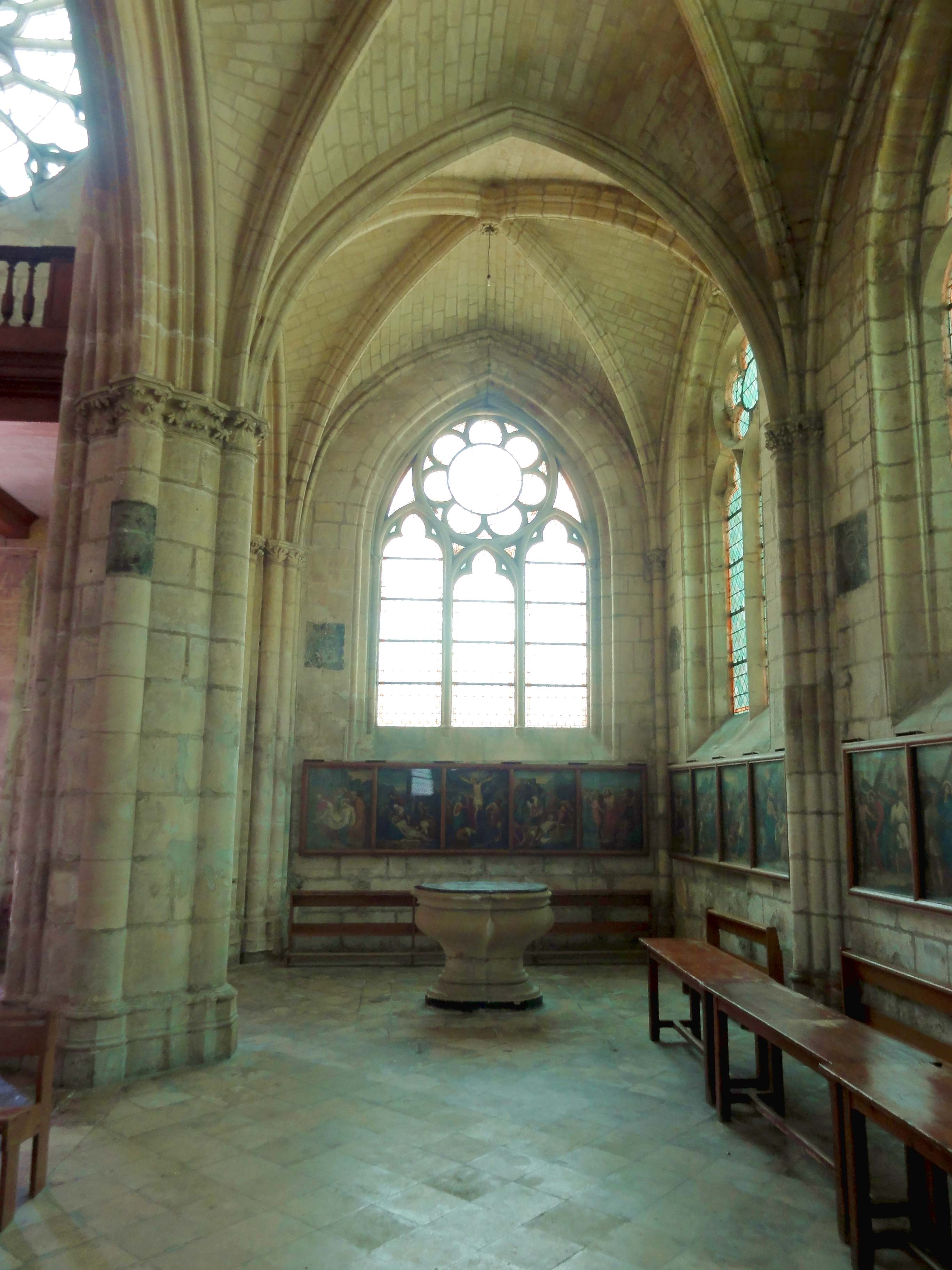
Bas-côté nord, 2e travée, vue vers l'ouest.
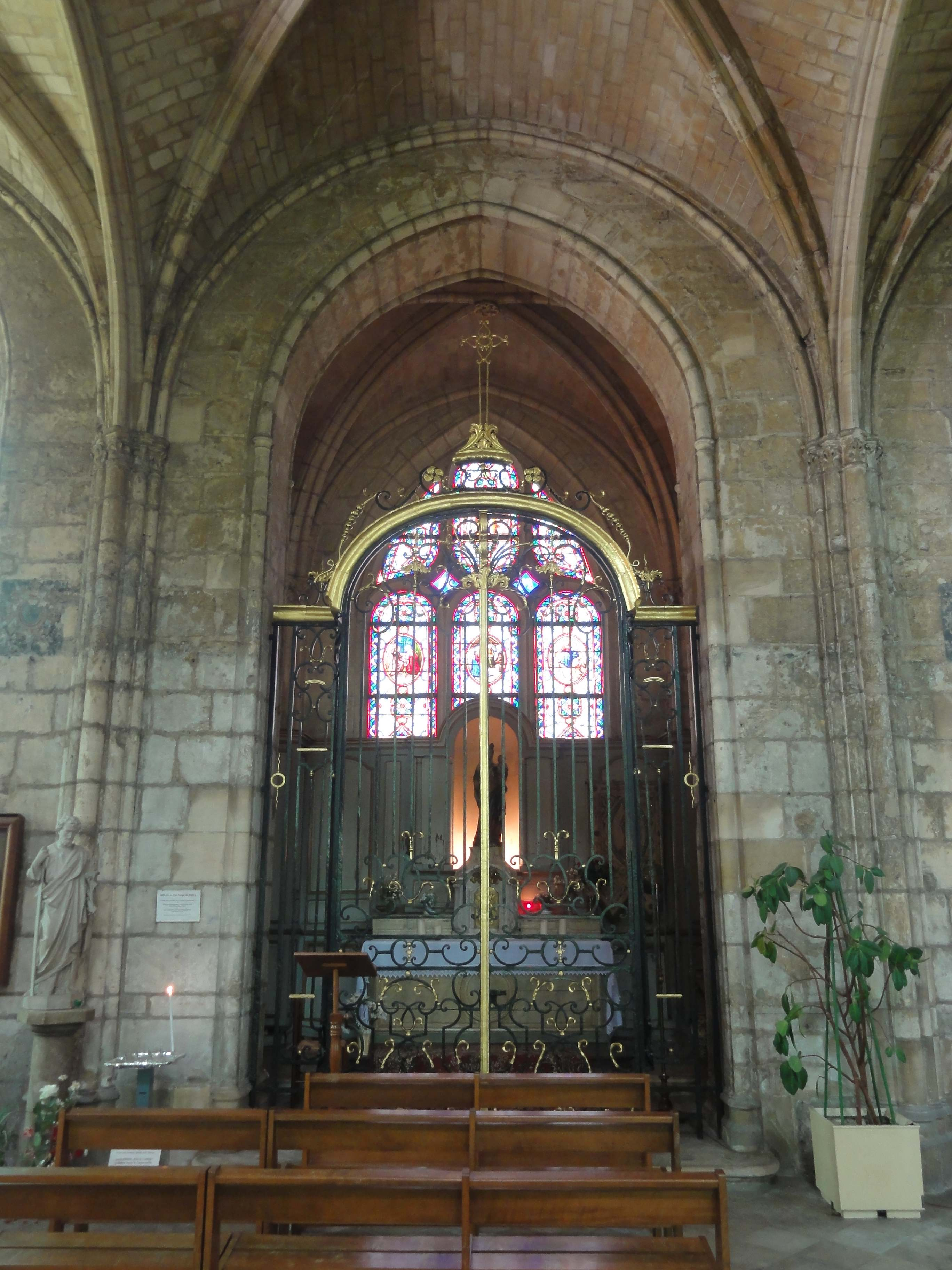
Bas-côté nord, chapelle du Saint-Sacrement.
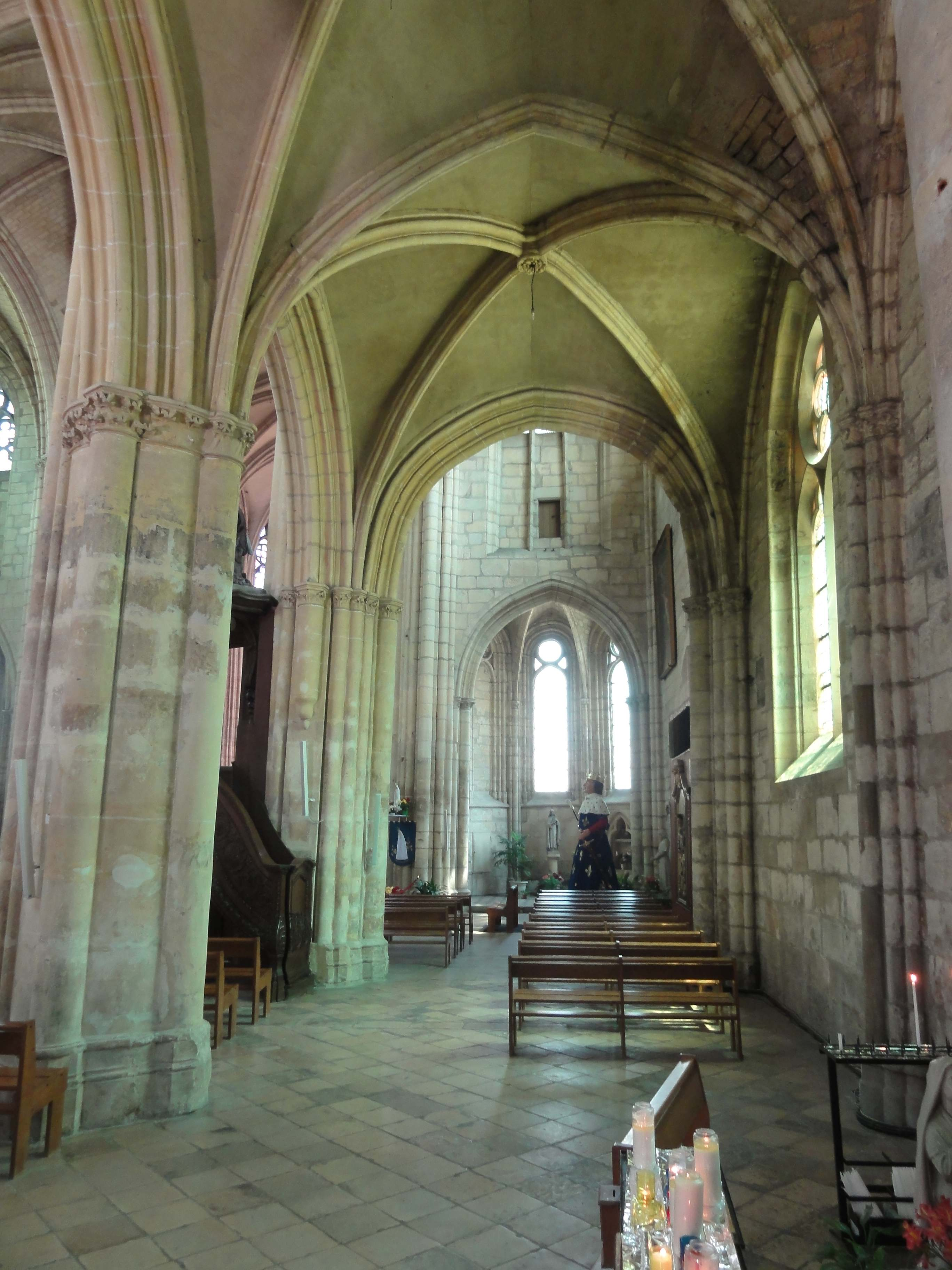
Bas-côté sud, 3e travée, vue vers l'est.
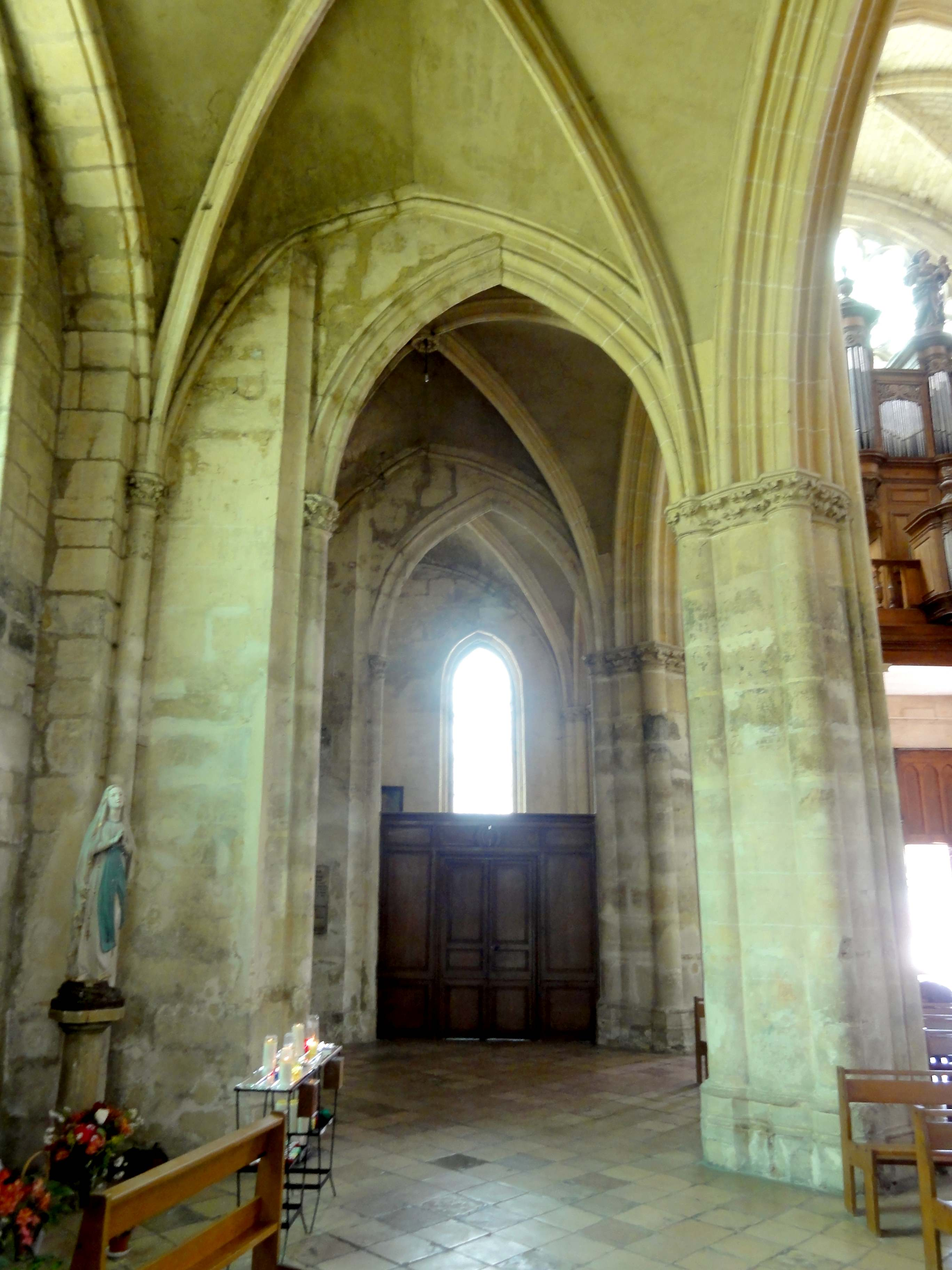
Bas-côté sud, 3e travée, vue vers l'ouest.

#### Transept

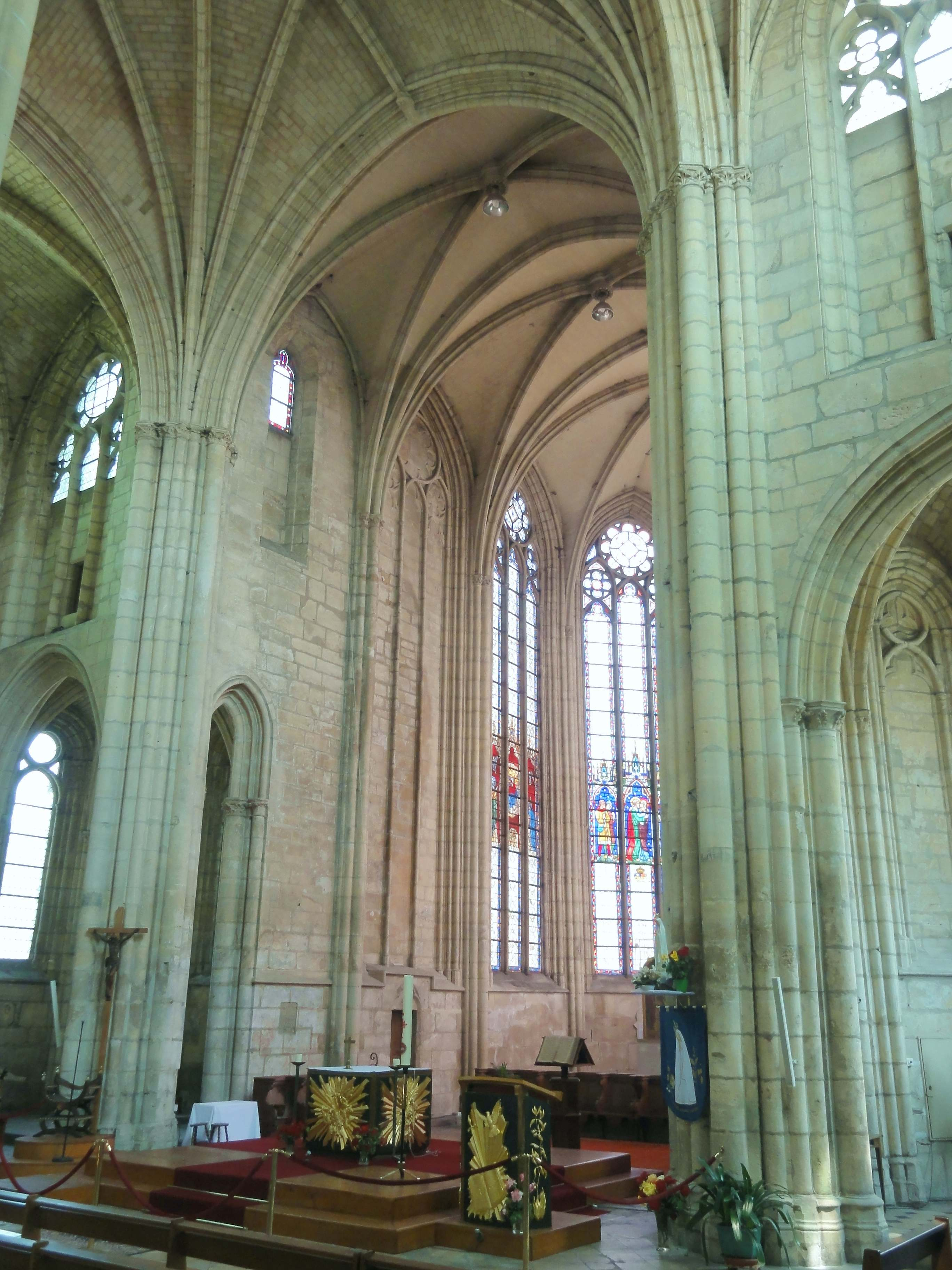
Croisillon sud, vue vers le nord-est, dans le chœur.

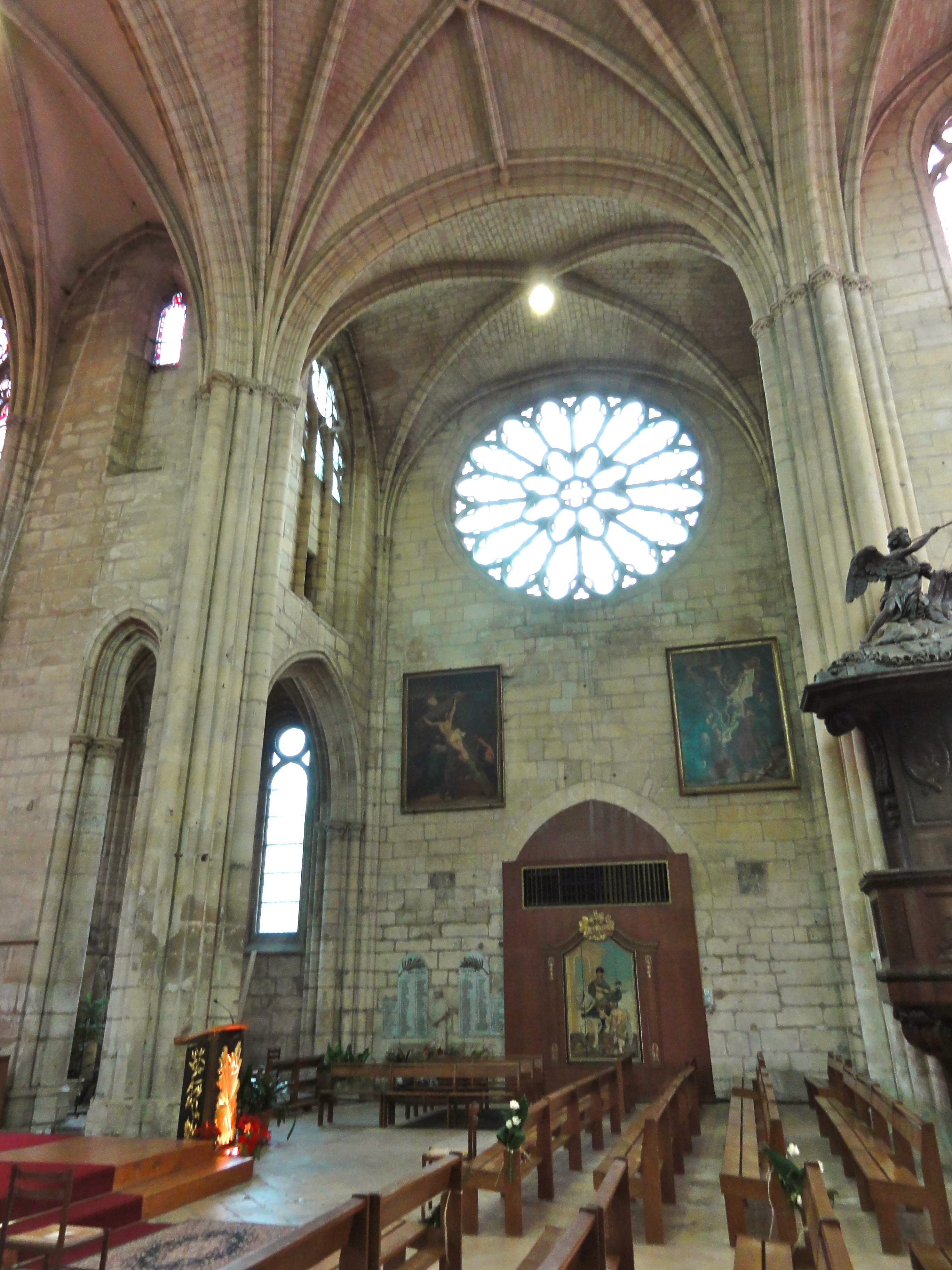
Croisée, vue vers le sud.

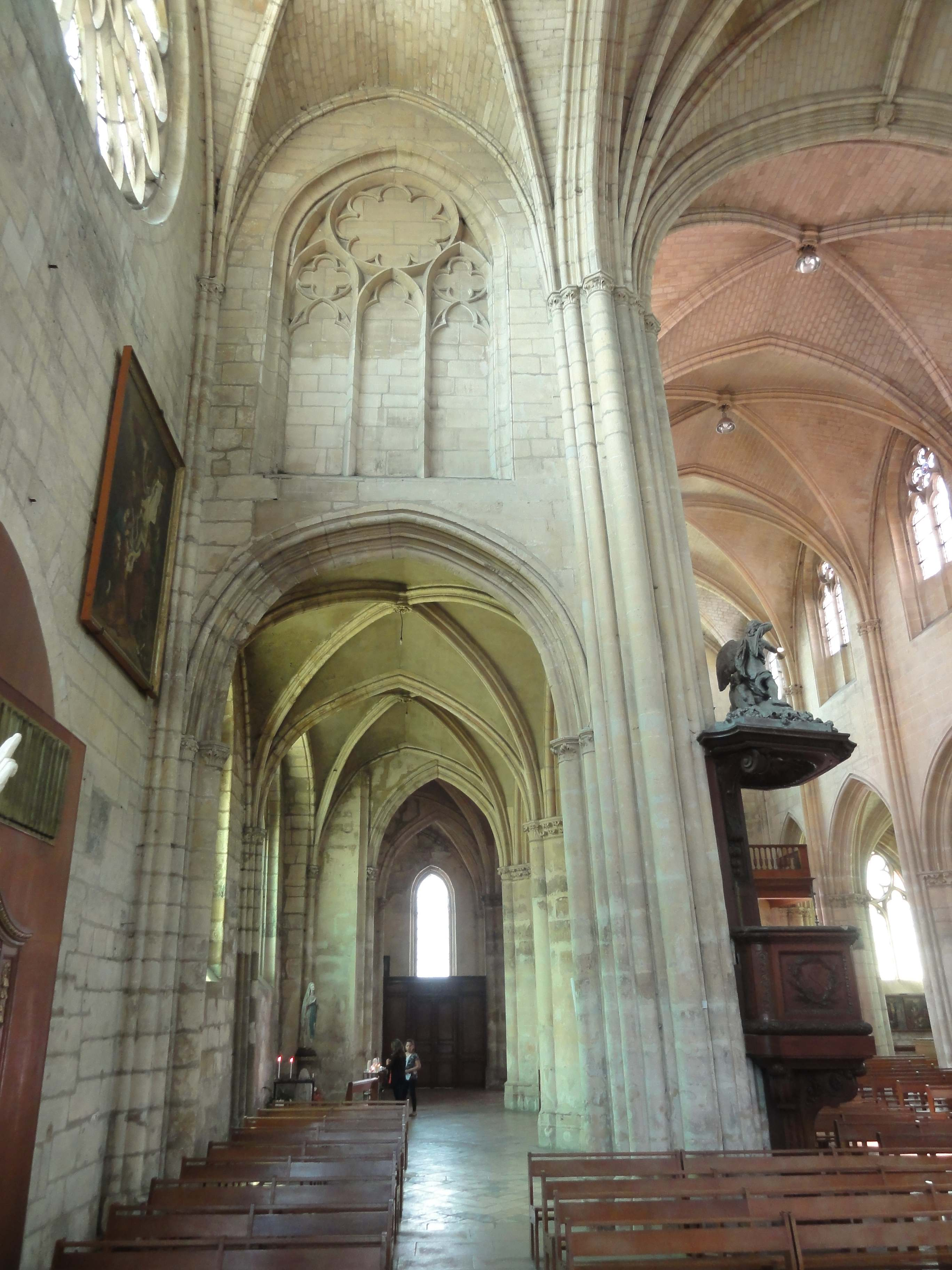
Croisillon sud, vue vers l'ouest.

Le transept, non saillant, se caractérise par sa voûte à liernes et tiercerons exceptionnelle pour l'époque, ses quatre piles parfaitement symétriques, ses deux chapelles orientées en lieu et place de collatéraux du chœur, et ses fenêtres partiellement simulées en haut des murs des croisillons. Elles évitent ici la nudité des murs hauts compris entre les grandes arcades et les fenêtres hautes, et prolongent visuellement les fenêtres vers le bas. Aujourd'hui, les fenêtres occidentales sont entièrement bouchées, et les fenêtres orientales sont à plus que moitié bouchées, ce qui devait être aussi la disposition primitive à l'ouest, avant le rehaussement des toits en appentis des bas-côtés en 1785. La continuation des meneaux des fenêtres et des gorges qui les entourent, ici sans tores encadrants, est une solution alternative au triforium ou aux arcatures plaquées. C'est un parti également adopté à la même époque à Agnetz, où le transept n'est pas non plus débordant. Dans l'église Notre-Dame de Chambly, c'est la seule fantaisie que l'architecte s'est permis dans le transept, qui sinon est particulièrement austère. Les murs d'extrémité nord et sud ne comptent qu'un seul niveau de fenêtres. Il s'agit plus concrètement de deux grandes rosaces, une au nord et une au sud, analogues à celle de la façade occidentale. On note encore que les formerets des murs d'extrémité nord et sud, ainsi que les doubleaux, sont tous en plein cintre ou à peu près. Le doubleau vers le chœur est en arc légèrement brisé, mais la nuance est légère.
Les premières voûtes à liernes et tiercerons apparaissent au cours des années 1230 en Angleterre, et la première application en France se trouve à la croisée du transept de la cathédrale d'Amiens peu avant 1270. Ensuite ce nouveau type de voûtement apparaît simultanément à Chambly et à l'abbatiale de Saint-Riquier. Le profil des nervures est toujours le même que dans le chœur, et les cinq clés de voûte sont toujours des couronnes de feuillages. Il est donc évident qu'il ne s'agit pas d'une voûte flamboyante, même si la quasi-totalité des voûtes à liernes et tiercerons sont postérieures à la guerre de Cent Ans. Les liernes vont jusqu'aux clés d'arc des doubleaux, et de petites têtes sculptées d'une façon réaliste s'y détachent. Les doubleaux autour de la croisée ne sont pas apparentés à ceux de la nef et des bas-côtés, mais sont à double rouleau et moulurées à l'instar des grandes arcades. Puisque les piles de la croisée sont de type dionysien, chaque doubleau retombe sur un faisceau de trois colonnettes, comme les grandes arcades au revers de la façade occidentale. D'autres colonnettes sont réservées aux ogives, mais aucune n'est en revanche réservée aux formerets des croisillons. Les petits fûts qui auraient pu les supporter ont été destinés aux rouleaux supérieurs des arcades vers les bas-côtés et vers les chapelles latérales du chœur. Ces arcades sont analogues aux grandes arcades, avec la différence qu'elles retombent sur des faisceaux de trois colonnettes de chaque côté. Le chœur ne possède pas de grandes arcades dans le sens habituel du terme, mais sa première travée communique avec les chapelles par de très étroites arcades, qui permettent à peine le passage d'un homme, comme à Saint-Amand-sur-Fion, Saint-Urbain de Troyes et Ully-Saint-Georges. Grâce à ces arcades, et grâce à la belle homogénéité de l'ensemble de l'église, les quatre piles du transept peuvent être parfaitement identiques et symétriques, chacune étant cantonnée de seize colonnettes, dont les quatre correspondant aux arcades et doubleaux sont légèrement plus fortes que les autres. C'est donc à la faveur de la symétrie des piles que les formerets n'ont pas reçu de supports dédiés. Seuls les formerets des murs d'extrémité nord et sud du transept en disposent, ce qui donne le nombre rare de deux colonnettes dans chacun des quatre angles (normalement on trouve une ou trois colonnettes dans les angles).
Les quatre fenêtres latérales du transept possèdent un remplage à trois lancettes, ce qui est plus fréquent dans les églises de moyenne importance de la région que dans les églises plus grandes. Des fenestrages composés de trois lancettes surmontées d'un oculus se trouvent par exemple à Boran-sur-Oise (fenêtre occidentale), Neuilly-sous-Clermont (chevet) et Villers-sous-Saint-Leu. Plus rarement les deux lancettes latérales enferment un polylobe, mais on trouve d'autres exemples à Mogneville (chapelle latérale sud), Sacy-le-Grand (chapelle latérale nord) et Saint-Sulpice-de-Favières (chevet des bas-côtés). En l'occurrence, l'oculus est un octolobe. Comme autre particularité, on trouve un réseau hiérarchisé avec réseau primaire et réseau secondaire, les lancettes latérales comportant une superposition de têtes trilobées s'inscrivant dans des lancettes plus fines et de quadrilobes, ce qui les fait apparaître plus basses que la lancette médiane à première vue, alors que l'observation focalisée sur le réseau primaire révèle qu'elles sont en réalité plus hautes. Un effet semblable a été obtenue dans les baies hautes de la cathédrale Saint-Pierre de Beauvais, et dans la chapelle de la Vierge de l'abbaye Saint-Germer-de-Fly. Le polylobe s'inscrit dans un cercle, ce qui est assez courant. La gorge entourant les fenêtres n'est pas encadrée par un tore ; sinon, la mouluration est analogue aux baies de la nef, avec des meneaux aigus sans chapiteaux ni bases.

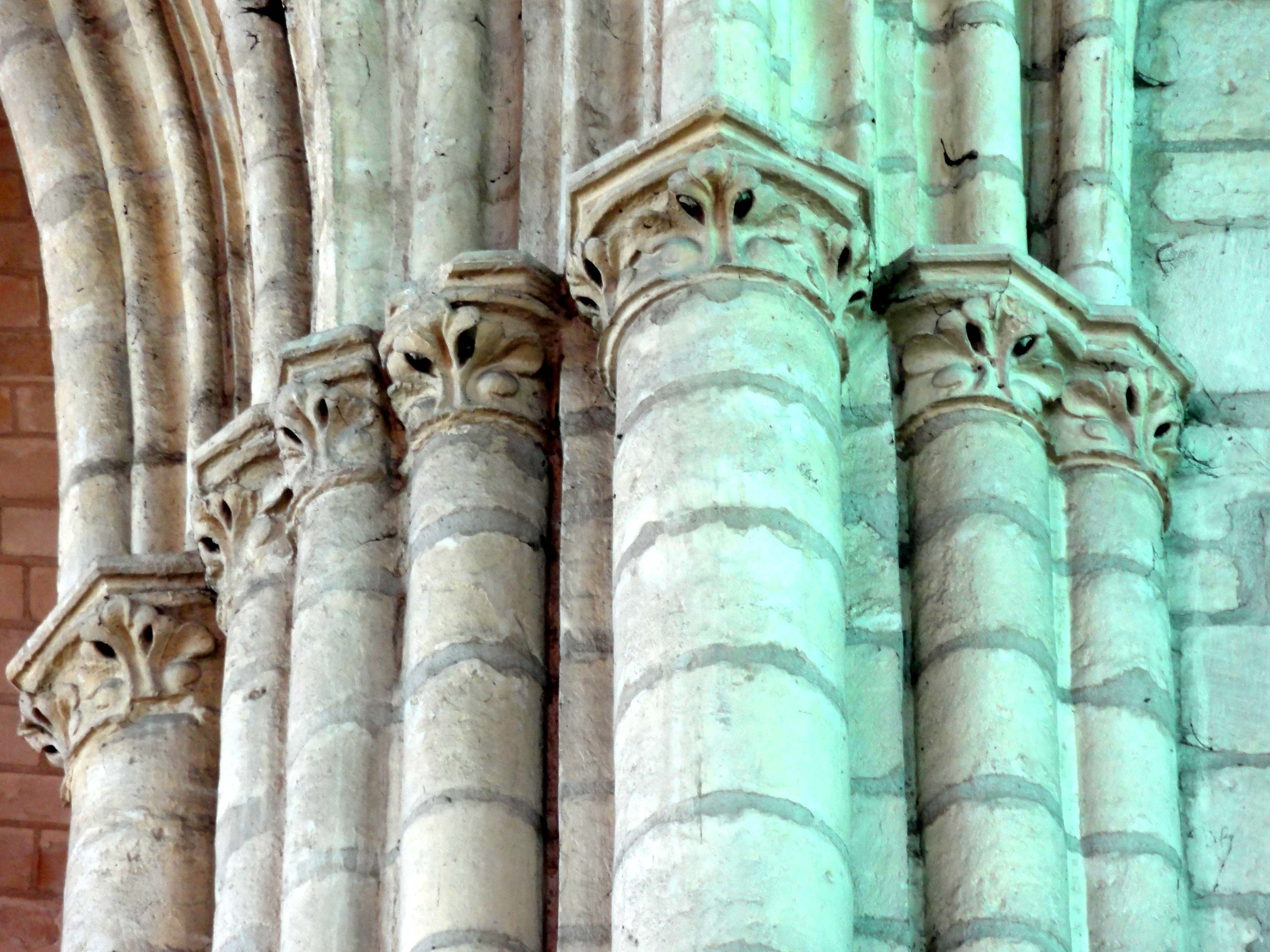
Chapiteaux de la pile nord-ouest, côté est.
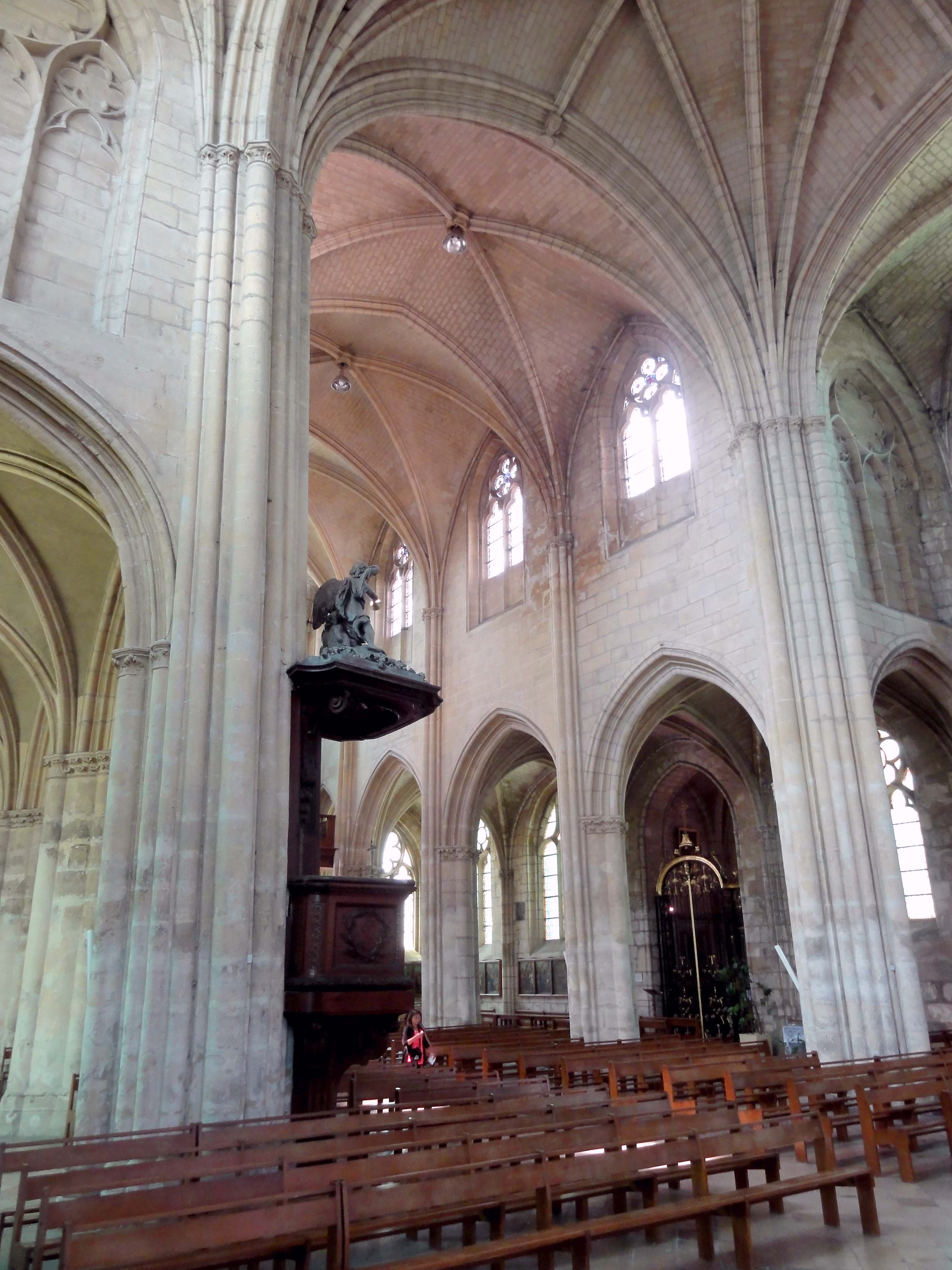
Croisillon sud, vue vers le nord-ouest.
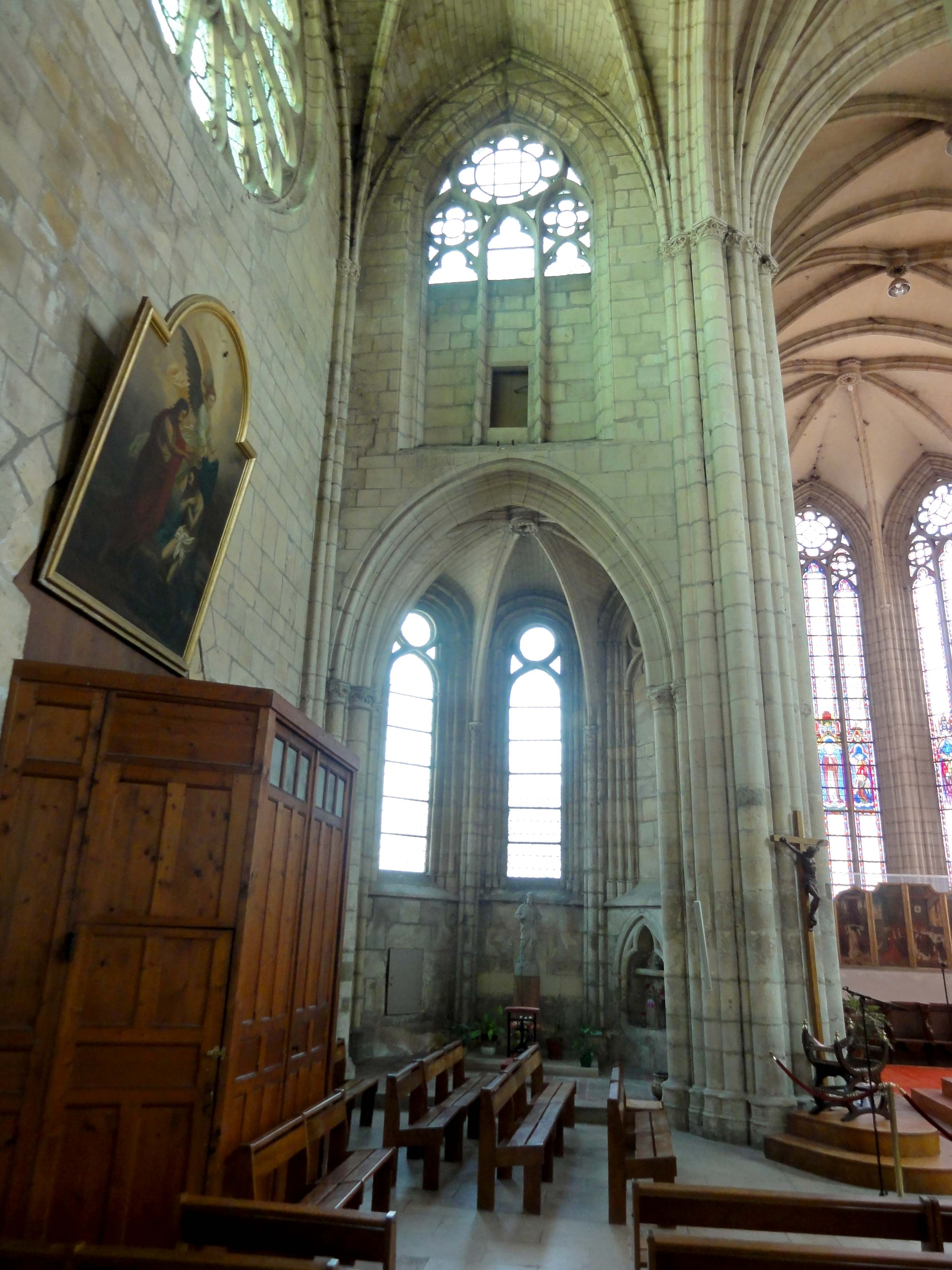
Croisillon nord, vue vers l'est.
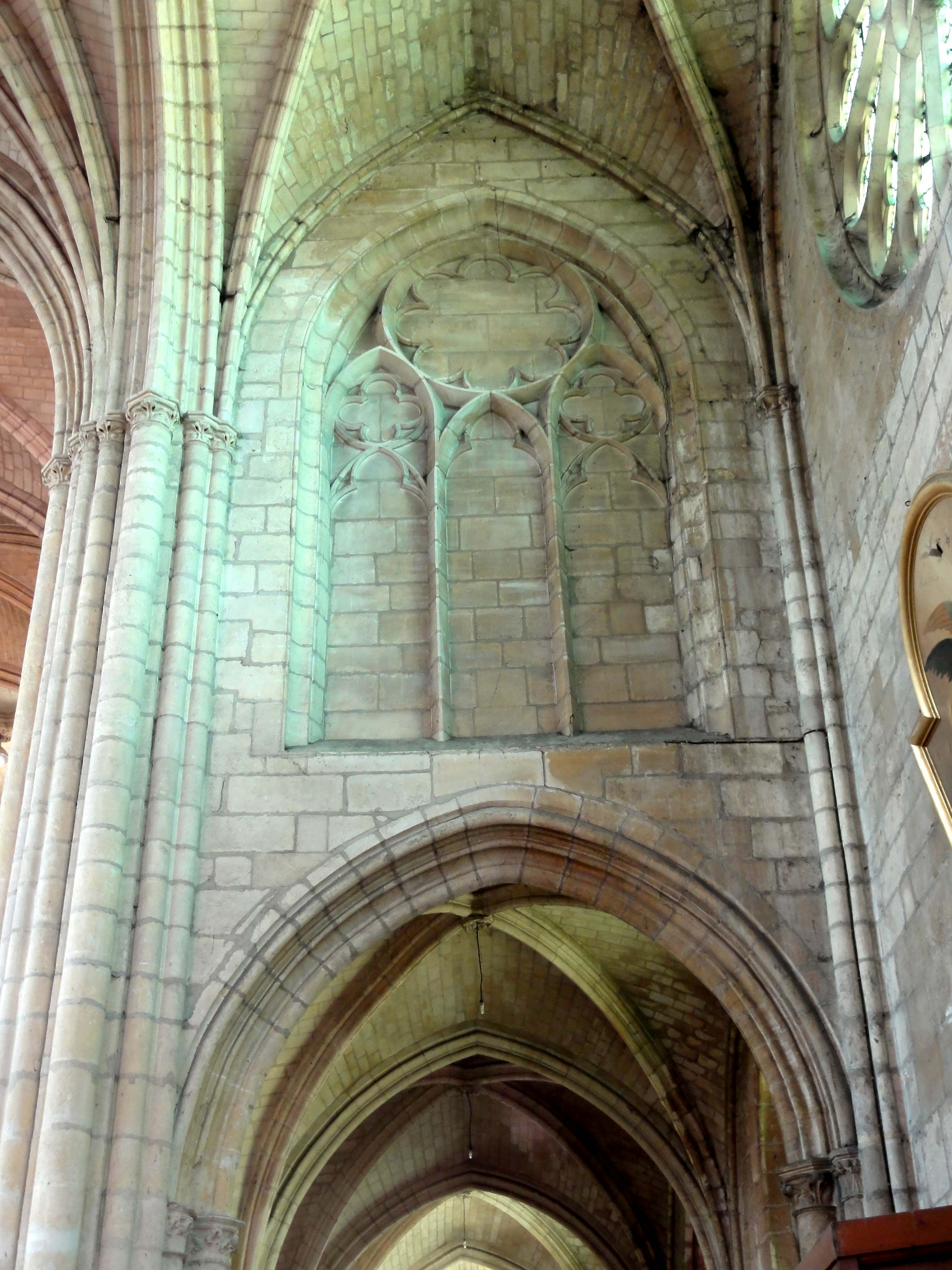
Croisillon nord, fenêtre occidentale.
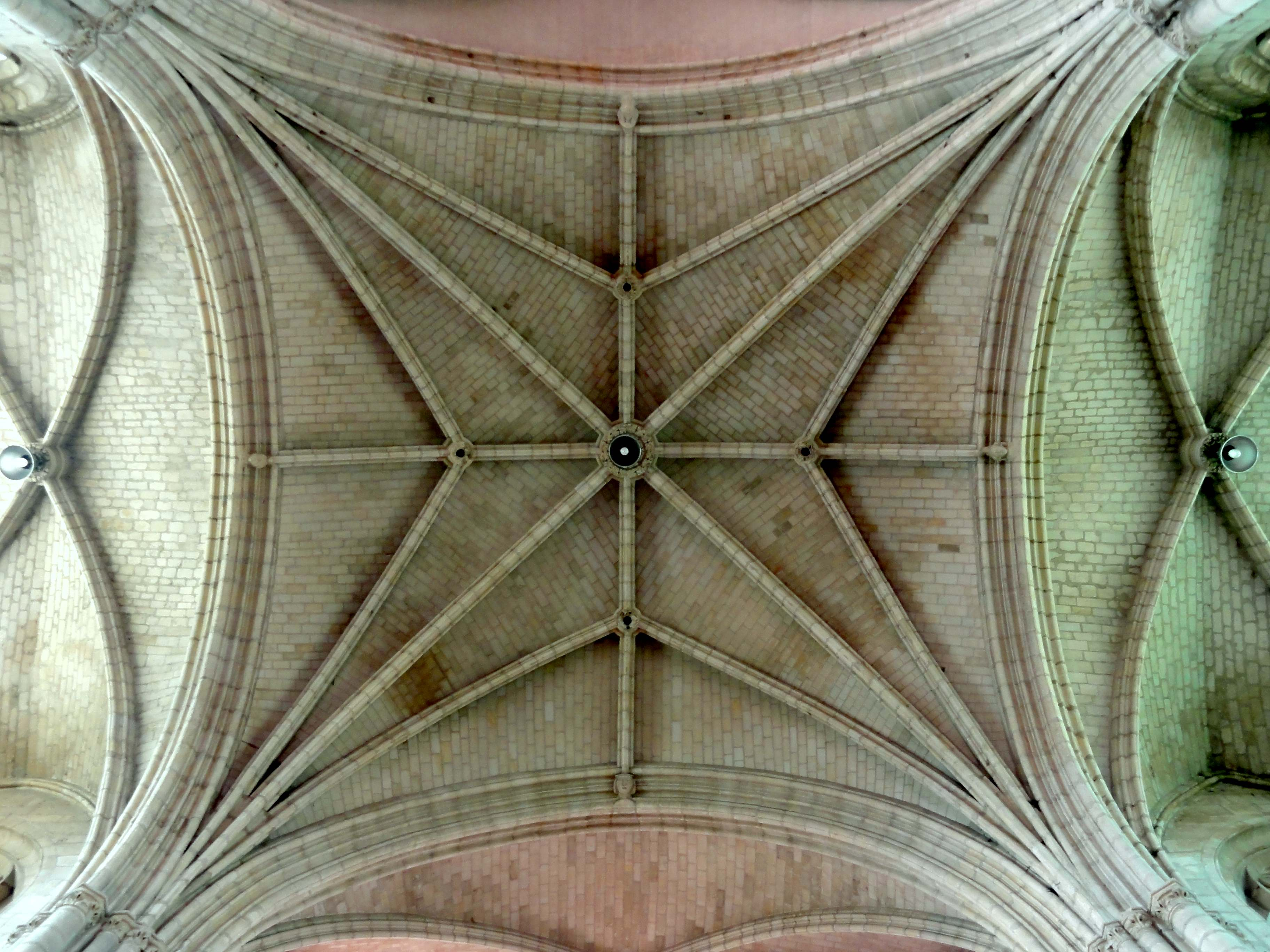
Voûte à liernes et tiercerons de la croisée.
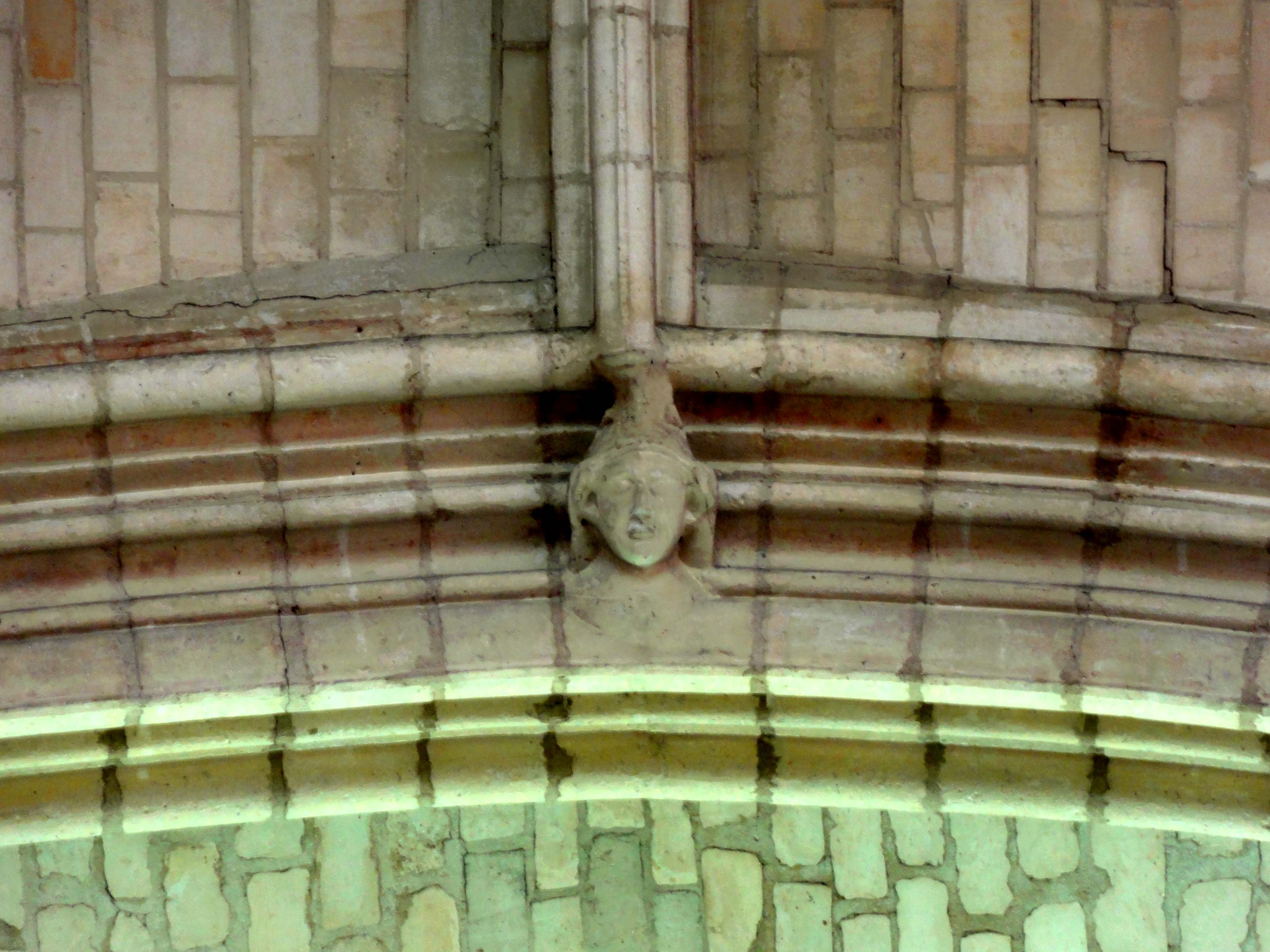
Clé d'arc côté nord.

#### Chapelles latérales

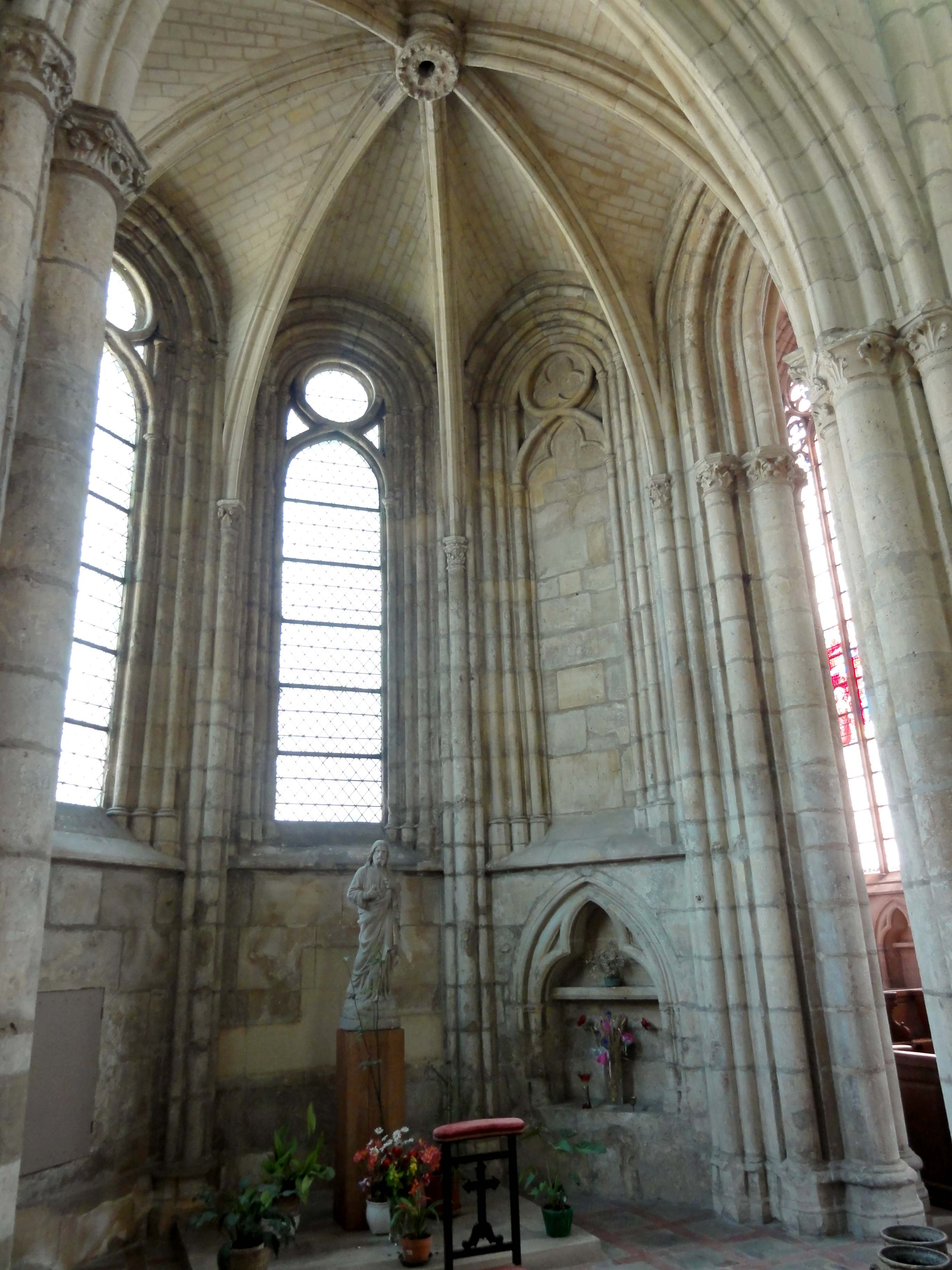
Chapelle nord.

La chapelle du sud est dédiée à sainte Anne, sainte Barbe, sainte Catherine, saint Nicolas ou plus probablement à sainte Marie-Madeleine ; aujourd'hui, on y vénère sainte Thérèse de Lisieux. La chapelle du nord est consacrée aux saints Anges ou au saint archange Michel ; aujourd'hui, c'est la chapelle du Sacré-Cœur. — Les deux chapelles orientées sont pentagonales à l'intérieur, mais présentent un chevet en hémicycle à l'extérieur. Elles n'ont plus rien en commun avec les absidioles de la période romane et de la première période gothique, sauf le concept général. Mais la multiplication des fines colonnettes et les trois hautes et étroites fenêtres, ainsi que toute la modénature, indiquent tout à fait l'époque rayonnante. Dans un même sens, la fenêtre simulée près des murs latéraux de la première travée du chœur, les délicates piscines liturgiques et la haute et étroite arcade assurant la communication visuelle avec le chœur évitent tout soupçon d'un anachronisme. Les chapelles orientées greffées sur le transept ne sont pas fréquentes dans la région au XIIIe siècle : on peut notamment citer Taverny. L'église d'Ully-Saint-Georges possède des chapelles très similaires à celles de Notre-Dame de Chambly, mais elles font directement suite aux bas-côtés et ne sont pas identiques toutes les deux. À Montataire, les chapelles orientées sont également différentes toutes les deux, et il n'y a pas non plus de transept.
Comme dans le chœur, la mouluration des fenêtres est arrondie, et les meneaux sont garnis de petits chapiteaux et de bases sommaires. L'étroitesse des baies ne laisse de la place qu'à une lancette unique, qui est néanmoins pourvue d'un remplage comportant un simple oculus rond en haut, et deux écoinçons ajourés. Le réseau des fenêtres simulées est un peu plus complexe, et une tête trilobée s'y inscrit dans les lancettes, tandis qu'un trèfle s'insère dans les oculi. L'esthétique rayonnante veut que les fenêtres des absides occupent toute la place disponible entre les supports, mais le maître d'œuvre a volontairement augmenté l'ampleur visuelle de ceux-ci, pour réduire ainsi la largeur des fenêtres sans pour autant faire apparaître des portions de mur entre les fenêtres et les piliers. Chaque fenêtre se trouve ainsi entourée de deux paires de grêles colonnettes supplémentaires, qui s'ajoutent aux colonnettes des fenêtres et aux formerets, et qui sont également munies de chapiteaux. Ainsi, le nombre important de quatre colonnettes flanque de chaque côté les colonnettes correspondant aux ogives. Celles-ci, plus fortes que les autres, portent des chapiteaux plus grands situés à la même hauteur que ceux des grandes arcades. Elles forment des faisceaux de trois colonnettes avec les fûts des formerets. Les autres colonnettes s'arrêtent sur un glacis formant larmier au seuil des fenêtres.

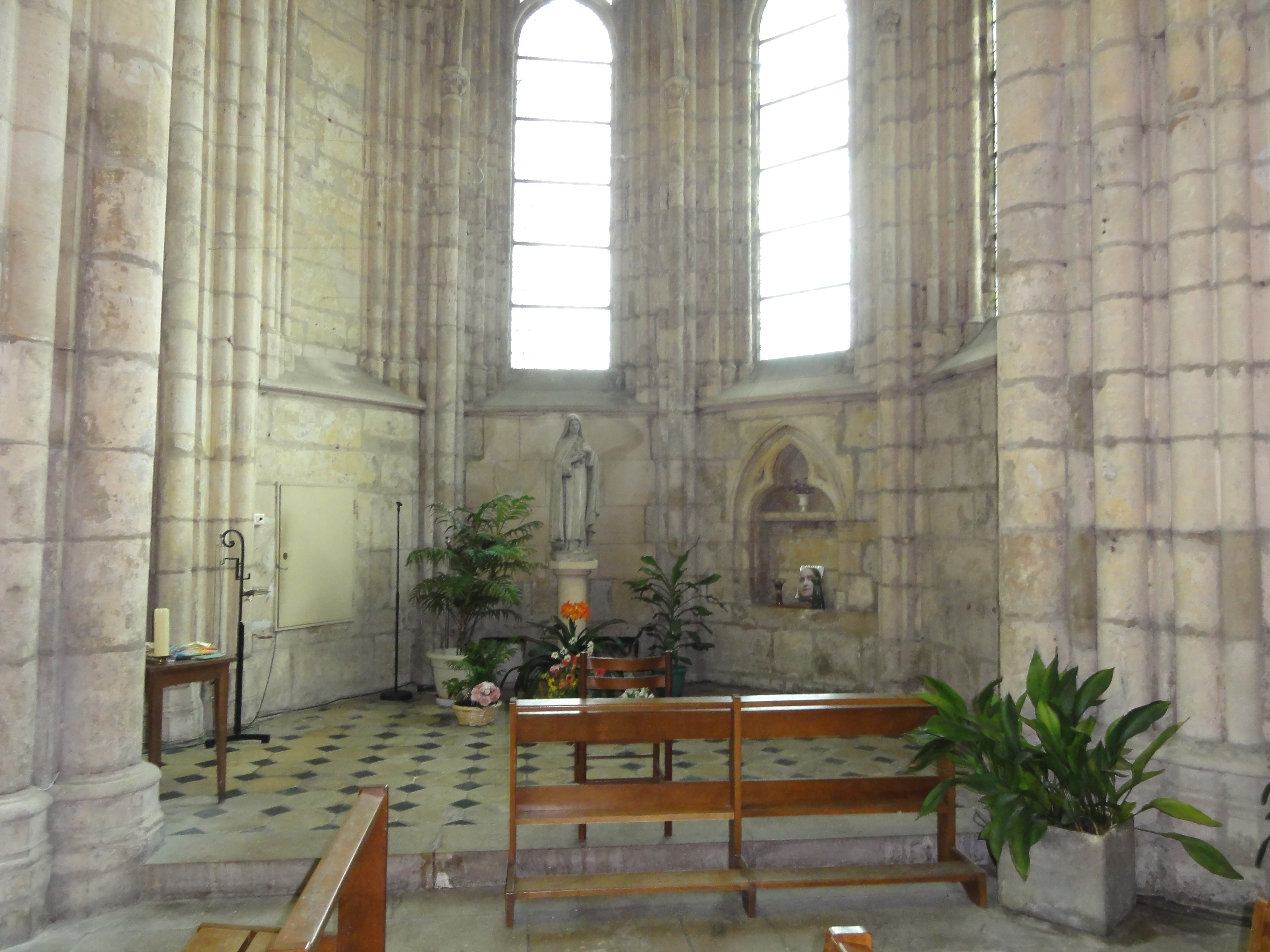
Chapelle sud, parties basses.
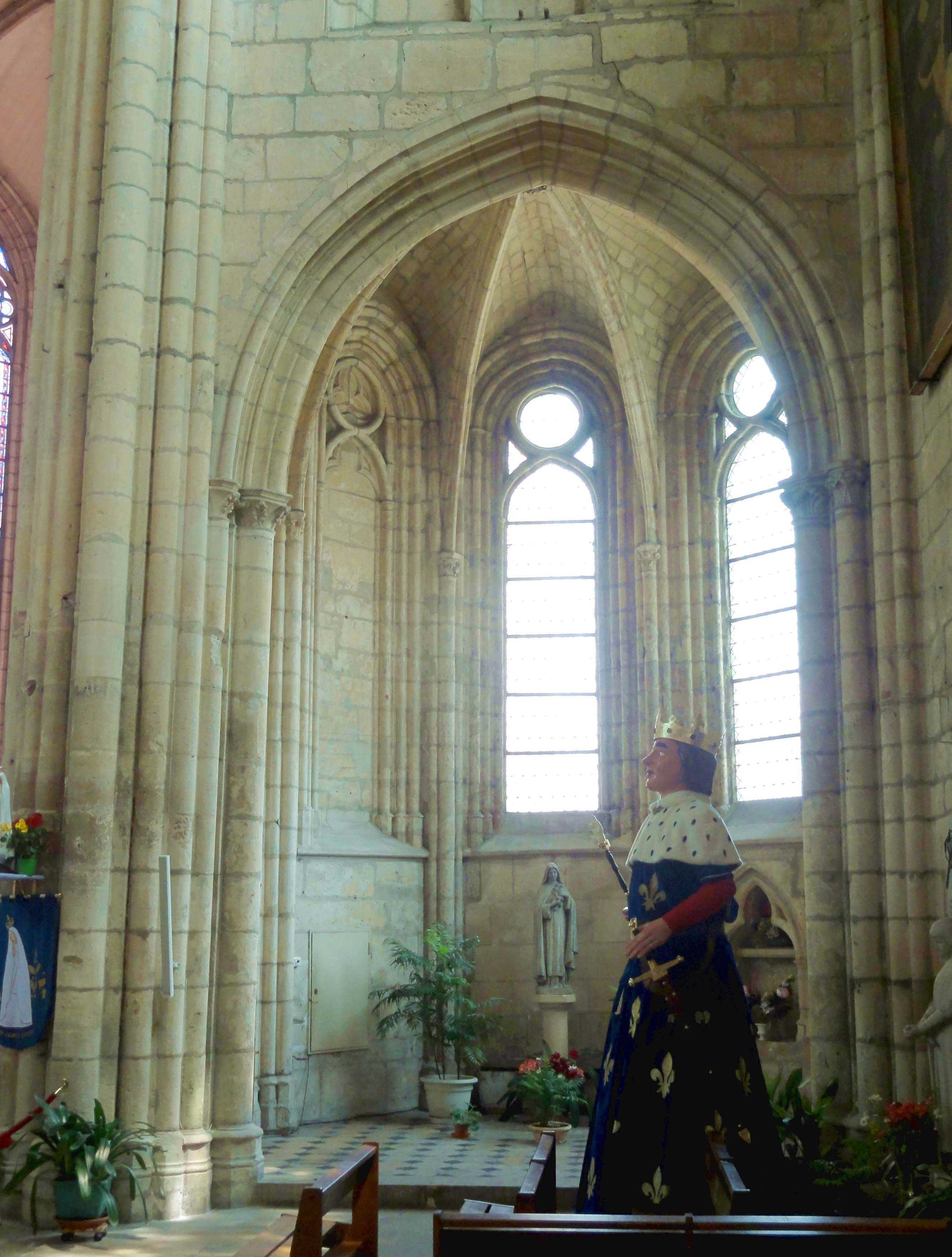
Vue sur la chapelle sud.
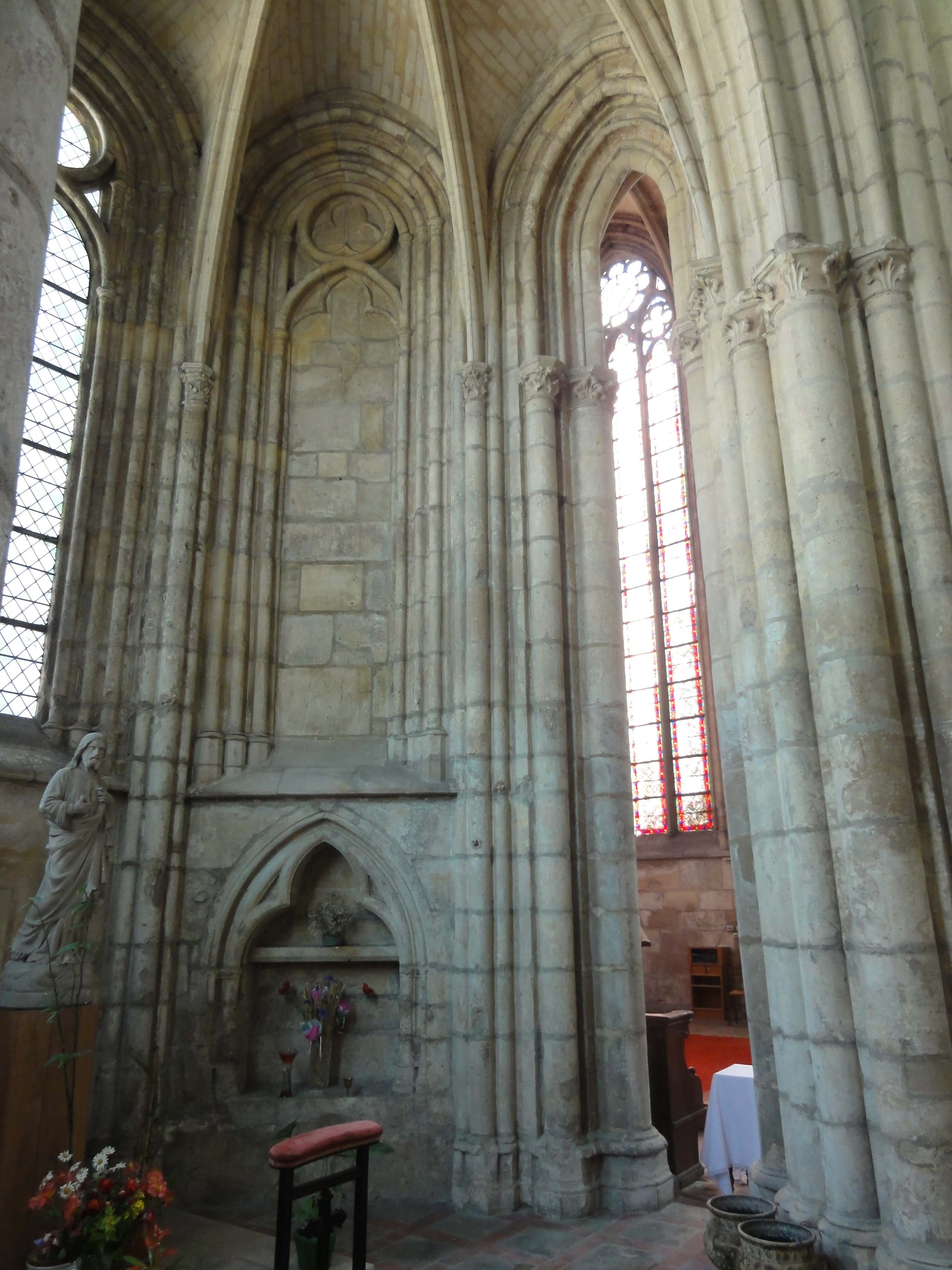
Chapelle nord, pan sud-est.
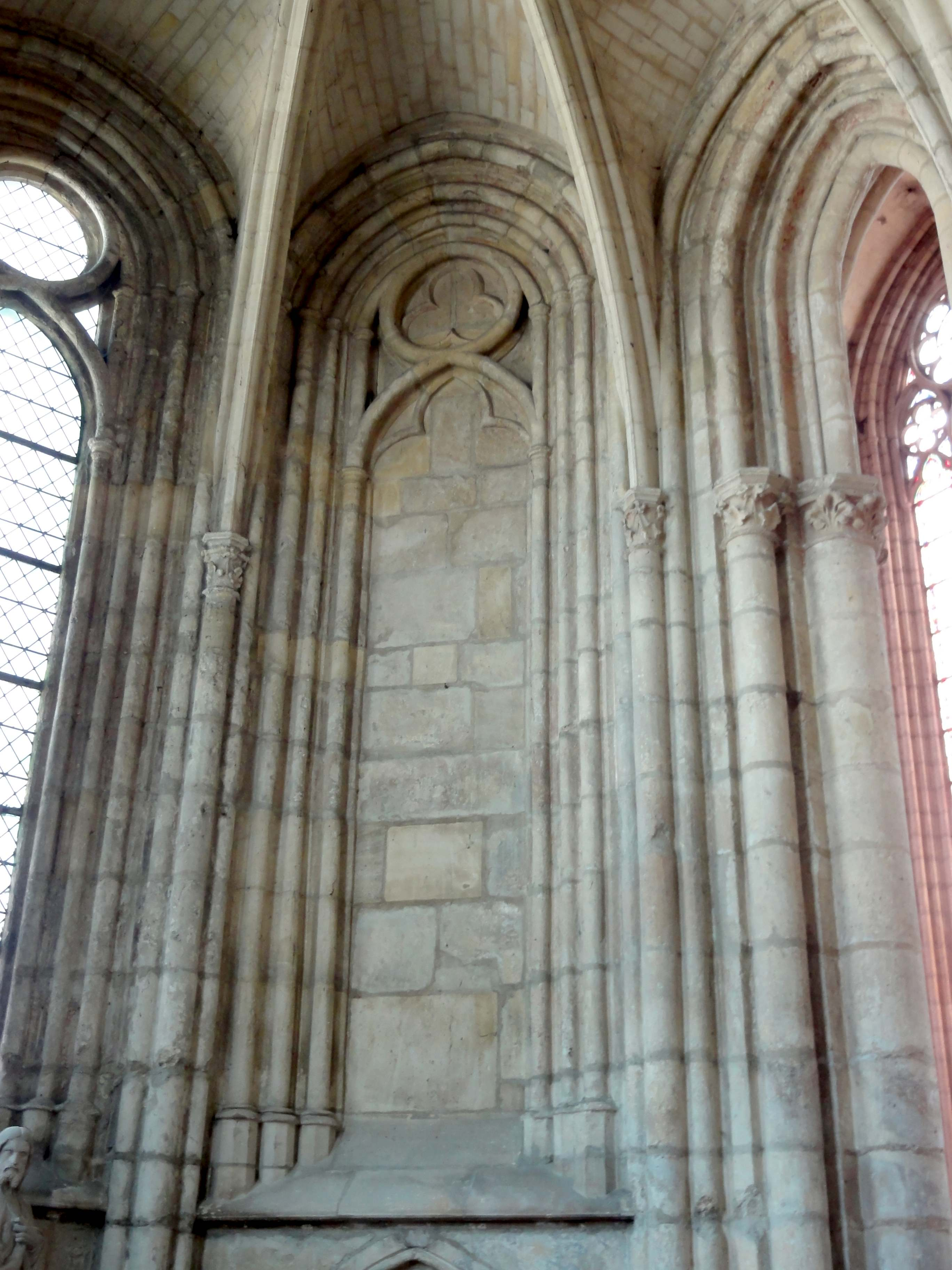
Fenêtre factice.
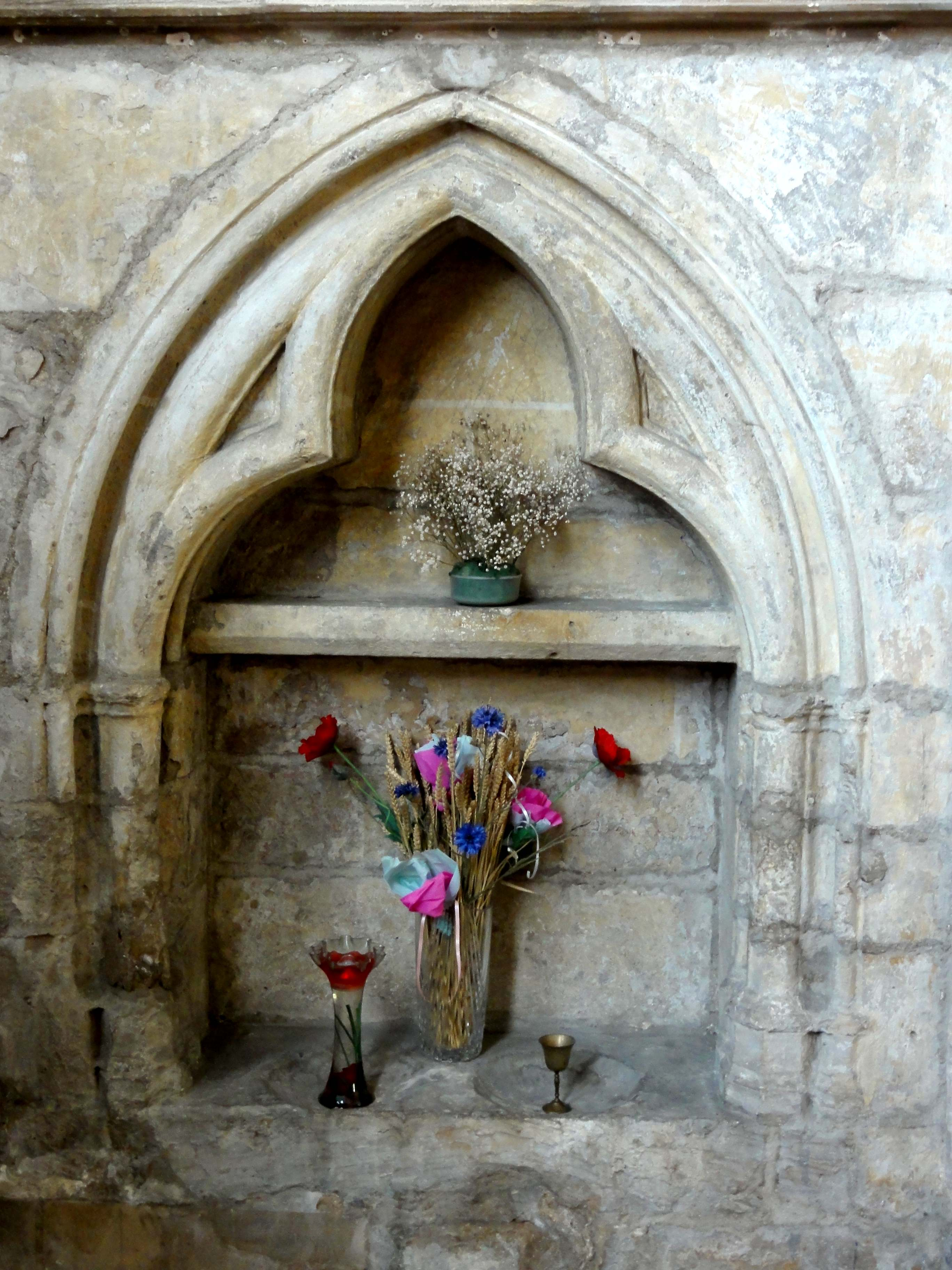
Piscine de la chapelle nord.
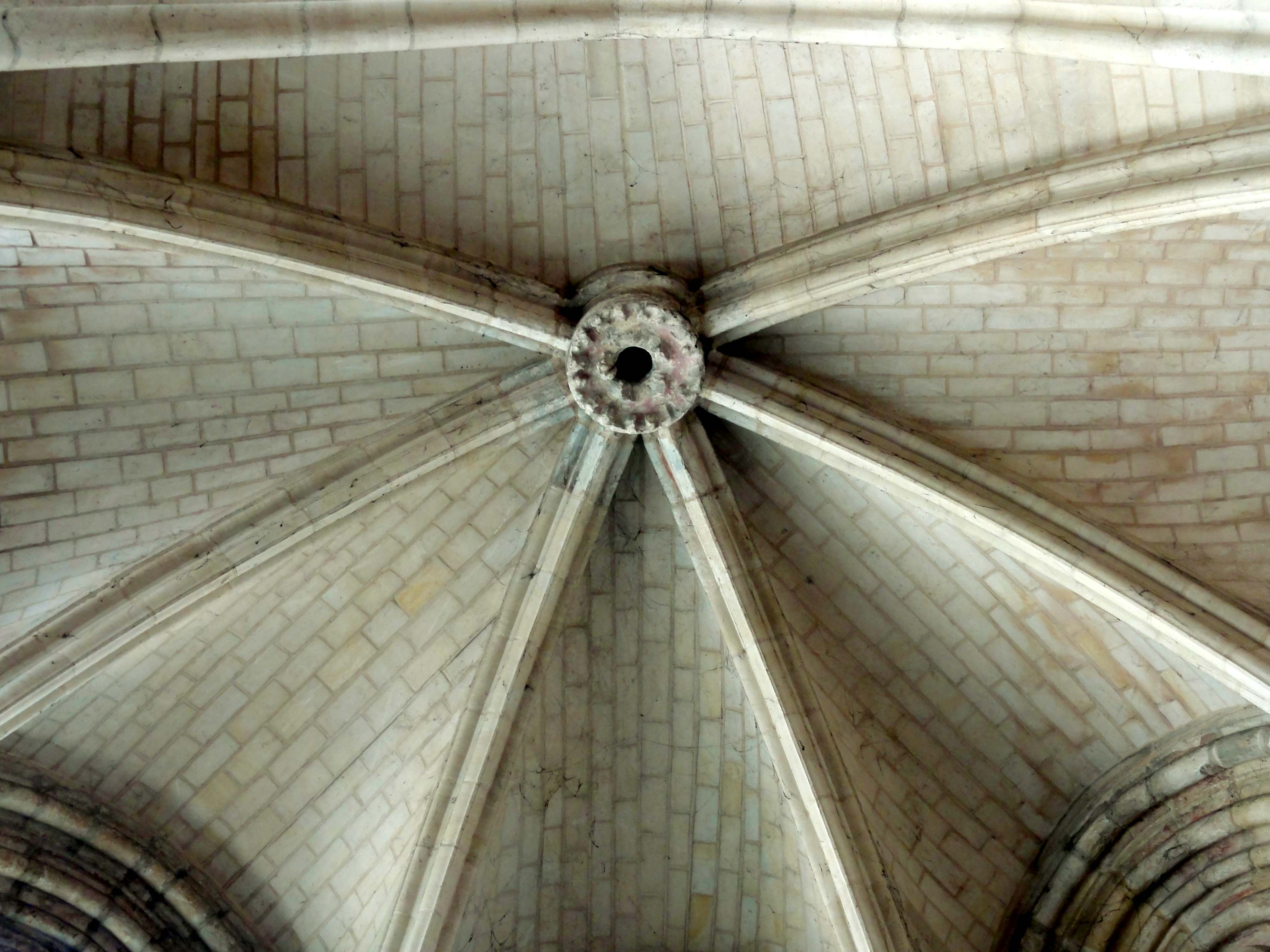
Voûte de la chapelle nord.

#### Chœur

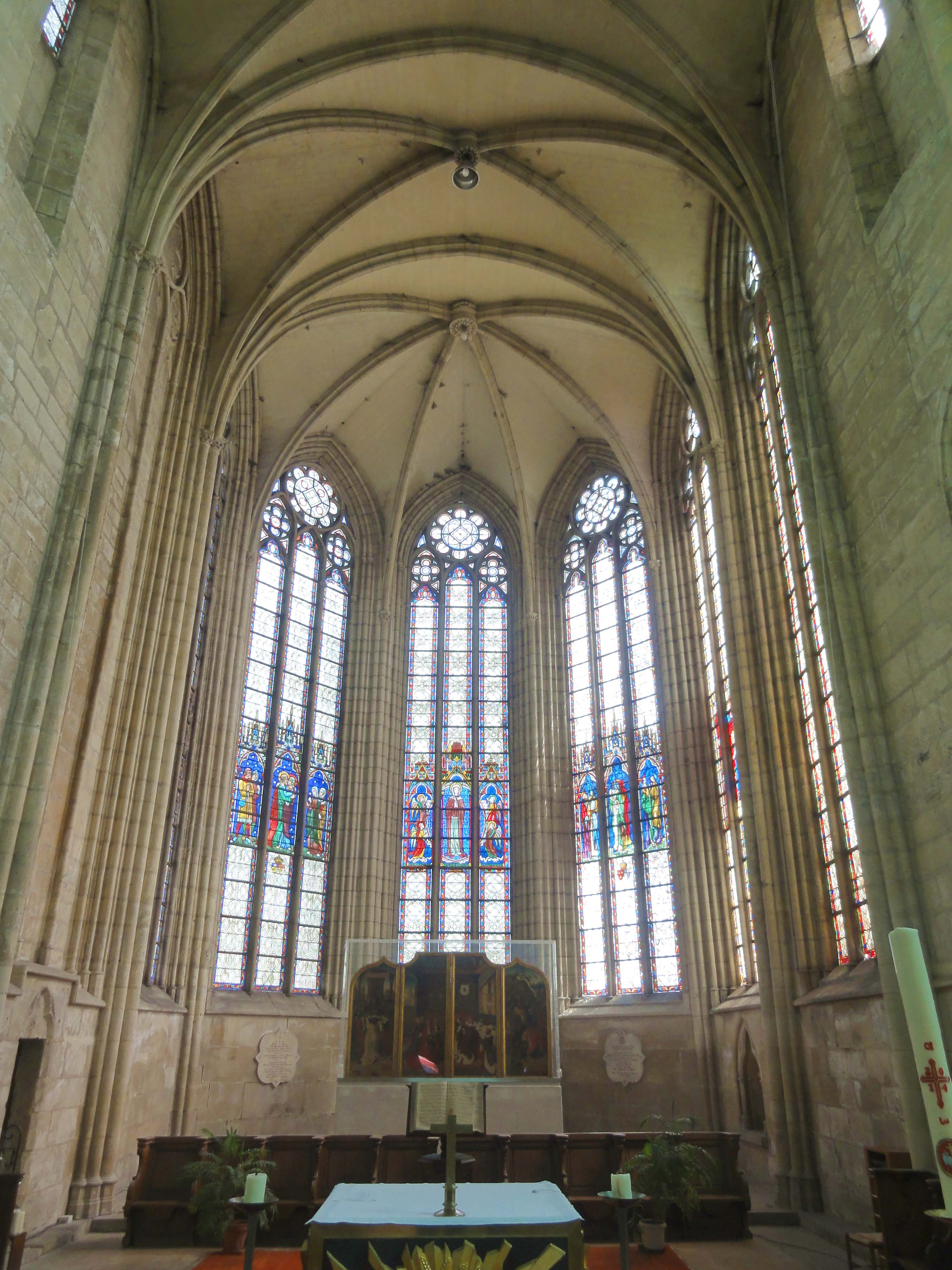
Chœur, vue vers l'est.

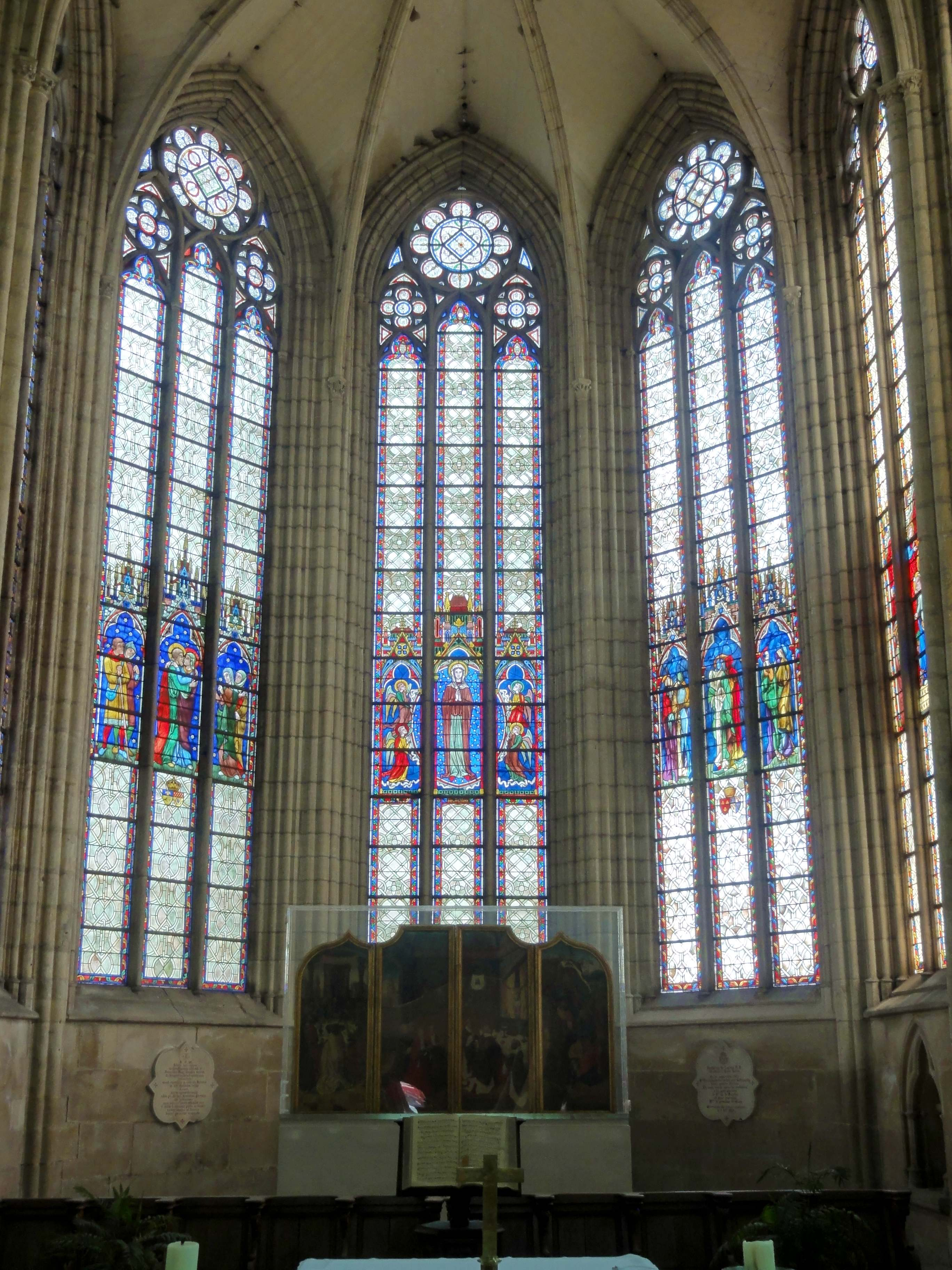
Abside.

Le chœur est bien sûr la pièce maîtresse de l'architecte anonyme de l'église, et la composition des réseaux des fenêtres tout comme la mouluration arrondie des meneaux évoque le temps de saint Louis, et l'apogée de l'art rayonnant. D'autres chœurs rayonnants dans la région se trouvent à Montataire, Saint-Martin-aux-Bois, Rully, Trumilly, Ully-Saint-Georges, et jadis à l'abbaye de Royaumont, sans compter la cathédrale de Beauvais, qui s'élève au-dessus de toute comparaison. Après Saint-Martin-aux-Bois, c'est bien l'église Notre-Dame de Chambly qui possède le chœur rayonnant le plus important. Il se remarque par sa profondeur importante de 18 m, rare pour une église purement paroissiale (et non collégiale ou priorale) d'une bourgade rurale. L'importance des surfaces vitrées va de soi à la période rayonnante et n'atteint pas le maximum possible. En effet, et c'est la principale originalité du chœur de Chambly, les supports se multiplient et le diamètre des fûts est pratiquement identique partout, et donc dissocié de la fonction. Aux faisceaux de trois colonnettes correspondant aux ogives et formerets, s'ajoutent les colonnettes servant de meneaux aux fenêtres, ainsi que des paires de deux colonnettes s'insérant entre ces dernières et les faisceaux supportant les voûtes : la fonction des paires de colonnettes supplémentaires n'est autre que d'augmenter la largeur des trumeaux sans laisser voir des portions de mur. Pour rester conforme aux préceptes esthétiques de l'époque, l'effet « cage de verre » doit être suggéré au spectateur, mais il ne tient ici que du trompe-l'œil puisque les piliers dépassent la moitié de la largeur des fenêtres. En plus, le soubassement des fenêtres est relativement élevé, surtout si l'on fait la comparaison avec Montataire et Saint-Martin-aux-Bois. Il n'est toutefois pas évident pourquoi Maryse Bideault et Claudine Lautier se basent sur cette différence pour affirmer que l'élévation de l'abside de Chambly comporte deux étages.
La multiplication des supports serait, selon les mêmes auteurs, le résultat d'une recherche graphique ; l'aspect de la solidité du chevet n'est pas mis en jeu. L'effet obtenu est proche de la chapelle de la Vierge de l'abbaye de Saint-Germer-de-Fly, où l'on trouve également un soubassement relativement élevé. Le maître d'œuvre a trouvé une voie qui s'éloigne des principes stylistiques de la Sainte-Chapelle de Paris, où le diamètre des fûts est toujours fonction de leur rôle. On est plus loin encore du chevet de Saint-Martin-aux-Bois, où les parois sont plats, et les supports réduits au strict minimum. Malgré tout, la verticalité est mise en avant avec dix fûts entre deux baies de l'abside, dont les chapiteaux sont situés à quatre niveaux différents afin d'éviter une ligne horizontale, et avec le remplage des fenêtres, qui ne montre pas non plus d'alignement horizontal. Les lancettes ont donc deux hauteurs différentes, et les meneaux et colonnettes ne sont bas bagués. Le remplage suit exactement le même dessin que sur les baies latérales du transept, mais la hauteur des fenêtres est beaucoup plus importante. Les seules lignes horizontales sont formées par les glacis formant larmier au seuil des fenêtres. On manque ainsi de répères pour évaluer la hauteur, et des bandeaux horizontaux sont souvent disposés dans les nefs afin de mieux souligner la distance depuis le sol et donc la hauteur, mais il est vrai que l'accès au chœur était de toute façon réservé au clergé, ce qui explique que l'architecte n'emploie pas les mêmes procédés.
Ce qui étonne sont les surfaces lisses des soubassements des fenêtres, comme à la chapelle du prieuré de Bray, la chapelle abbatiale de Chaalis, Saint-Martin-aux-Bois, Saint-Urbain de Troyes, dont les trois premières exemples concernent bien entendu des établissements monastiques. Dans les édifices bâtis sous influence royale, des arcatures plaquées agrémentent généralement les soubassements à la période rayonnante, comme à la collégiale de Montataire, et même à Taverny et Trumilly. Il convient encore de signaler quelques particularités : la seconde travée est moins profonde que la première, et la première travée est moins profonde que la troisième, l'abside. La profondeur de la seconde travée correspond en effet à la partie droite de l'abside, et deux fenêtres de même largeur s'y côtoient au sud, alors que la présence d'une tourelle d'escalier a motivé une fenêtre simulée au nord de la seconde travée. La première travée, qui comporte les très étroites arcades vers les chapelles, possèdent des fenêtres hautes tout aussi étroites, mais à peu près centrées. Le remplage se réduit à une tête trilobée. Les supports à l'intersection des travées sont analogues à la nef, tout comme la mouluration des nervures de la voûte. Deux graciles personnages se profilent devant la clé de voûte de l'abside. — En conclusion, même si l'architecte ne fait pas preuve de hardiesse et n'introduit aucun élément novateur en dehors de la voûte de la croisée, Maryse Bideault et Claudine Lautier assurent que le raffinement du traitement des volumes et des lignes domine, associé à la clarté de la conception et la qualité de la réalisation.

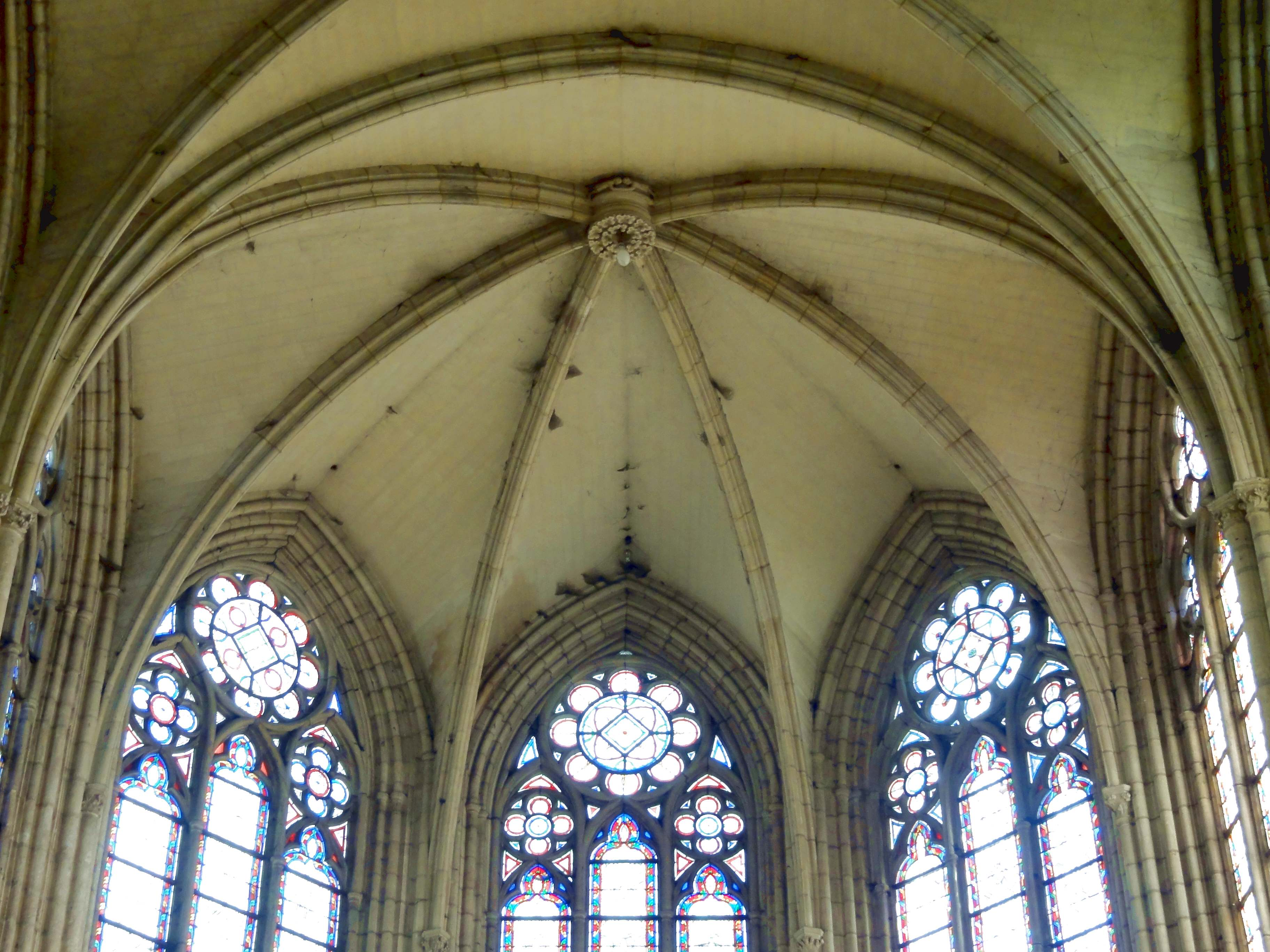
Voûte de l'abside.
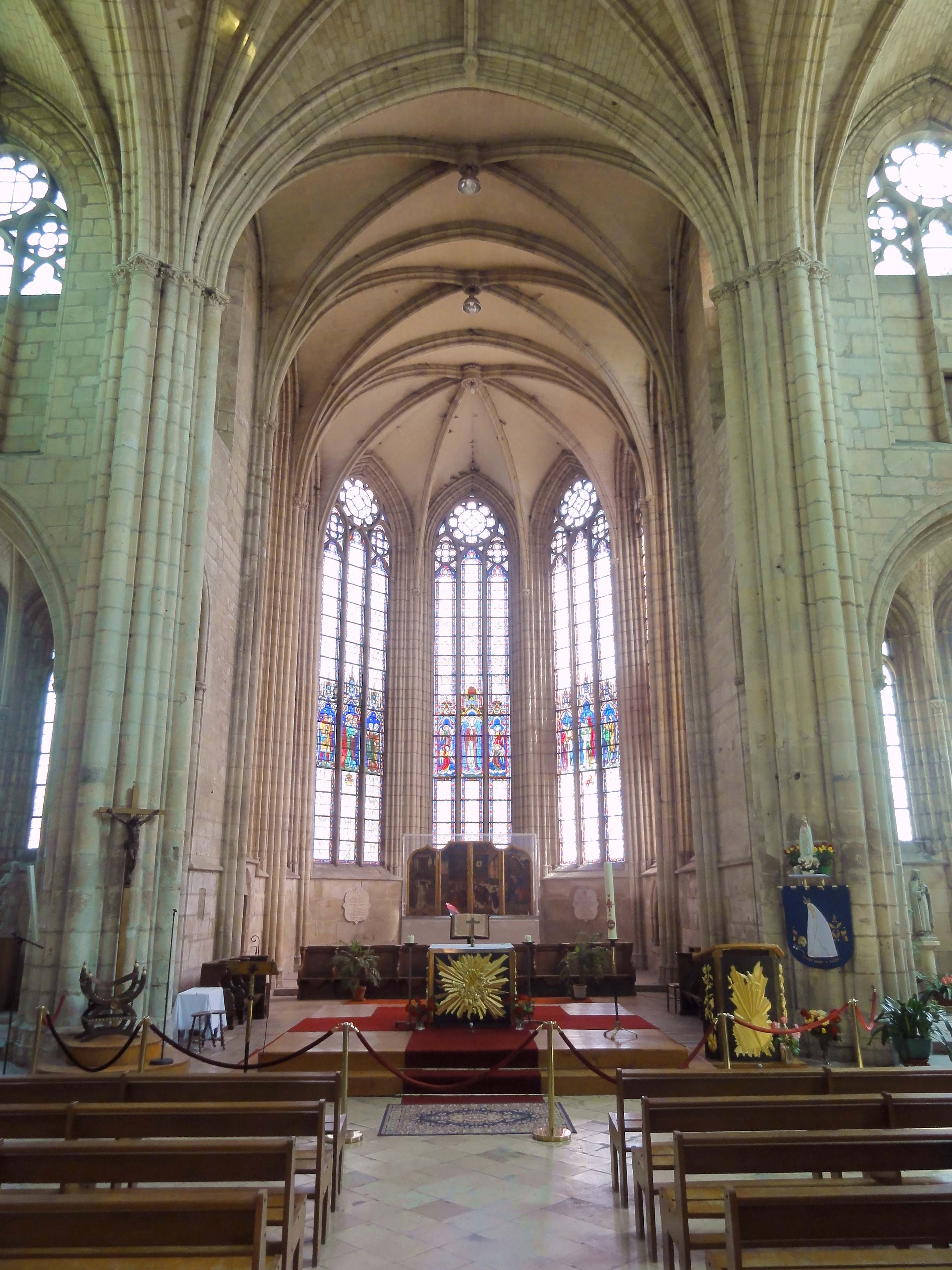
Croisée, vue vers l'est.
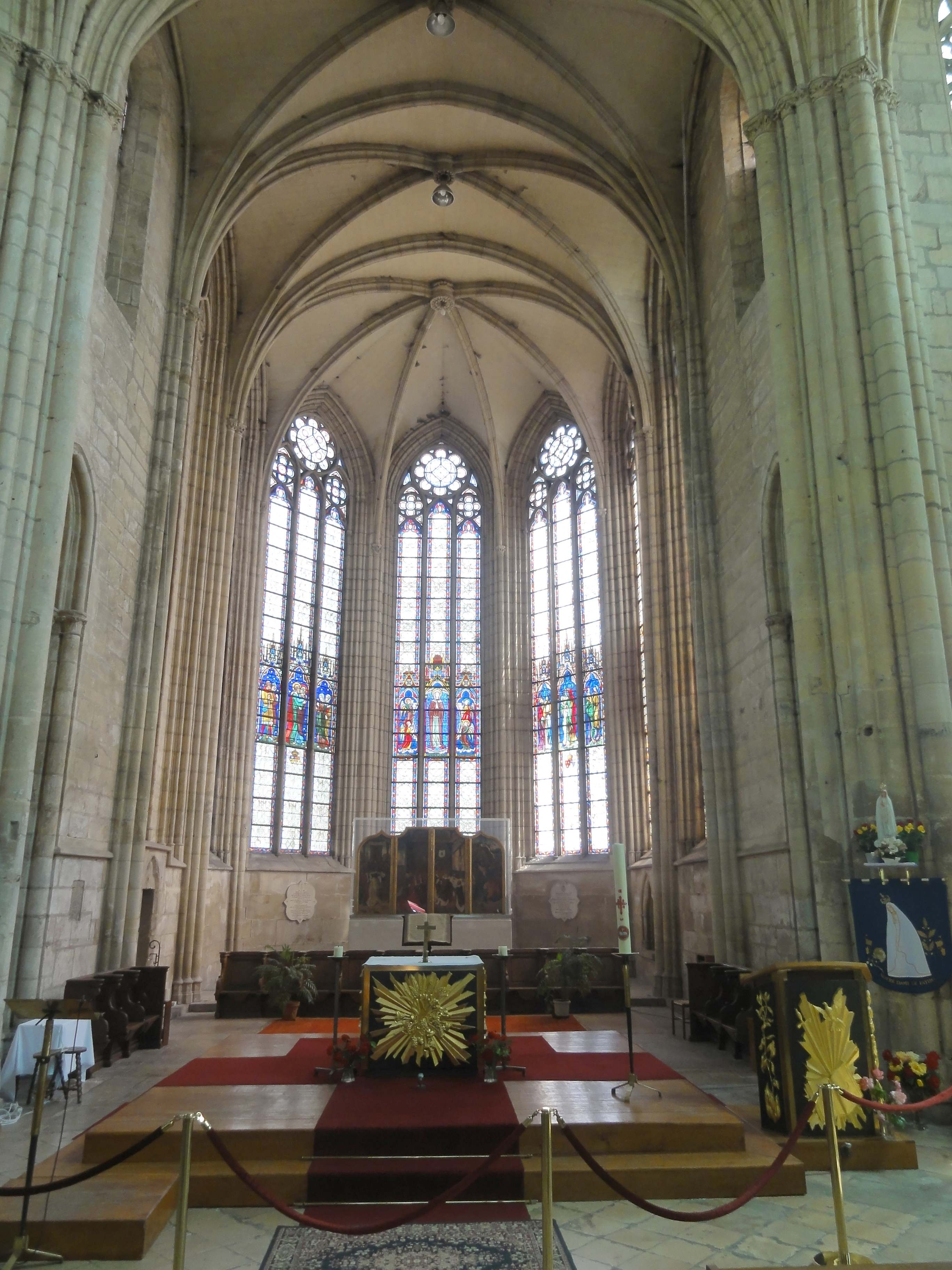
Chœur, vue vers l'est.
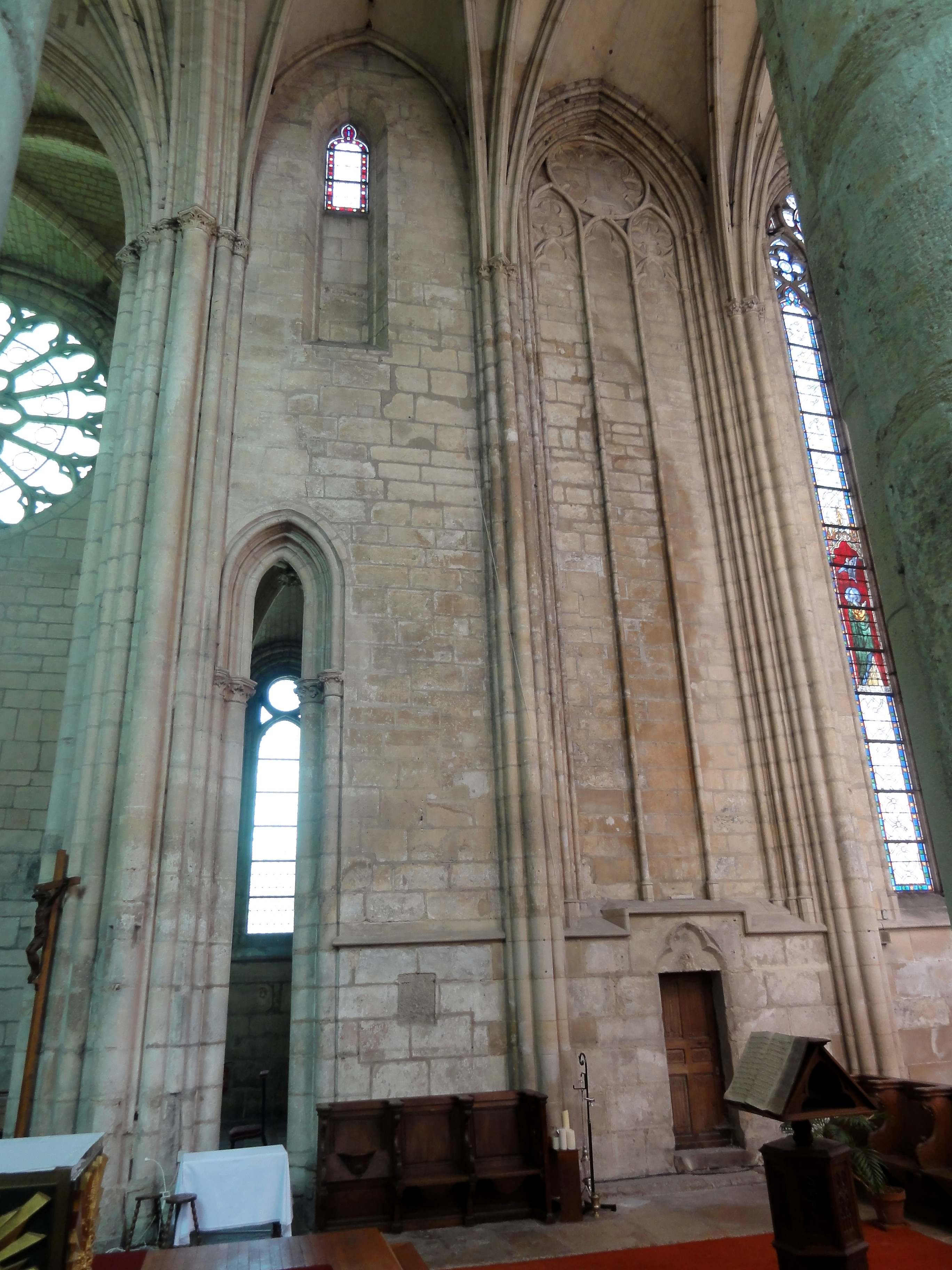
1re et 2e travée, élévation nord.
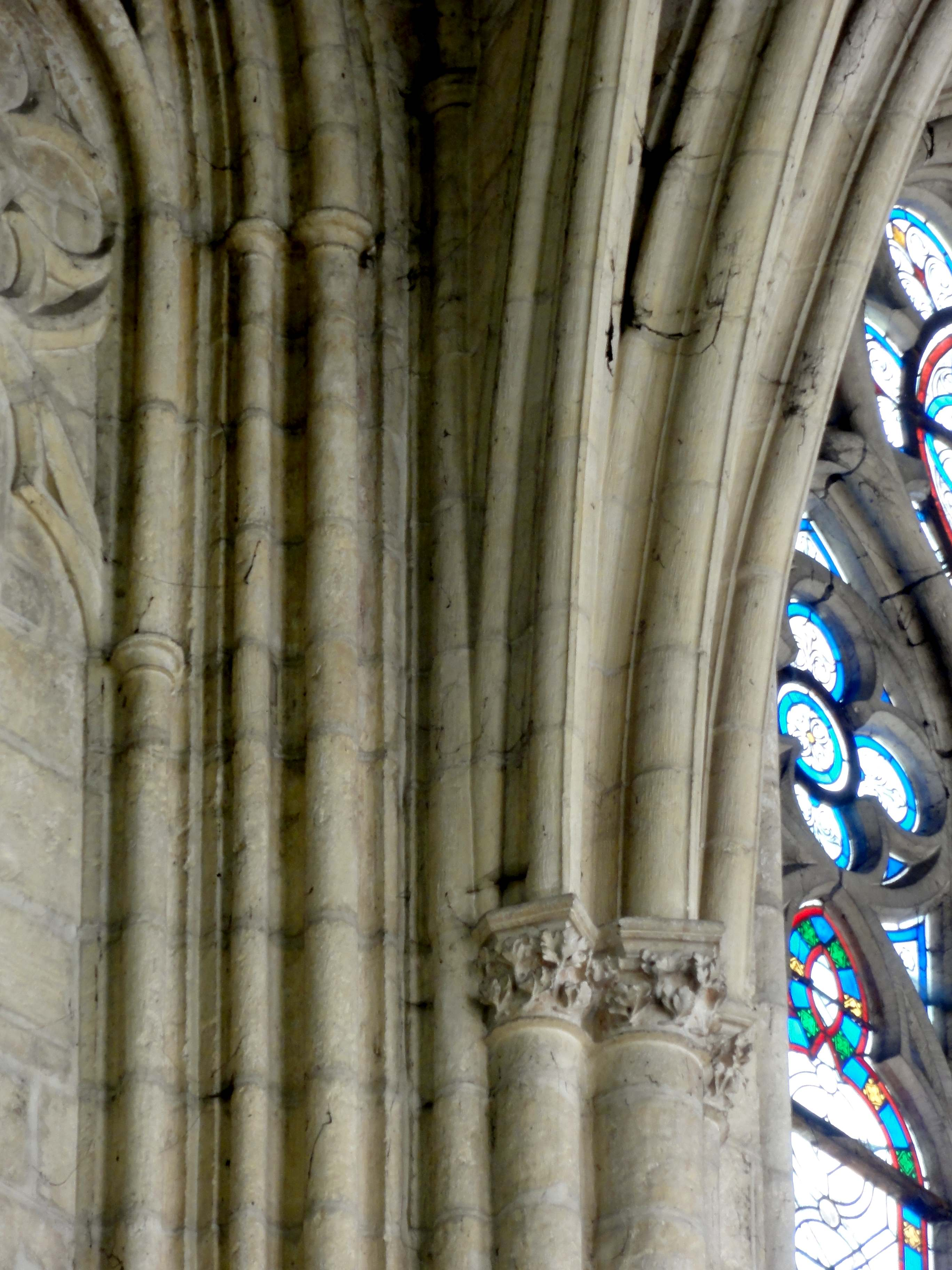
Supports au nord du 2e doubleau intermédiaire.
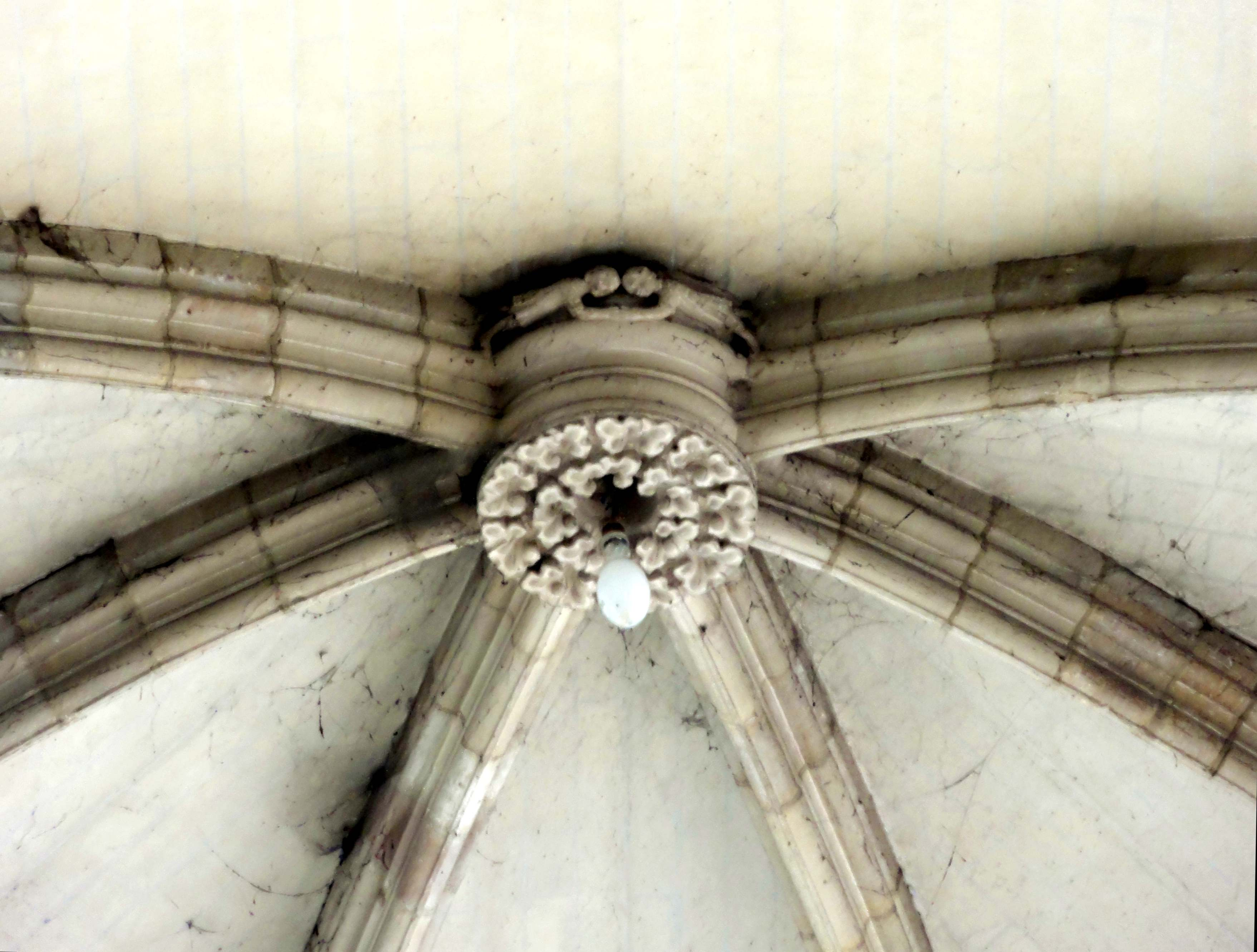
Clé de voûte de l'abside.

### Extérieur

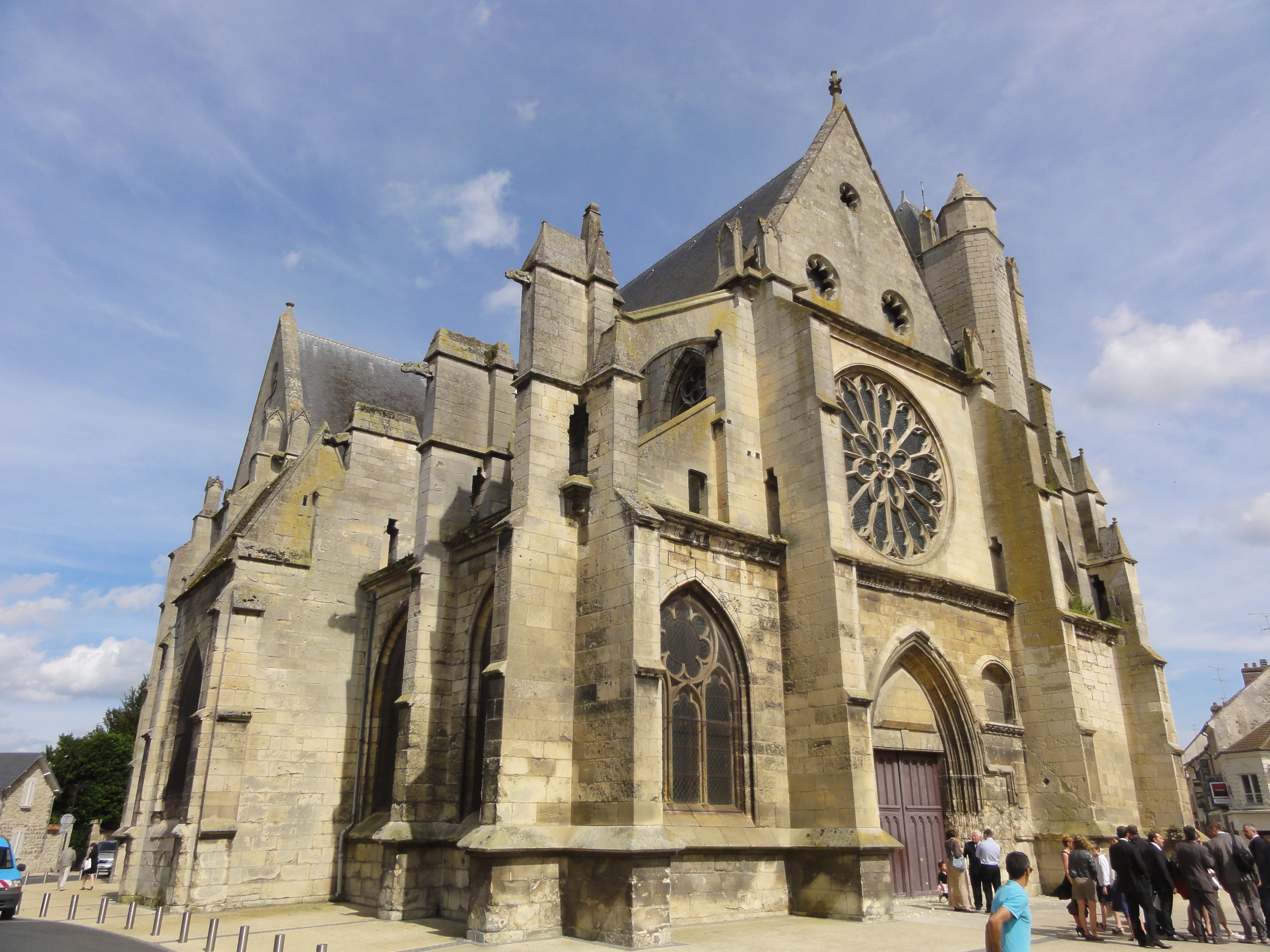
Façade occidentale.

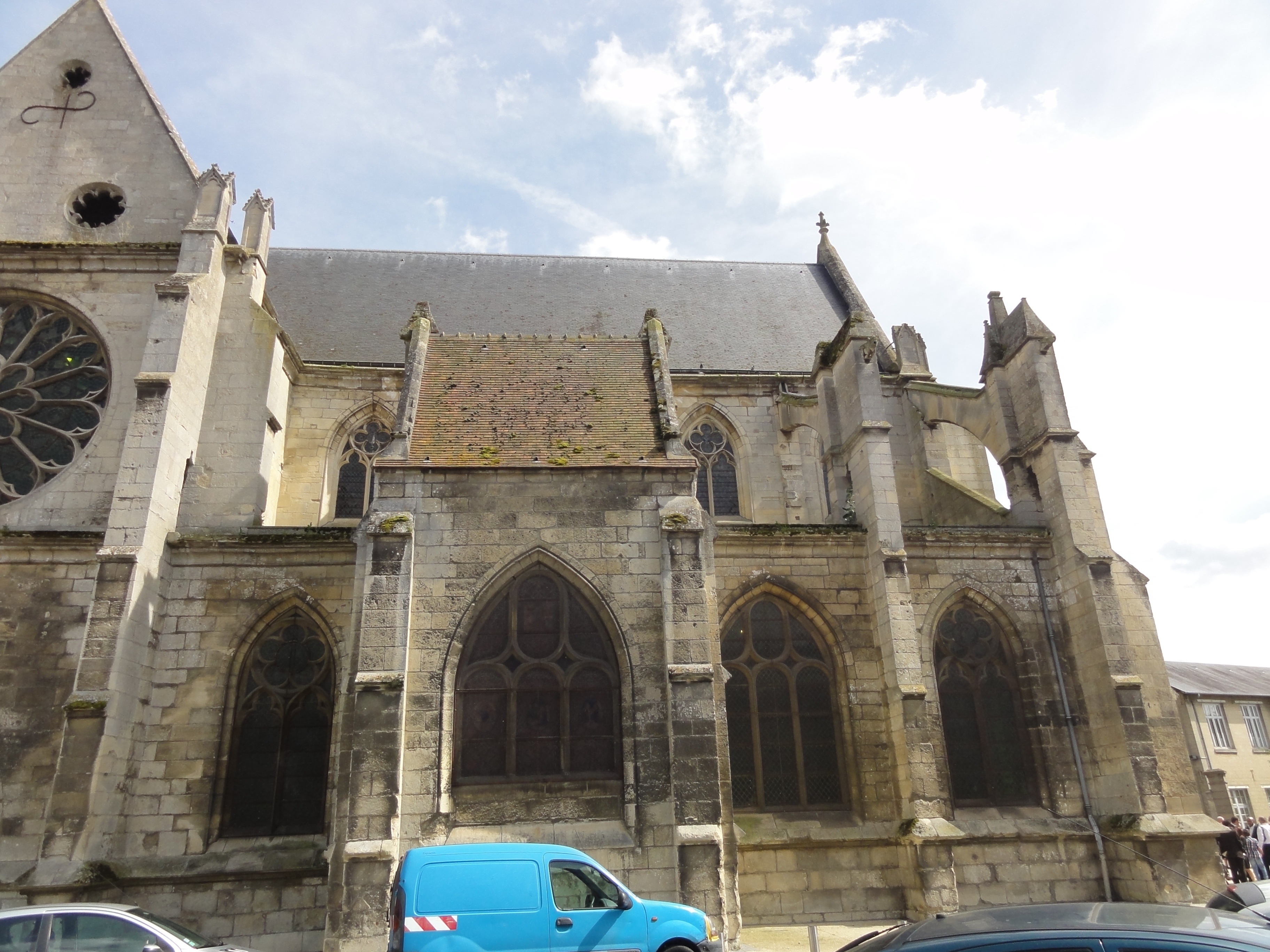
Nef, vue depuis le nord.

La façade occidentale se développe davantage en largeur qu'en hauteur, ce qui est à la fois le résultat de l'exhaussement du sol pour lutter contre les inondations, et de la position du clocher à côté du bas-côté sud. Même s'il est en réalité placé devant la seconde travée, il semble faire corps avec la façade si on la regarde d'en face. En plus, le clocher ne dépasse pas la hauteur du pignon de la nef, et au lieu d'une élancée, il est recouvert d'un simple toit à la hache. Le clocher entraîne aussi une absence de symétrie de la façade, qui est encore renforcée par les deux fenêtres différentes des bas-côtés, l'une très large, l'autre très étroite. La façade est structurée par quatre contreforts, deux pour la nef et deux pour les bas-côtés, qui sont strictement verticaux et s'achèvent respectivement par un glacis sommé d'un pinacle, ou bien supportent les culées des arcs-boutants de la nef. En haut du soubassement des fenêtres, ils sont scandés par un glacis formant larmier qui court tout autour de l'église. Les contreforts de la nef sont en outre rythmés par trois larmiers, et les contreforts des bas-côtés par un seul.
Tous les autres contreforts de l'église répondent aux mêmes principes, sauf ceux des murs latéraux de la nef, et les extrémités du transept sont traitées presque de la même façon que la façade occidentale : on y trouve la même rosace, et les mêmes oculi polylobés percés dans le pignon, deux en bas et un petit tout en haut. Les portails sont également similaires, mais celui de la nef est plus large, et aucun des trois ne semble conserver la disposition d'origine : les tympans manquent et sont remplacés par du bois ou quelques assises de pierres d'appareil, et les piédroits sont mutilés, sauf au nord. Autour des portails, le larmier qui court autour de l'église s'infléchit et forme un encadrement à la façon d'un large bandeau chanfreiné ; à l'ouest, il monte verticalement près des contreforts et comporte des sections horizontales au niveau des impostes. Les portails eux-mêmes sont cantonnés de trois grêles colonnettes à chapiteaux, ou de deux seulement au sud, chaque colonnette étant encadré par deux fines baguettes. Les chapiteaux sont rudimentaires et du reste assez détériorés, voire manquants. Ils supportent une archivolte moulurée de la même façon que les piédroits. Le décor est complété par une corniche moulurée en haut du premier niveau d'élévation, qui est également présente sur les bas-côtés, et par une seconde corniche identique en haut du second niveau d'élévation, qui existe aussi sur les murs gouttereaux de la nef et le transept. Ce n'est que sur la façade occidentale, en haut des chapelles latérales et en haut de l'abside, que la gorge en bas de la corniche est ornée de feuilles entablées. Sur la façade, apparaissent en plus des rangs de feuilles entablées de part et d'autre de l'arc du portail ; ils sont délimités par des têtes sculptés et servent d'appui à des niches en anse de panier,.
Le clocher revêt d'un aspect davantage fonctionnel que décoratif. Au rez-de-chaussée, une fenêtre au remplage rayonnant éclaire la sacristie depuis l'ouest, tandis qu'une grande arcade bouchée apparaît au sud et à l'est. Aucun auteur n'a formulé d'hypothèses pour expliquer son existence. Le mur bouché est percé d'un petit portail côté sud, où un trèfle en bas-relief figure sur le tympan. Le premier étage n'est percé que d'une petite ouverture rectangulaire à l'ouest et au sud, et de nombreux trous de boulin y subsistent. De simples bandeaux séparent le premier étage du second, et le second du troisième ; ces deux derniers étages correspondent à la hauteur du pignon de la nef et abritent le beffroi. Une tourelle d'escalier octogonale flanque le clocher à gauche de son mur occidental, et non à l'un des angles, comme c'est plus fréquemment le cas ailleurs. La tourelle limite le nombre de fenêtres côté ouest. Le second étage est ajouré d'une large baie à l'ouest et de deux larges baies ailleurs, et l'on voit une baie en plus au troisième étage. Elles sont toutes entourées de moulures toriques, mais il n'y a pas de chapiteaux. Les contreforts, assez semblables aux autres, se distinguent seulement par deux retraites au niveau du seuil des baies du second et du troisième étage, ce qui permet une plus importante saillie en bas. À l'instar des autres contreforts de la nef, du transept et du chœur, ils sont sommés de pinacles rayonnants, d'une facture simple : le plan est carré, et un gâble garni de petits crochets domine chaque face, alors que les faces elles-mêmes sont chacune décorées d'une arcature trilobée plaquée. D'après Maryse Bideault et Claudine Lautier, l'intérieur du clocher comporte deux salles voûtées. La position du clocher le rapproche presque autant du croisillon sud que de la façade occidentale, et l'élévation méridionale de l'église peut ainsi facilement être confondue avec sa façade principale.
La nef est épaulée par des arcs-boutants, qui sont généralement à simple volée, sauf le dernier au sud qui a été dédoublé. Ils suivent un tracé en quart-de-cercle et sont munis de chéneaux alimentés par les gouttières de la nef. L'eau est évacuée par de petites gargouilles sous la forme de chimères, en haut des culées. Les arcs-boutants situés au même plan que la façade ont été construits après les contreforts de la nef, et constituent donc des rajouts postérieurs. Ailleurs les contreforts des murs gouttereaux de la nef sont plats, et au niveau du dernier arc-boutant au nord, l'on voit un arrachement sur le contrefort, qui indique que la forme initiale des arcs-boutants devait être différente. On sait que des arcs-boutants ont été repris en 1785. Les culées sont amorties par des chaperons, qui sont plus aigus au niveau de la façade, où ils sont également couronnés de clochetons tout simples. On note encore que les culées sont percées d'étroits passages au-dessus des gouttières des bas-côtés, et des passages analogues existent dans les contreforts occidentaux de la nef et dans les contreforts du transept, où la partie haute des murs est placé en léger retrait. Il s'agit donc de coursières, dont l'abbé Marsaux suppose qu'elles étaient jadis équipées de garde-corps. Quant à la chapelle du Saint-Sacrement, il est clairement visible qu'elle a été rajoutée après coup, car les deux pignons de son toit en bâtière butent contre les larmiers des contreforts, et le larmier qui court tout autour de l'église manque. Mais il n'y a pas de rupture dans l'appareil, et les contreforts répondent aux mêmes caractéristiques qu'ailleurs, ce qui ne fournit aucun argument en faveur d'une construction au XVIe siècle : seule la fenêtre renvoie à cette époque,.
Avec ses hautes fenêtres au réseau rayonnant, les contreforts fortement saillants scandés par de multiples larmiers, sommés par des pinacles et garnis de grandes chimères, le chœur est sans doute la partie la plus impressionnante de l'église. Il paraît en même temps sévère et raid. La corniche de feuilles entablées est la même que sur la façade. La balustrade à jour, constituée par des arcatures trilobées, paraît conforme à l'esprit rayonnant et évite les lourdeurs qui entachent fréquemment les créations néogothiques. Elle ne date que des années 1880, et ne semble pas succéder à une balustrade médiévale. À côté du gros volume du chœur, les chapelles latérales paraissent insignifiantes. Elles surprennent par leur chevet arrondi et leurs toits coniques, qui laissent davantage de place aux baies latérales des croisillons. Les pinacles au sommet des contreforts ont disparu, sauf ceux qui jouxtent immédiatement le chœur.

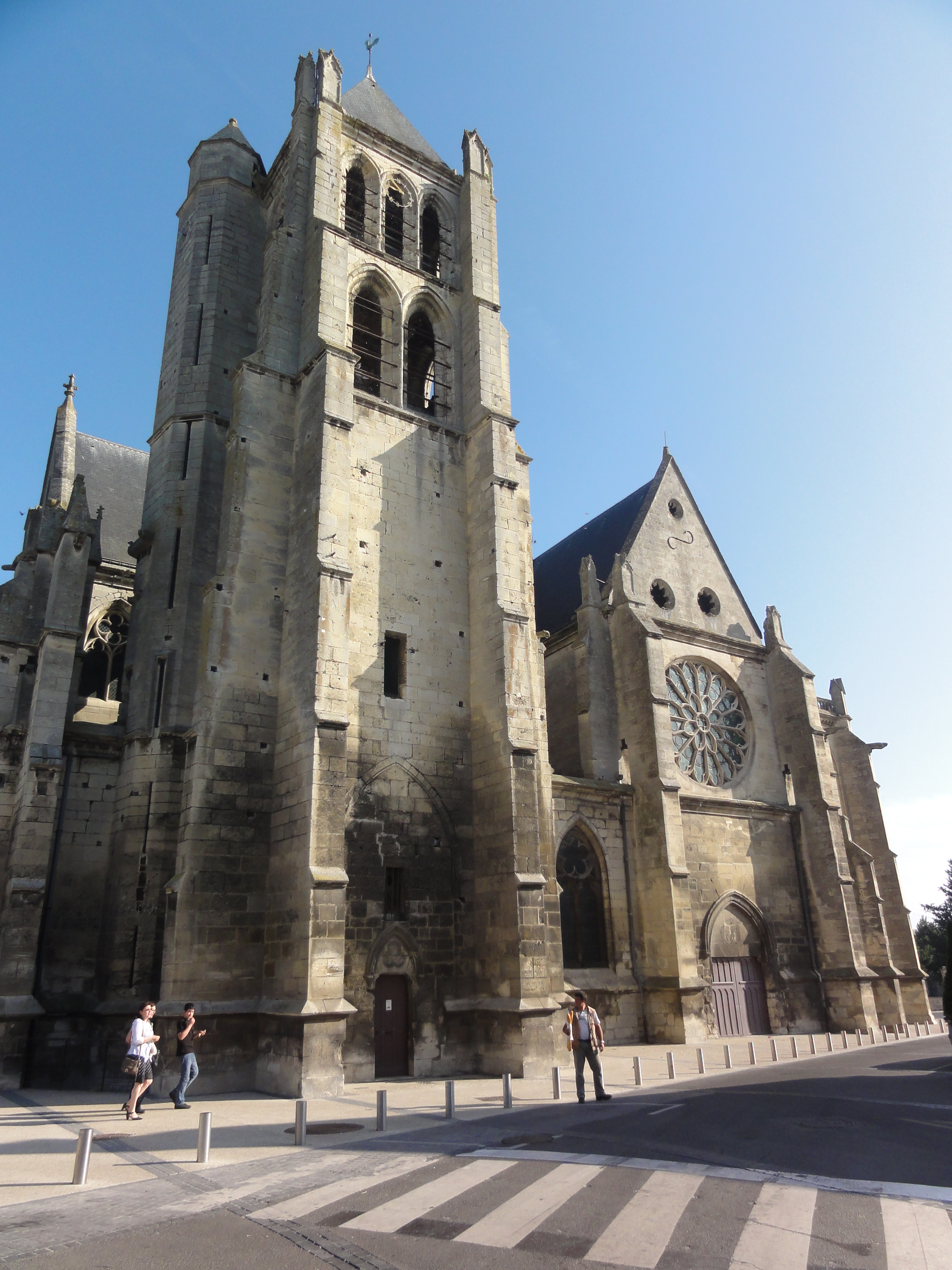
Vue depuis le sud-ouest.
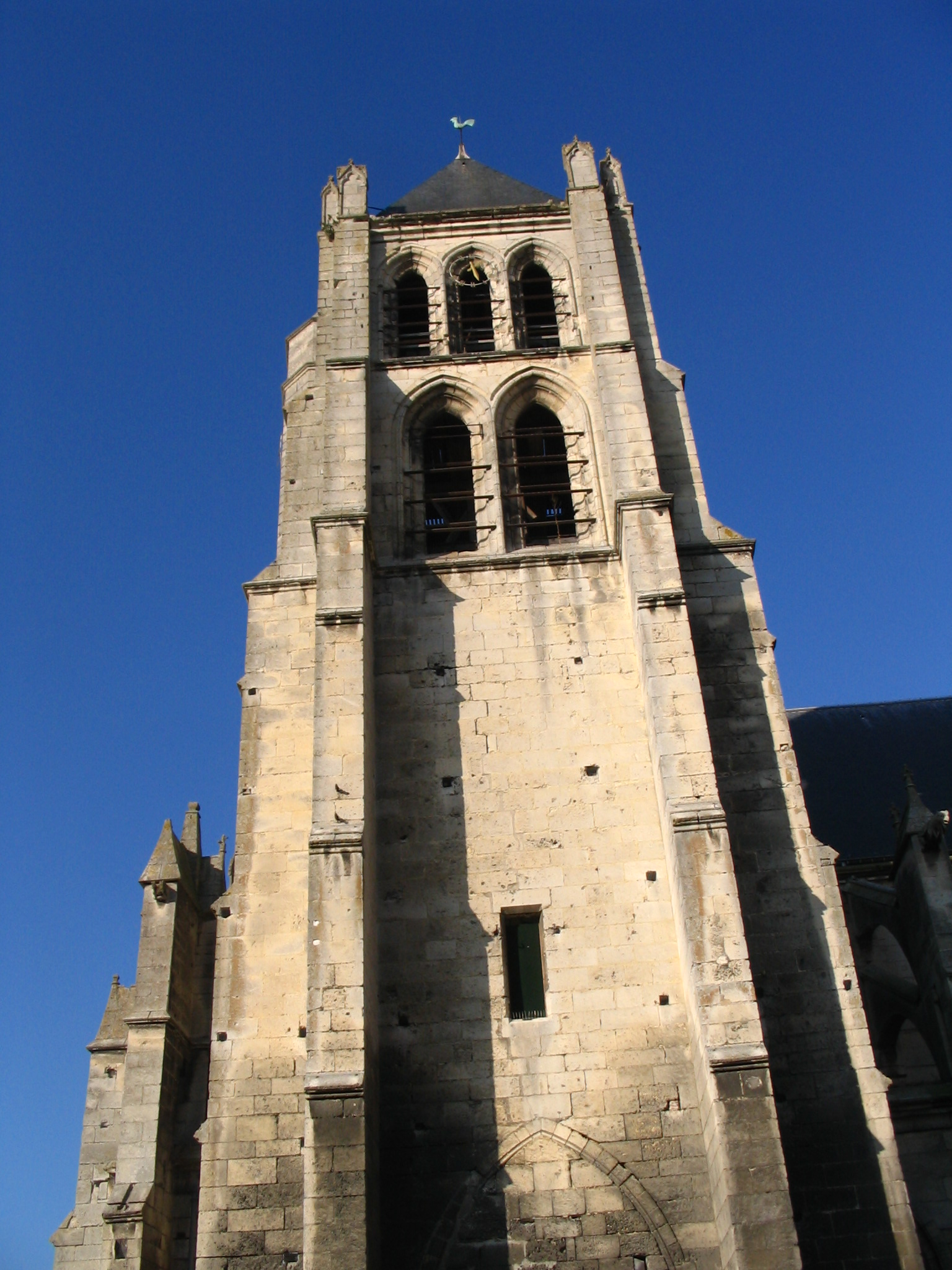
Clocher, côté sud.
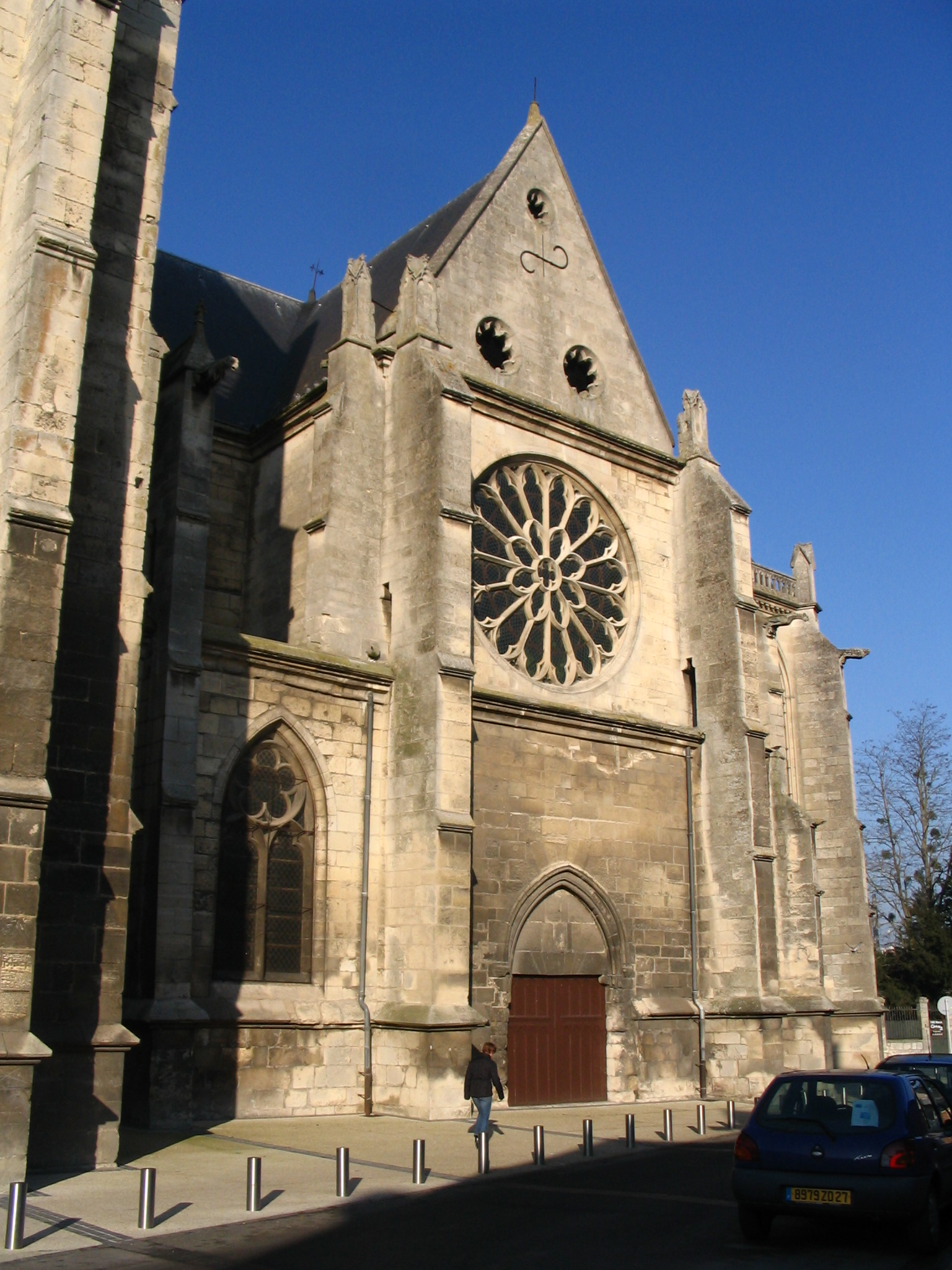
Croisillon sud.
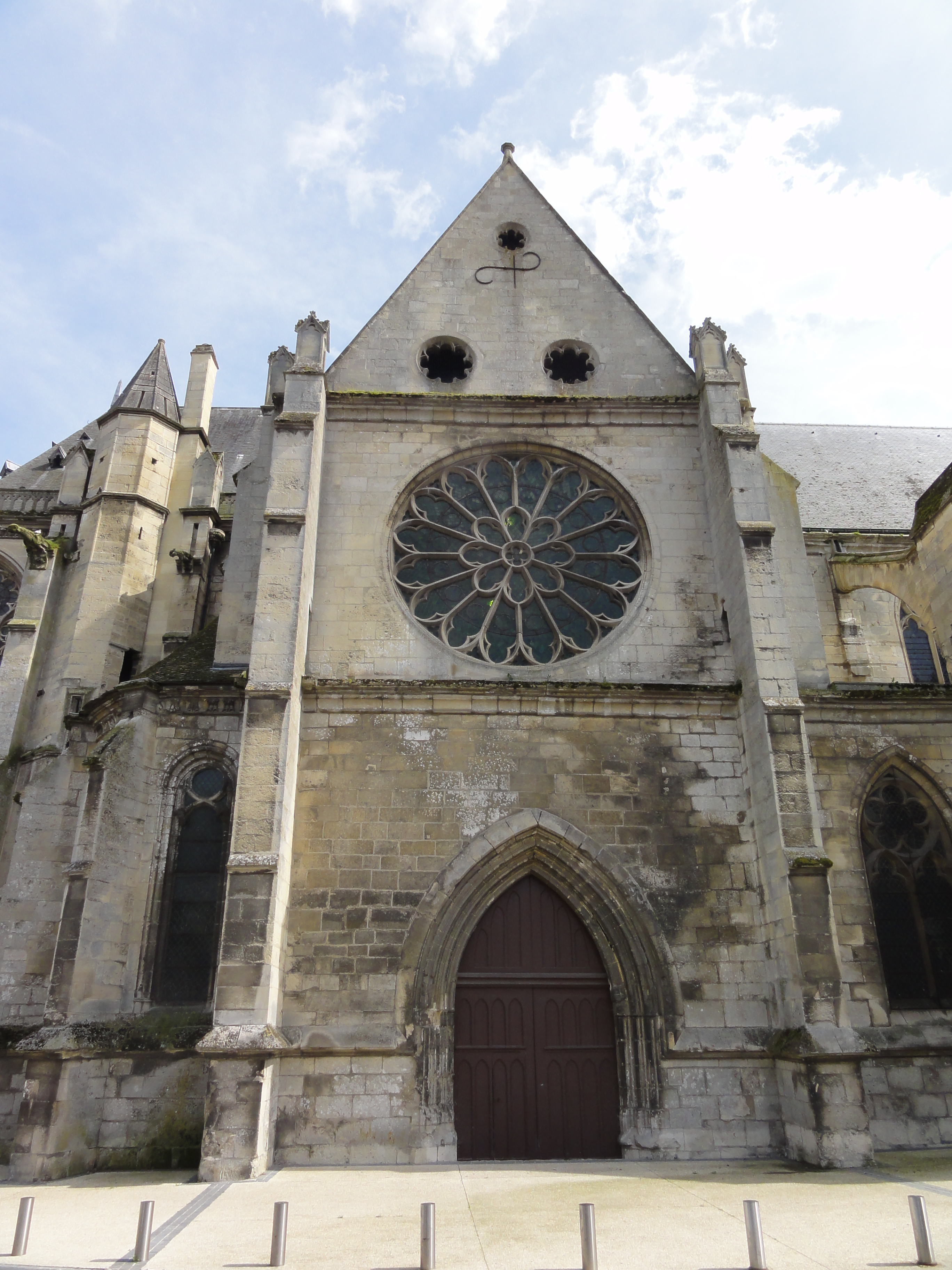
Croisillon nord.
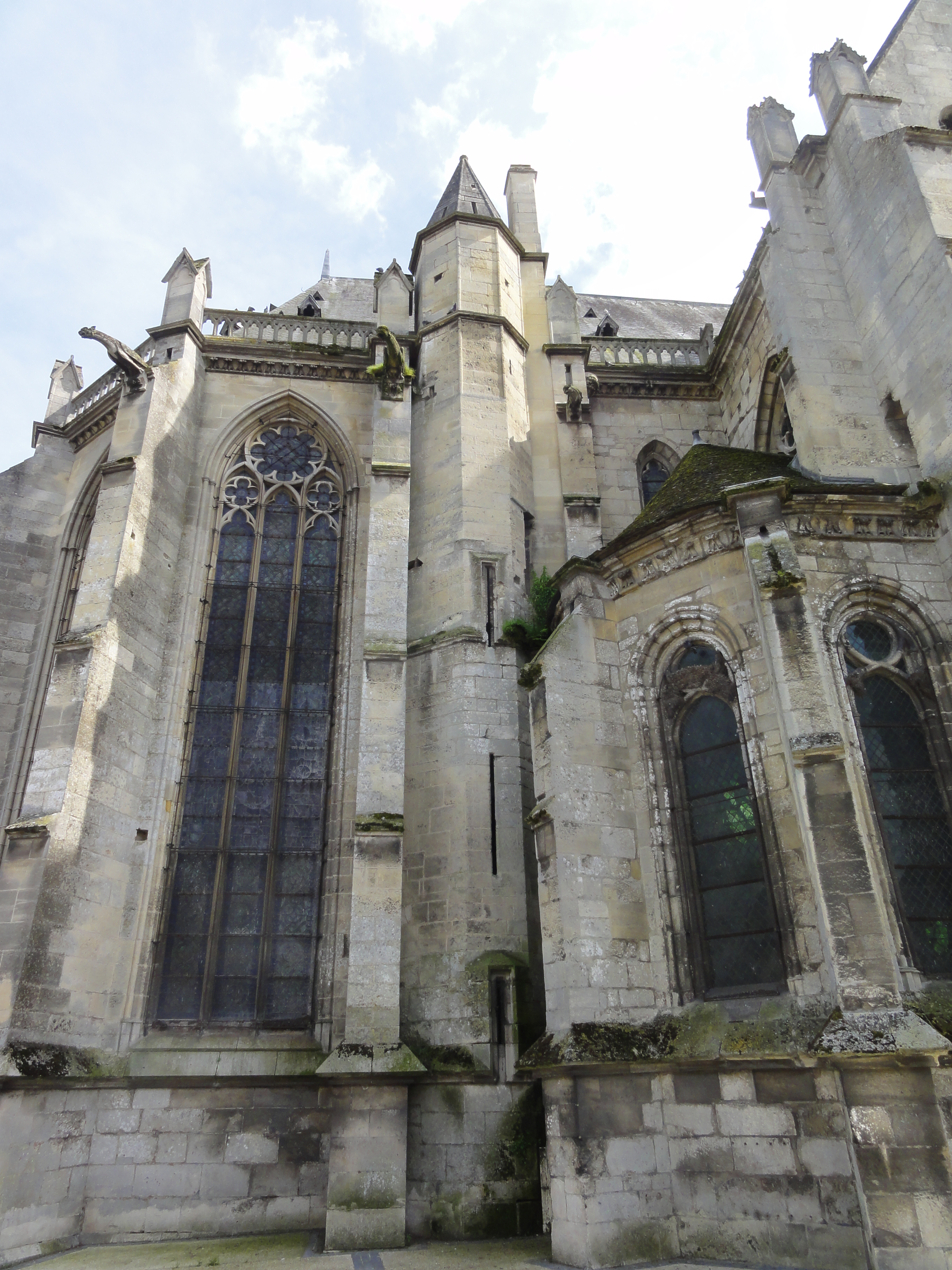
Chœur, côté nord.
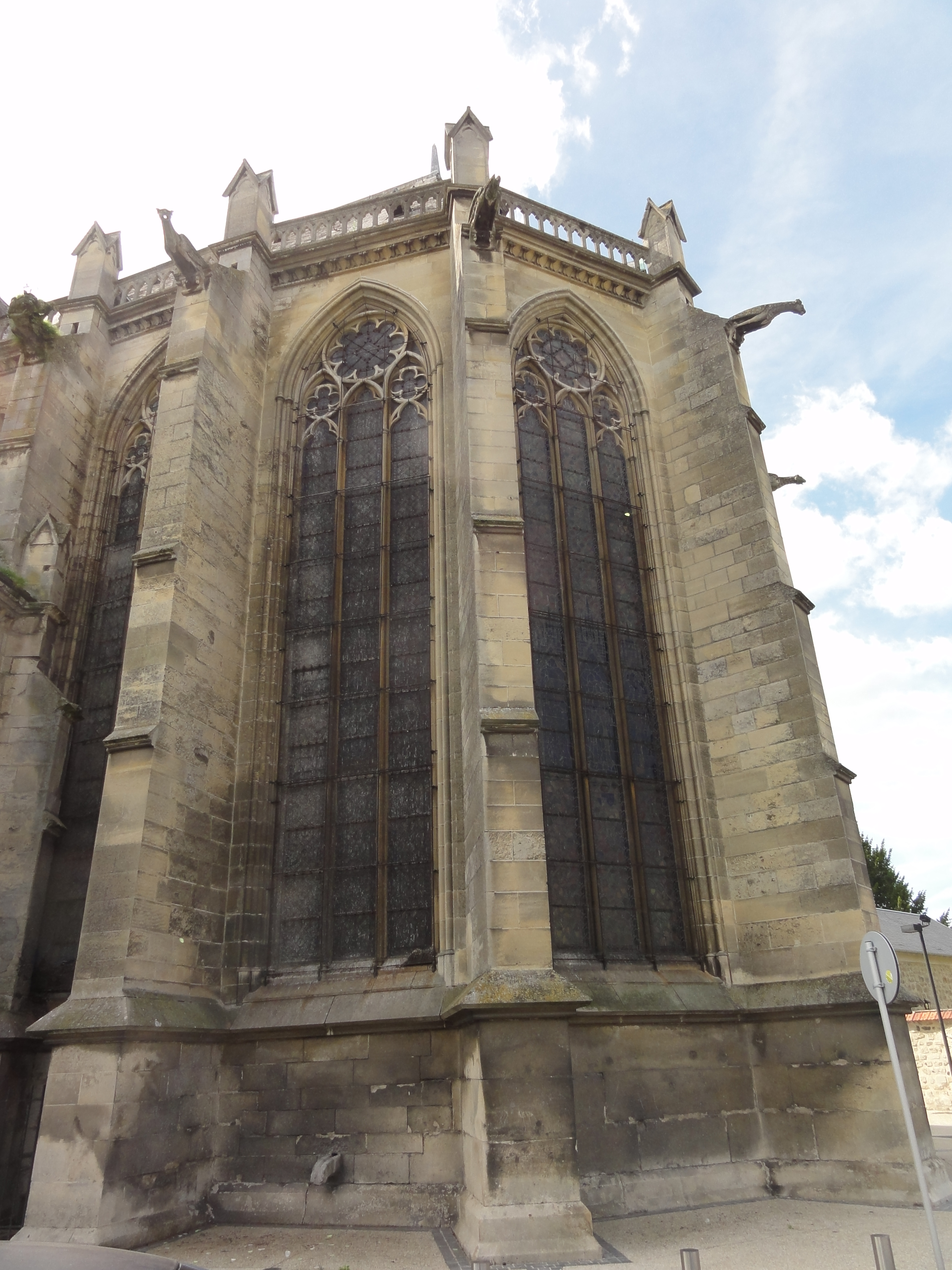
Abside, côté sud-est.

## Mobilier

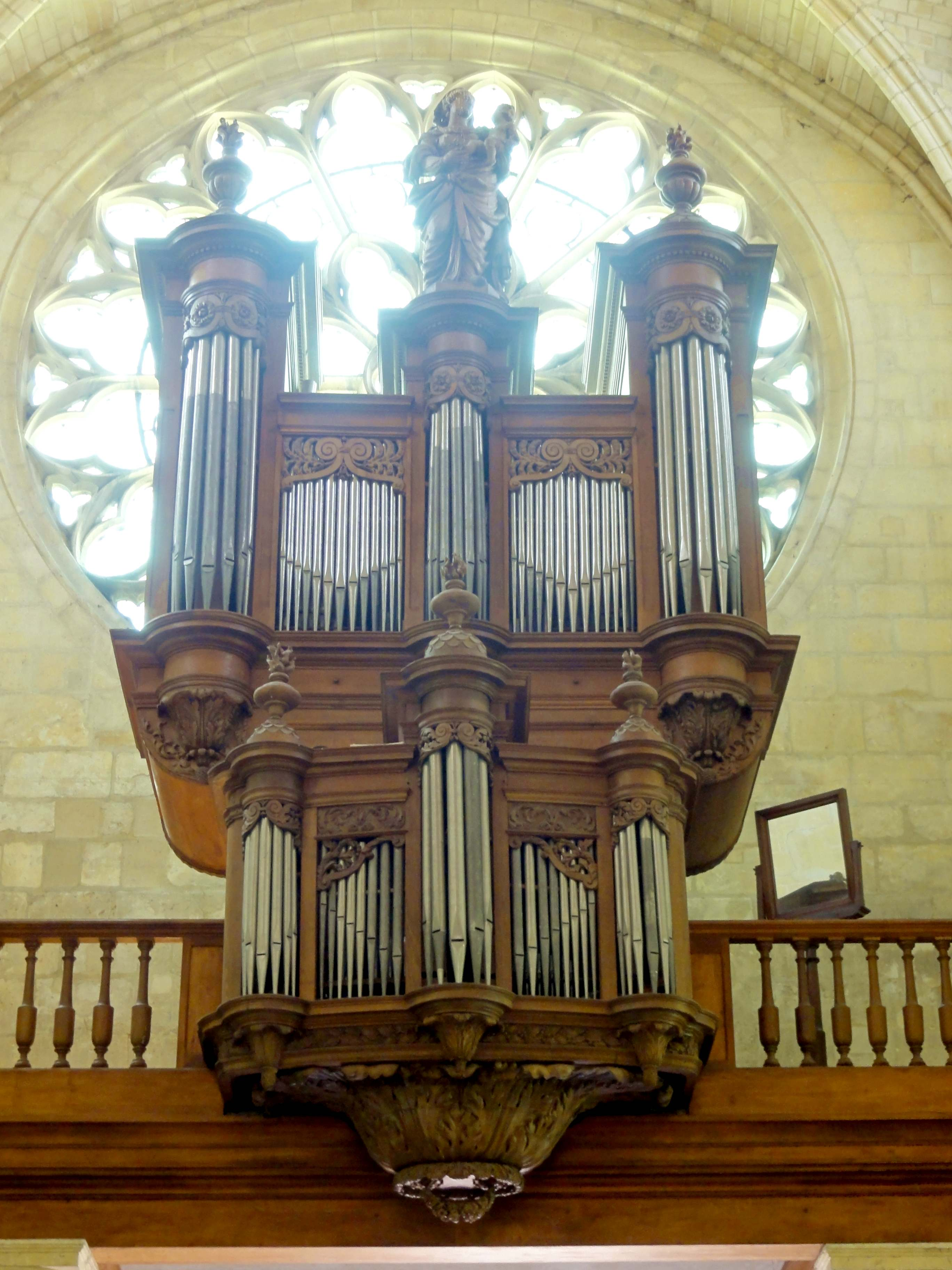
Orgue de tribune.

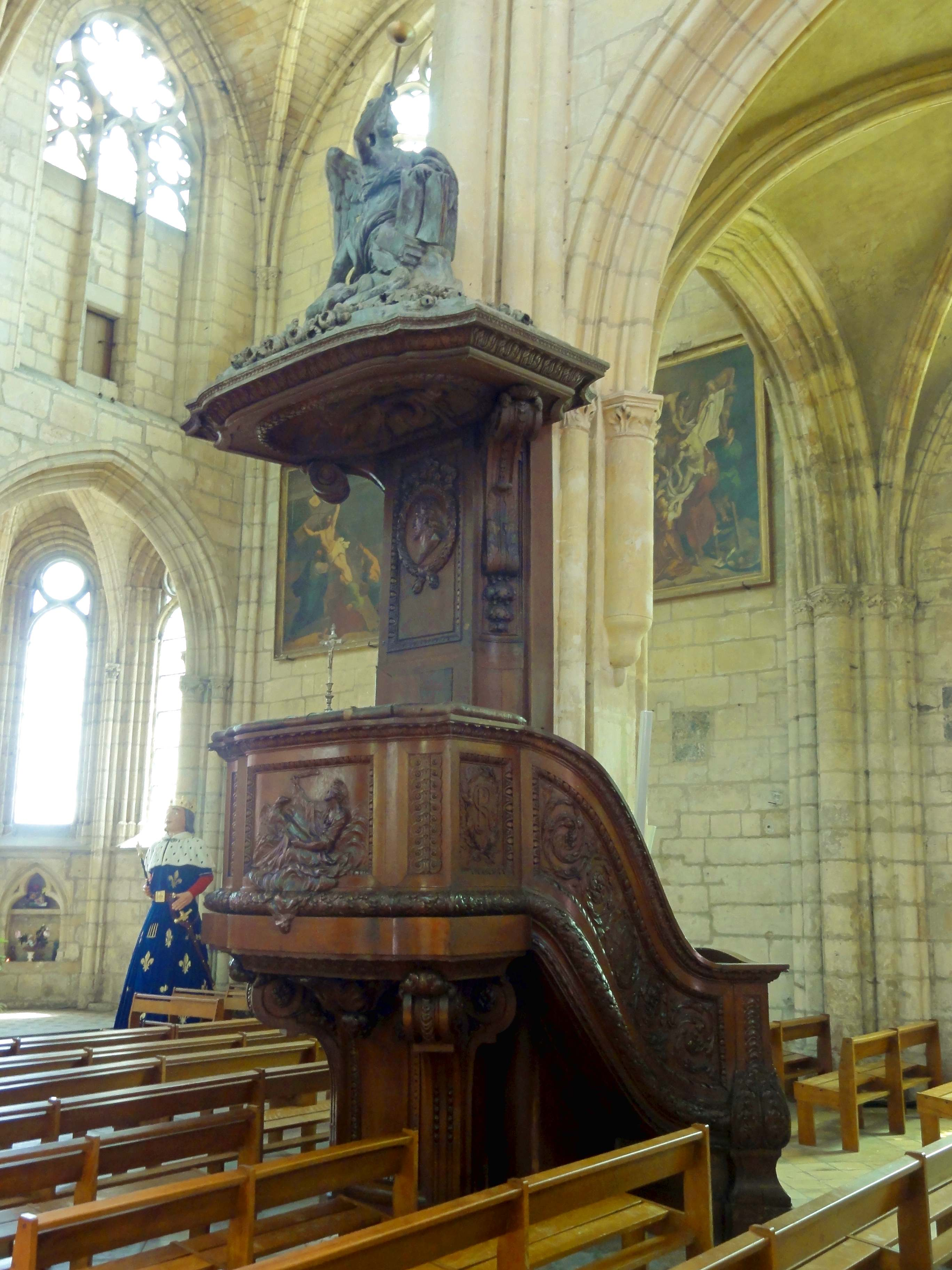
Chaire à prêcher.

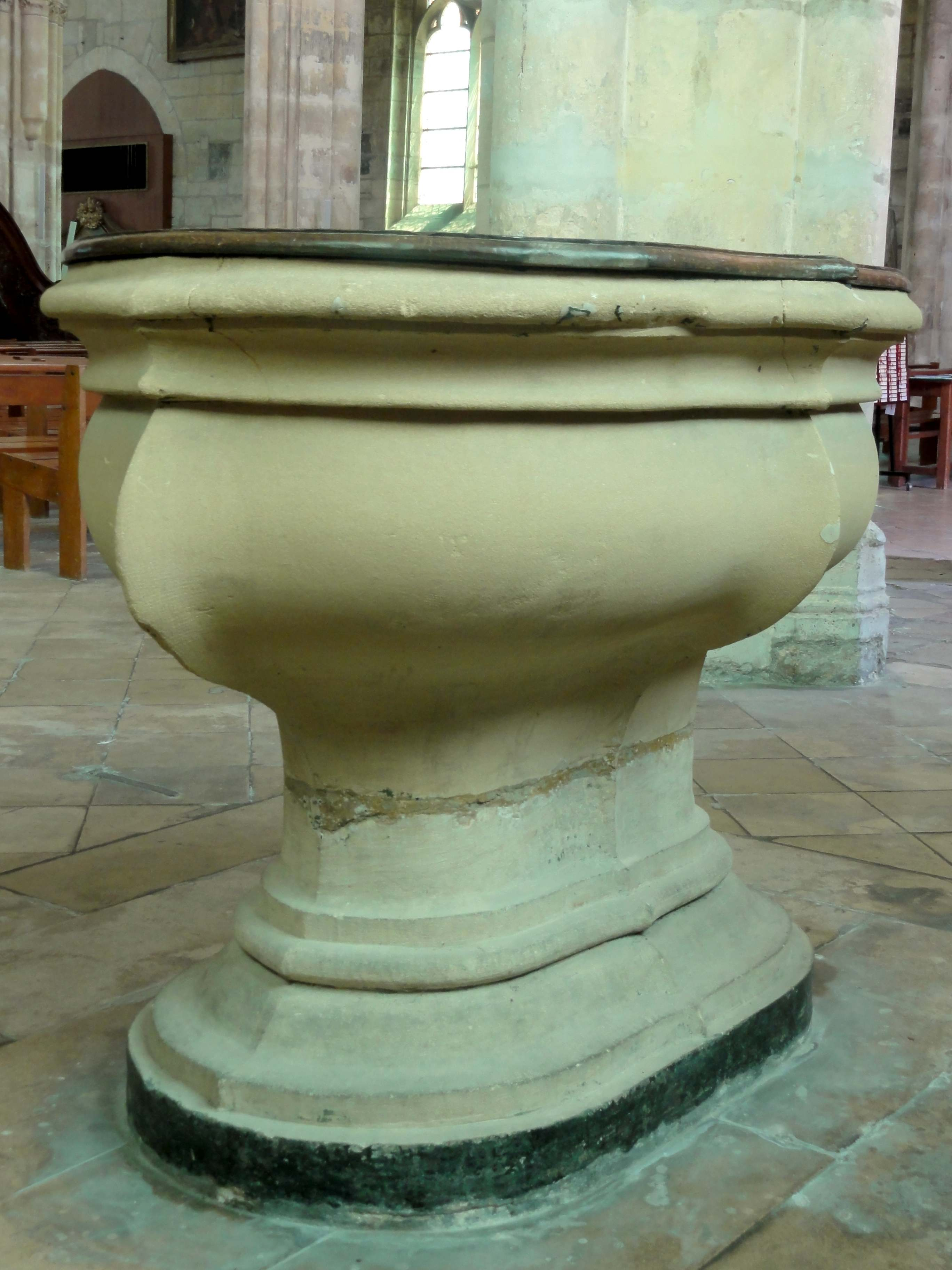
Fonts baptismaux.

L'église Notre-Dame renferme neuf ou dix éléments de mobilier classés monument historique au titre objet. Une crédence de style Louis XIV et une ou deux pierres tombales (voir ci-dessous) ont disparu. La dernière cloche qui a survécu à la Révolution, un bourdon fondu en 1742, a été classée en 1912. Par décision du conseil municipal, elle a néanmoins été refondue en 1967 afin de faire une nouvelle cloche. L'œuvre est par conséquent considérée comme détruite.

### L'orgue de tribune
Dans la nef, le buffet d'orgue et la chaire à prêcher sont les éléments les plus remarquables, et tous les deux classés. L'orgue provient de l'église détruite du couvent de la Présentation Notre-Dame de Senlis, dissout à la Révolution. L'abbé Marsaux (et non Louis Graves comme prétendu dans le dossier de protection) cite une inscription qui se serait trouvée dans l'un des soufflets supprimés en 1878 : « Cet orgue a été fait par Henry facteur d'orgues d'église en 1508 et réparé par les frères Wagner facteurs d'orgue à Paris en 1837 ». D'après le dossier de classement de 1977, cette citation est à prendre avec beaucoup de prudence. L'instrument tout comme le buffet dateraient en réalité de 1679, et le couvent de la Présentation n'a de toute façon été fondé qu'en 1629. Le facteur d'orgue qui a livré l'instrument est probablement Jacques Carouge, et aucune autre source ne mentionne une restauration en 1837. En revanche, les réparations ont été fréquentes au cours des siècles. Elles n'ont apparemment pas toujours été heureuses, car l'abbé Marsaux estime que l'instrument ne vaut rien. La dernière réparation importante a été exécutée par Théo Haerpfer, facteur d'orgue à Boulay (Moselle), en 1986. La console, en fenêtre, comporte quatre claviers manuels (positif - huit jeux ; grand orgue - treize jeux ; récit - deux jeux ; écho - un jeu) et un pédalier à la française (deux jeux). Le buffet d'orgue est pourvu d'un riche décor sculpté dans le goût baroque, et l'abbé Marsaux lui atteste un effet monumental. Les tourelles du positif et du grand-orgue prennent appui sur des consoles enveloppées de feuilles d'acanthe, et se terminent par de petits dômes couronnés de pots-à-feu. Les parties supérieures des tourelles et des plates-faces sont agrémentées d'enroulements et de rinceaux, pour partie ajourés. La tourelle centrale du grand-orgue est plus basse que les colonnes latérales, et supporte une statue de la Vierge à l'Enfant. La partie instrumentale est classée depuis 1977, et le buffet depuis 1984,,.

### La chaire
La chaire est une œuvre majestueuse du XVIIIe siècle, qui mesure à peu près 7 m de haut. D'après Louis Graves, elle aurait été achetée pour 2 000 francs à l'église Saint-Sauveur de Paris, en 1785. Cette église a été démolie en 1786-87 afin d'être remplacée par un édifice plus grand, mais la Révolution a interrompu le chantier, et il a été finalement abandonné. Une plaque commémorative rappelle aujourd'hui cette provenance, mais il est à noter que l'abbé Marsaux n'a trouvé aucun document qui l'atteste. — La cuve, tout comme l'abat-voix, repose sur des consoles d'un style un peu lourd. Sur sa face principale, la cuve est ornée d'un bas-relief représentant saint Jean en train d'écrire son Évangile, accompagné de son symbole, l'aigle. Les panneaux des faces latérales comportent les monogrammes SJ (à gauche) et SR (à droite), se référant vraisemblablement à des saints vénérés en l'église Saint-Sauveur. La rampe de l'escalier est décorée de rinceaux en spirale, et le monogramme IPJ y apparaît au centre. Tous les panneaux sont encadrés par un range d'oves ; une épaisse guirlande de feuilles de chêne court en bas ; et un rang de feuilles d'acanthe figure en haut de la cuve et de la rampe. Le montant adossé à la pile sud-ouest de la croisée du transept présente un médaillon avec l'effigie de Jésus-Christ, vue de profil. Selon l'usage, le dessous de l'abat-voix comporte le symbole de l'Esprit Saint : une colombe entourée de rayons de lumière et de nuages. Au-dessus, trône la statue d'un ange sonnant la trompette. La chaire est classée au titre immeuble avec l'église,,.

### Les fonts baptismaux
Au début du bas-côté nord, l'on trouve les fonts baptismaux de la seconde moitié du XVIe siècle. La cuve, en forme de vaisseau, est taillée dans un bloc de pierre calcaire monolithique, et repose sur un socle également monolithique. Une arête saillante au milieu de chaque face, et une mouluration assez simple sur les bords de la cuve et sur le socle, en constituent l'unique décoration. Cette absence de décor sculpté s'oppose contre une datation du XVe siècle, comme proposée par le dossier de classement de 1862. L'abbé Marsaux déplore en 1889 que les fonts sont « malheureusement déshonorés par une horrible peinture verte ». Elle a été enlevée depuis,. Sur les murs de la première travée du bas-côté, les chemins de croix ont tous été regroupés et sont accrochés l'un derrière l'autre. Dans la troisième travée, s'ouvre l'arcade vers la chapelle du Saint-Sacrement, anciennement chapelle de la Vierge. Dans la niche au milieu du retable, se trouvait une Vierge à l'Enfant néogothique en bois, qui a été sculptée d'après les meilleures traditions du Moyen Âge par un artiste chrétien de l'école supérieure des arts Saint-Luc, M. Blanchaert, de Maltebrugghe-lès-Gand. La statue a été bénite le jour de l'Assomption de 1886. Telle que décrite par l'abbé Marsaux, ce ne peut pas être la Vierge qu'on y trouve actuellement. — Deux dalles funéraires à effigies gravées sont classées au titre immeuble avec l'église. L'une était celle de Simon Toubard, curé de Chambly, mort le 6 avril 1609 à l'âge de soixante-quinze ans. Elle est signalée comme disparue lors de l'inventaire de 1999. L'autre est, ou était, celle du sire de Saint-Omer, marchand drapier mort le 5 mai 1569, et de sa femme. Cette dalle est signalée comme présente en 1977, mais l'épitaphe est qualifié d'illisible, ce qui soulève la question comment elle a pu être identifiée. Il s'agit peut-être de l'une des deux dalles qui subsistent au milieu de l'allée centrale de la nef, où elles sont intégrées dans le pavement du sol. L'abbé Marsaux ne mentionne ni l'une, ni l'autre, mais indique que beaucoup de dalles funéraires ont été victimes des restaurations, plus encore que de la Révolution française.

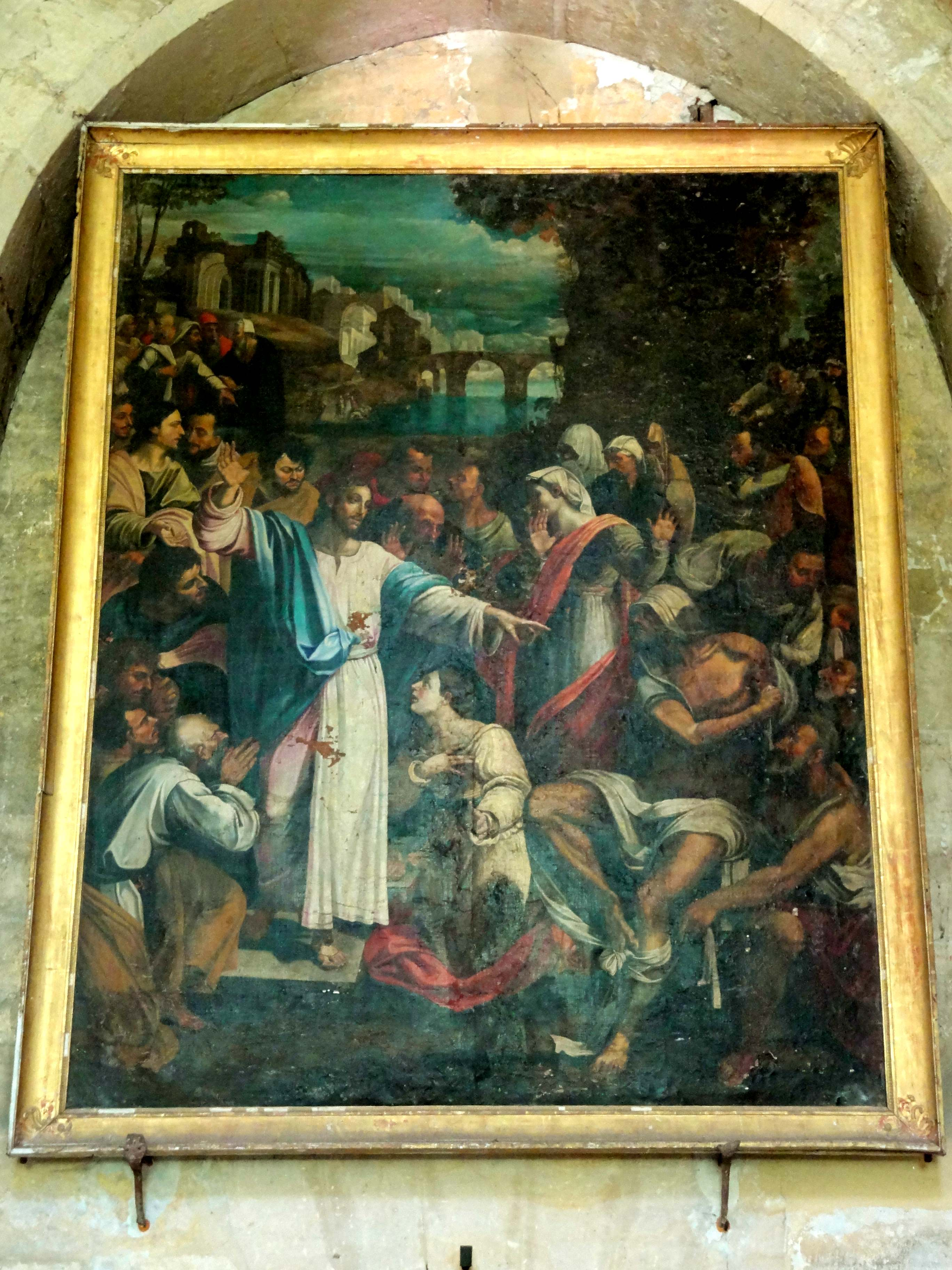
Résurrection de Lazare.

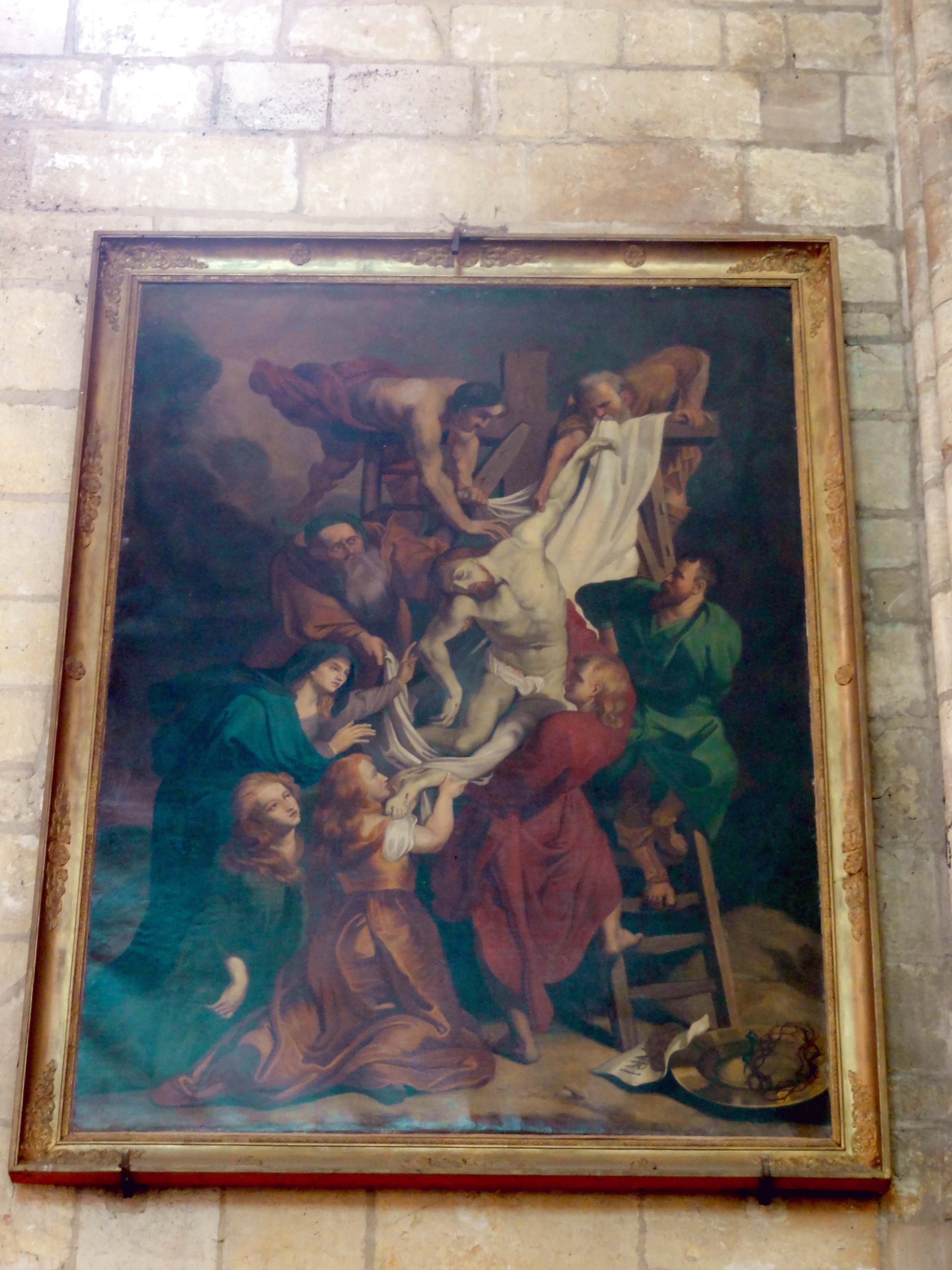
Descente de Croix.

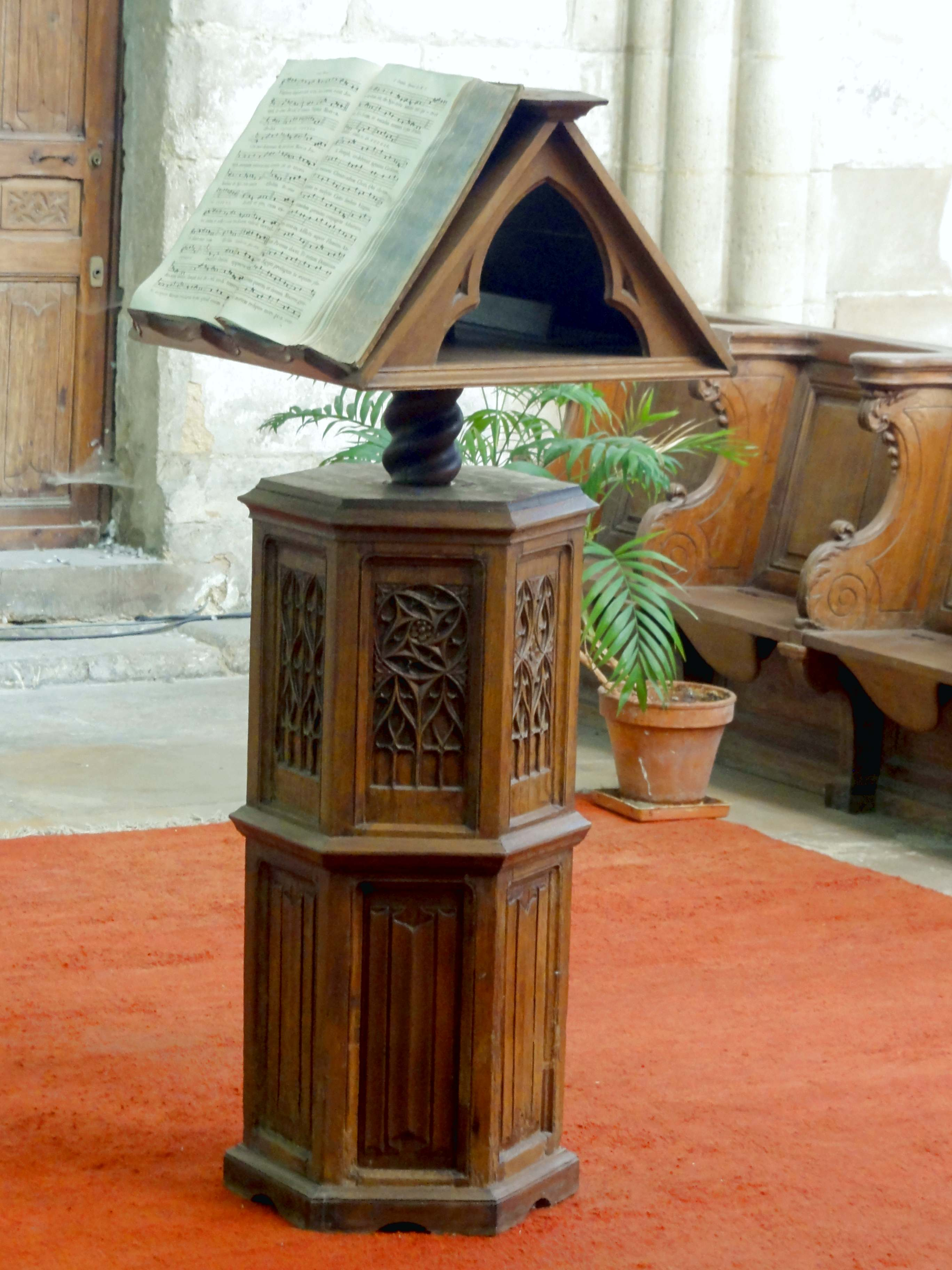
Lutrin.

### La dalle funéraire
Au début du bas-côté sud, un fragment de dalle funéraire, presque illisible, a été accroché au mur lors de la restauration du chœur pendant les années 1880. L'on identifie encore un décor architecturé gothique rayonnant, avec une arcature trilobée surmontée d'un oculus, l'ensemble s'inscrivant dans un triangle, ainsi que l'arrachement d'une tête, sans doute un bas-relief en marbre incrusté dans la dalle. Les parties de la dalle ayant comporté les inscriptions manquent. Une petite plaque losangée, telle qu'en usage aux XVIIe et XVIIIe siècles, porte l'épitaphe de Pierre Vallentin, apothicaire, mort le 25 nov. 1611. Les lettres gravées maladroitement donnent à penser qu'il ne s'agit pas de l'œuvre d'un professionnel. Cette plaque provient aussi du chœur. La plaque commémorative à côté aurait été rapatriée du prieuré Saint-Aubin de Chambly. Elle entretient la mémoire de Denis Boullemer La Martinière, prieur commendataire de Chambly, mort le 12 février 1787 à l'âge de soixante-dix-neuf-ans, et qui était comme un père pour les pauvres, et un ami pour les citoyens.

### Les tableaux
En haut du mur du clocher, l'on voit un tableau représentant la Résurrection de Lazare d'après Sebastiano del Piombo, dont l'original a été peint entre 1517 et 1519 pour la cathédrale de Narbonne, et est conservé aujourd'hui à la National Gallery de Londres. La copie, à l'échelle réduite, mesure 295 cm de haut et 215 cm de large, et n'est pas signée. L'abbé Marsaux relate que le tableau a été retrouvé enroulé, abandonné dans un coin de l'église, en 1881. Il a été restauré aussitôt par un M. Durozoy, et avait déjà été retouché et rentoilé à plusieurs reprises. Son classement aux monuments historiques date de 1912. En 1977, il se trouve de nouveau en mauvais état et nécessite une restauration,. Dans ce contexte, on peut citer un tableau représentant l'Éducation de la Vierge par sainte Anne, moins grand mais d'une touche délicate, peint par un maître anonyme inspiré par Carle van Loo, pour les draperies, et Jean Jouvenet, pour les figures. Cette œuvre ne se trouve plus dans l'église.
Trois tableaux se trouvent dans le transept : un au nord et deux au sud. L'abbé Marsaux dit seulement : « Tout le reste ne vaut pas l'honneur d'être nommé ». Ceci s'applique sans doute au Baptême du Christ, au nord, et à la Descente de croix, à gauche du mur d'extrémité sud. Par contre, le tableau à droite du même mur, qui représente le même sujet que son voisin, est classé au titre objet depuis 1977. C'est une copie anonyme de l'œuvre que Pierre Paul Rubens a réalisée pour le triptyque de la cathédrale Notre-Dame d'Anvers entre 1611 et 1614. Les dimensions n'ont pas été prises. En bas du croisillon sud, un bas-relief de retable grossièrement sculpté est encastré dans la cloison du local de chauffage. Il représente la Charité de saint Martin, et provient de l'église Saint-Martin de Chambly, qui a été fermée au culte en 1791 et démolie peu de temps après. Ce fut la seconde église paroissiale de Chambly, et le retable a le mérite de maintenir son souvenir. Sa valeur est donc avant tout symbolique, et l'abbé Marsaux fait entendre que dans d'autres circonstances, cette œuvre ne mériterait pas d'être conservée. Son ancien emplacement était dans l'ancienne chapelle Saint-Roch au début du bas-côté sud, qui est devenue la chapelle Saint-Martin avec l'installation du tableau (aujourd'hui, elle sert de débarras). Également dans le transept, au pied de la pile nord-est, se trouve un fauteuil de célébrant évoquant le style de la Renaissance. C'est une copie légèrement modifié d'un modèle dessiné par Eugène Viollet-le-Duc, exécutée par la maison Blanchaert (acquise sans doute lors de la restauration du chœur).

### Les stalles
Parmi les seize stalles du chœur, les dix qui forment le rang posé le dos tourné vers le chevet proviennent apparemment aussi de l'église Saint-Sauveur de Paris. Les six autres, trois à gauche et trois à droite, ont été confectionnées par Pierre Oudin, menuisier à Chambly, en 1757. Leur mouluration est plus simple, et elles sont dépourvues de sculpture. Les stalles de l'église Saint-Sauveur ne manquent pas d'un certain cachet, mais sont toutes identiques. Leurs miséricordes sont sculptées d'une coquille Saint-Jacques bien fouillée, les accotoirs sont ornés de guirlandes, et les jouées sont garnies de feuilles d'acanthe. L'ensemble des stalles est classé au titre immeuble avec l'église ; le dossier de protection ne distingue pas celles de provenance locale, car s'appuyant apparemment sur Louis Graves qui n'a pas non plus fait la distinction,,. — Le lutrin se distingue par un pied octogonal, dont la partie supérieure est décorée de réseaux flamboyants en bas-relief. Ce décor et la comparaison avec d'autres lutrins du même type permettent une datation du premier quart du XVIe siècle (seul le pied étant ancien). Il ne s'agit apparemment pas de l'exemplaire que la fabrique a racheté avant 1898 à l'église Saint-Denis de Foulangues, et qui s'accommodait avec l'ancien banc d'œuvre de cette église (aujourd'hui transformé en coffre), à moins que Jean Vergnet-Ruiz ait fait à tort le rapprochement entre les deux meubles. L'abbé Marsaux ne mentionne aucun lutrin dans l'église,.

### Le retable
Un retable est mentionné par un registre de 1744. Il y est qualifié de « grande armoire, où sont représentés, en figure, en relief, les mystères de la Passion ». Depuis la Révolution, seuls subsistent les panneaux peints qui fermaient l'« armoire ». Le retable a été démantelé au milieu du XVIIIe siècle sous l'initiative de l'abbé Thierry, qui voulait retirer de l'église les ornements superflus, car amassant, selon lui, beaucoup de poussière et d'araignées. Puis les quatre volets à double face conservés ont été employés pour faire le retable de la chapelle Sainte-Anne. Ils s'y trouvent encore en 1838. Ultérieurement, ils ont été encastrés dans les boiseries du chœur, ce qui a engendré la détérioration des revers peints. Dans le contexte de la restauration du chœur achevée en 1886, ils ont été restaurés avec beaucoup d'habileté par M. Namur, peintre à Reims. Le style de la peinture évoque l'école flamande du XVIe siècle. Les quatre faces visibles montrent la Cène, la messe miraculeuse de Saint-Grégoire (sur deux panneaux), et l'Agonie au jardin des Oliviers. Les faces arrière tournées vers l'est montrent la trahison de Judas ; l'Ecce Homo ; la Résurrection et la Pentecôte. Le classement remonte à 1897 : c'est donc le premier élément du mobilier classé au titre objet. Malgré la restauration de 1886, la peinture est aujourd'hui écaillée à plusieurs endroits,. Derrière l'ancien retable, se trouve le maître-autel de 1885, surmonté d'un retable où des niches abritant les statues des Douze Apôtres flanquent le tabernacle. C'est une création néogothique de qualité de l'architecte Louis-Clémentin Bruyère. Un ensemble d'objets liturgiques (chapelle) a été offert par le cardinal Jean-Baptiste de Belloy en 1803, qui témoigne ainsi de sa gratitude pour le bon accueil qui lui a été réservé sous la Révolution, en 1793. Le service comporte un calice en vermeil, une patène, un plateau et deux burettes en argent doré.

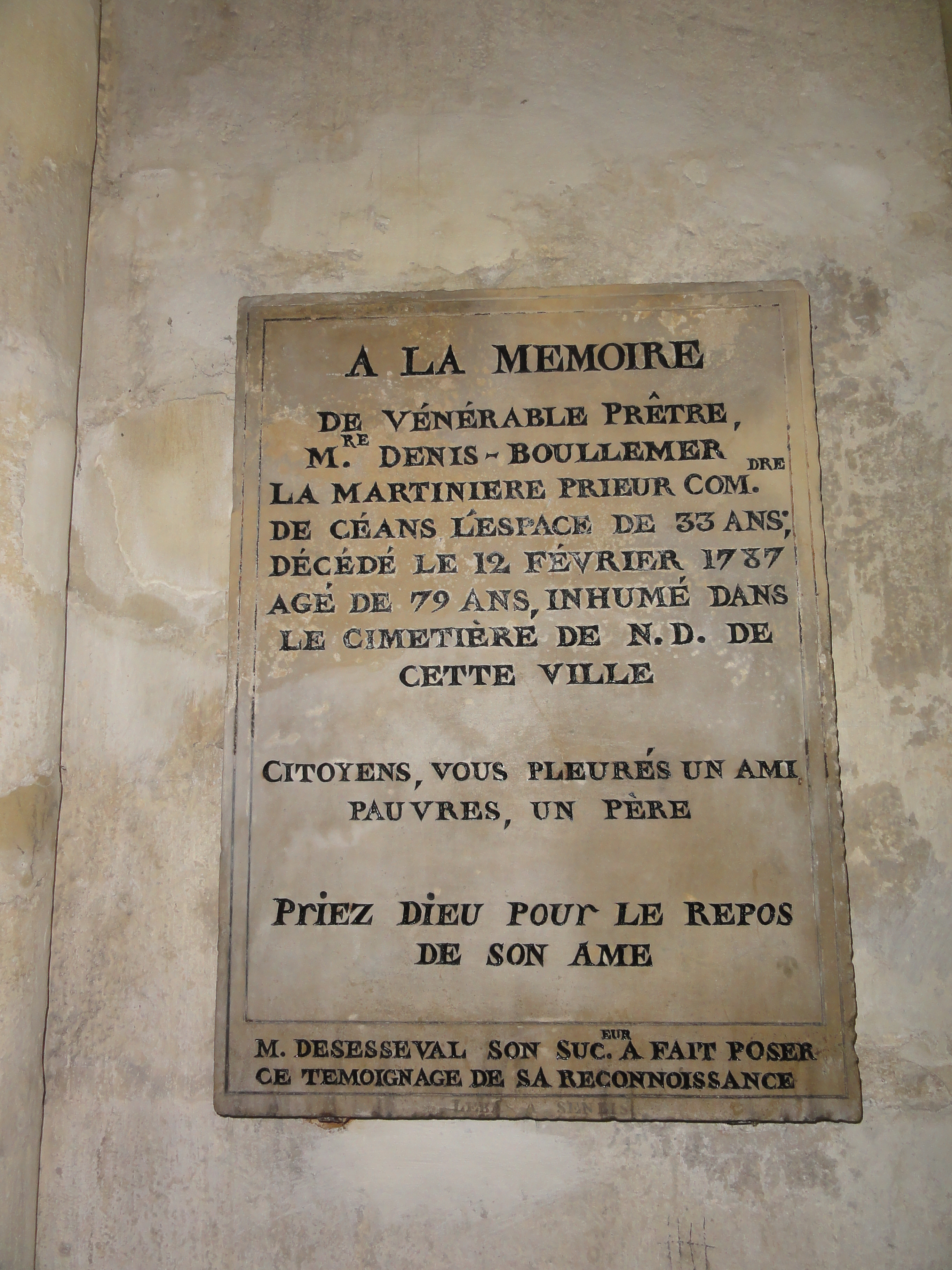
Plaque commémorative.
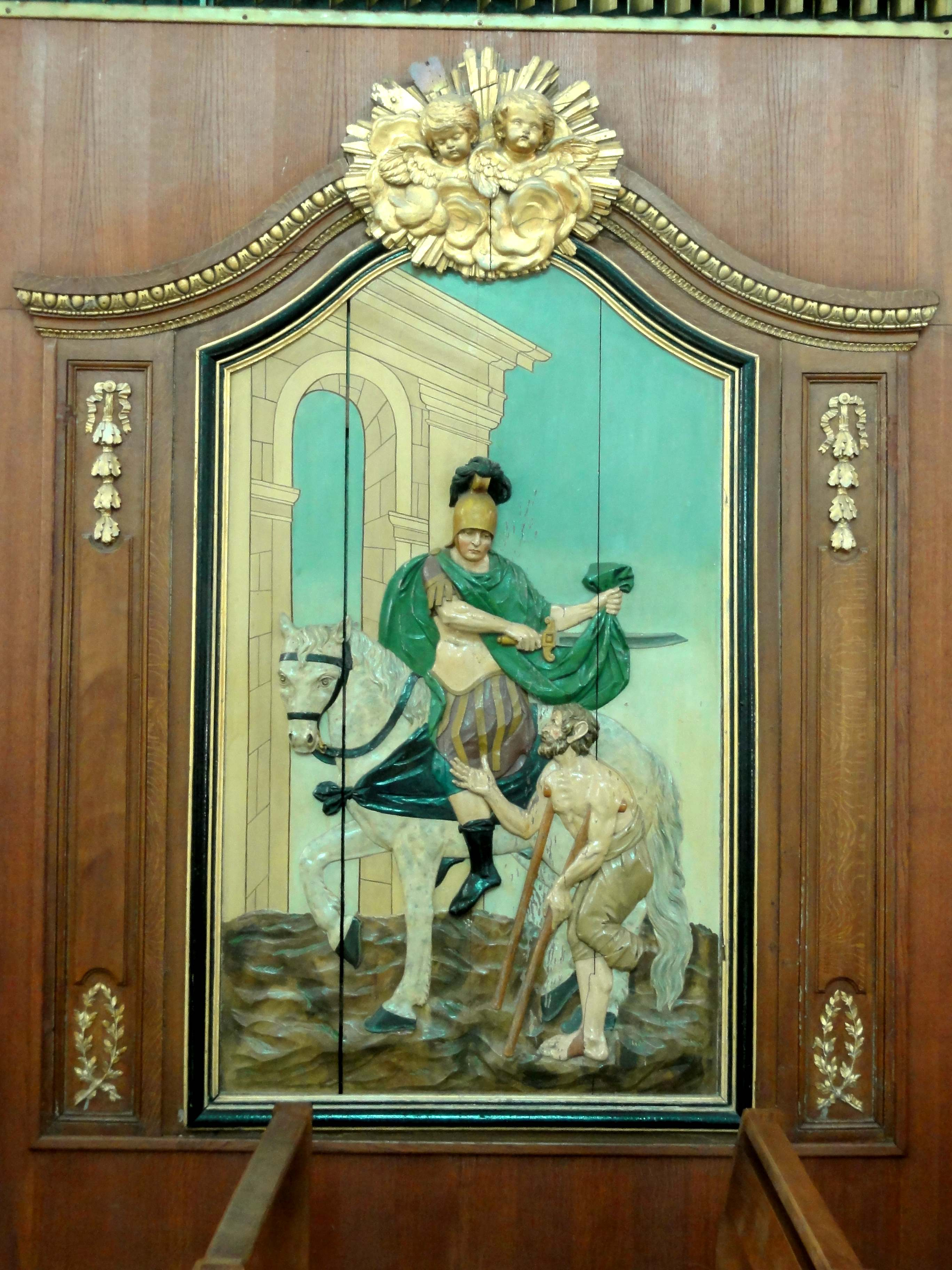
Charité de Saint-Martin.
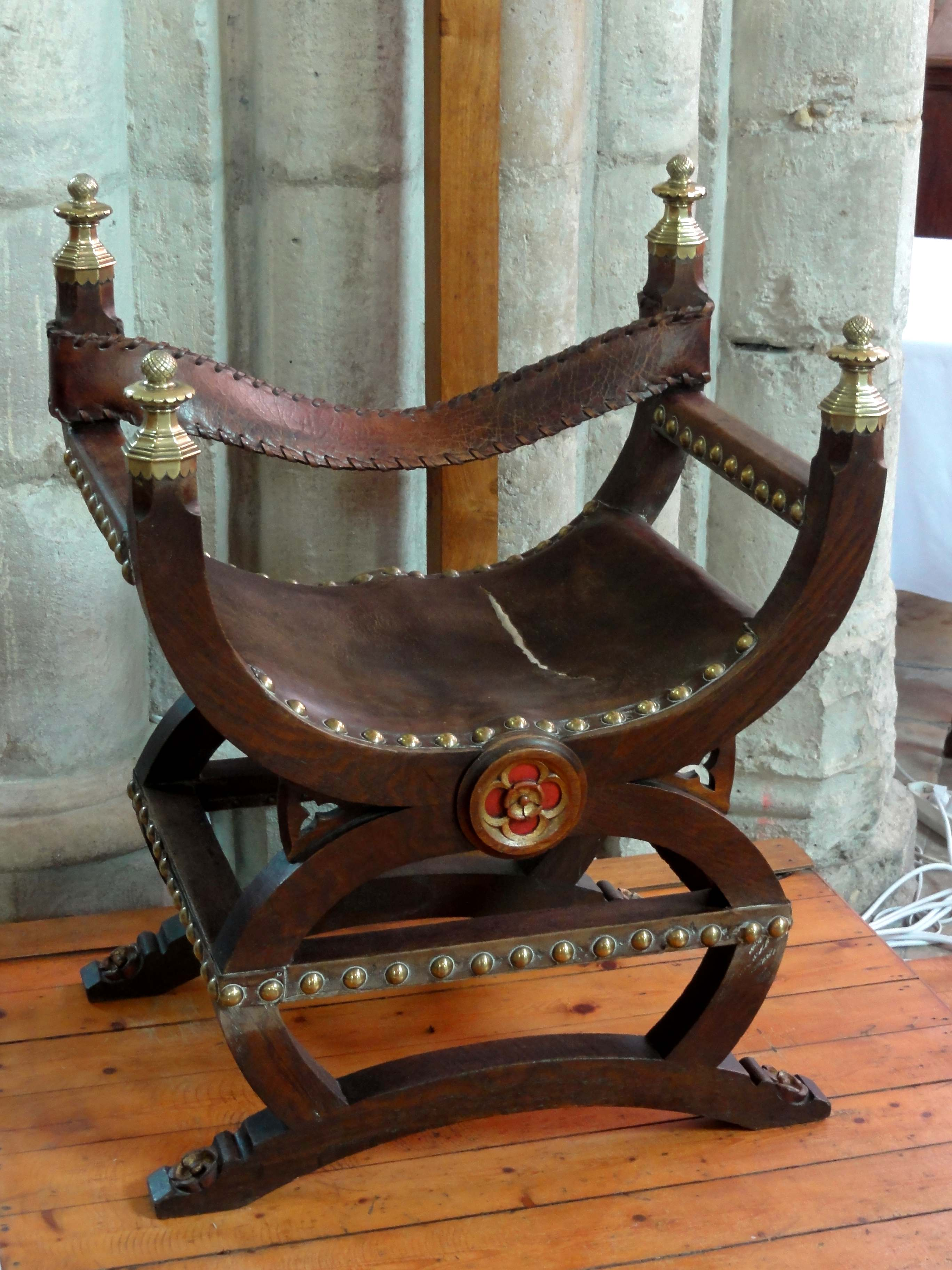
Fauteuil de célébrant.
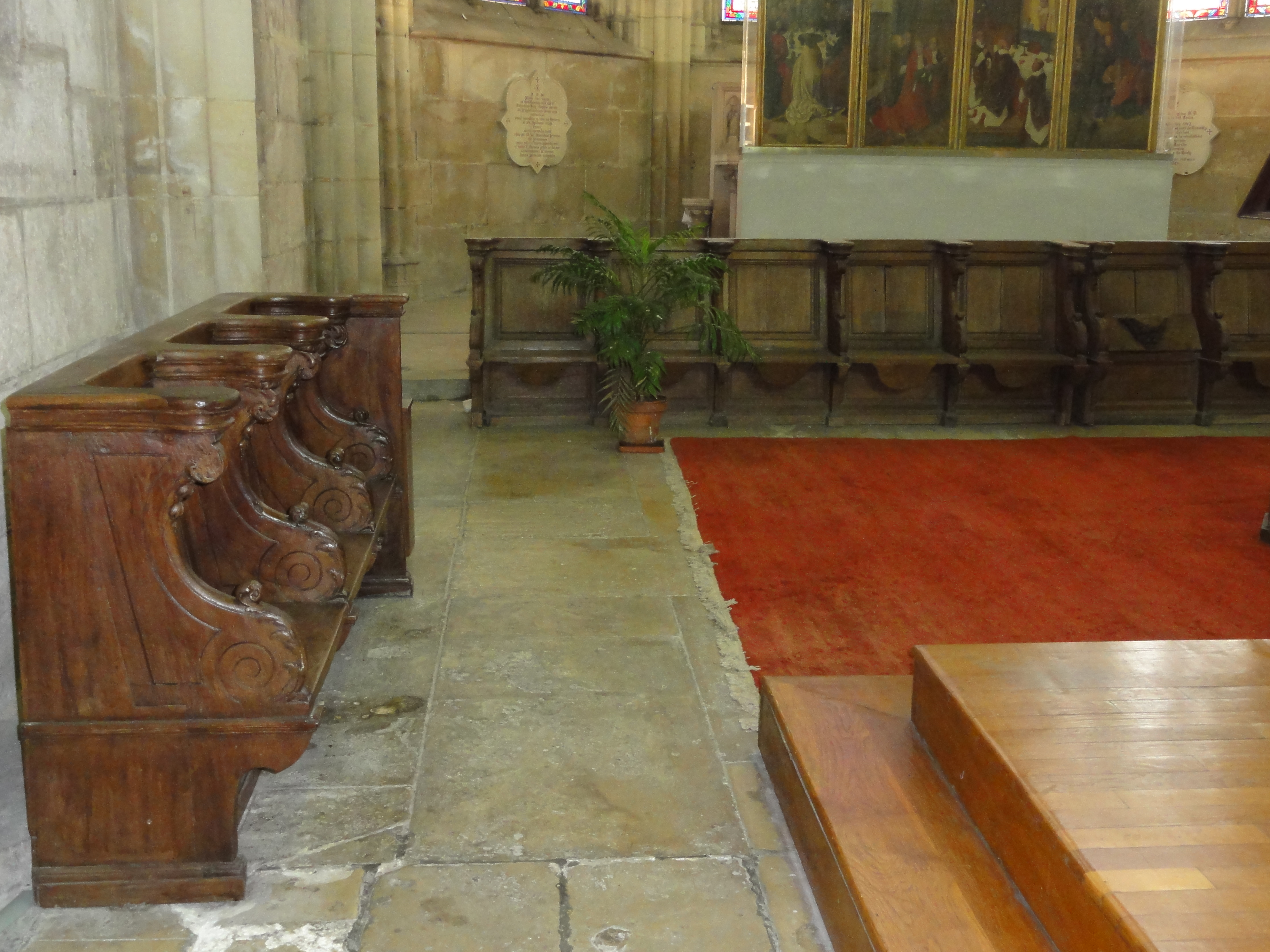
Stalles.
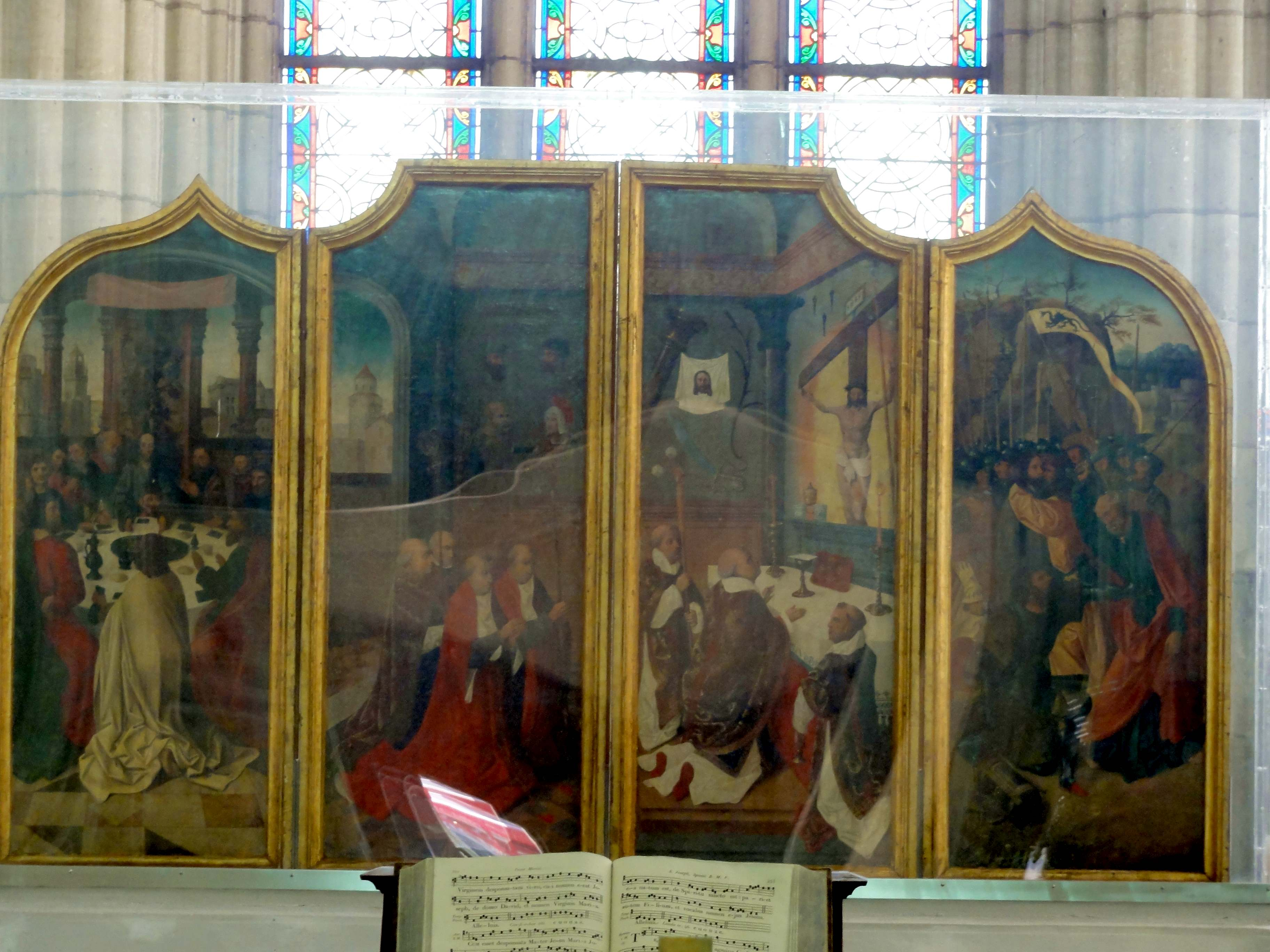
Retable du XVIe siècle.
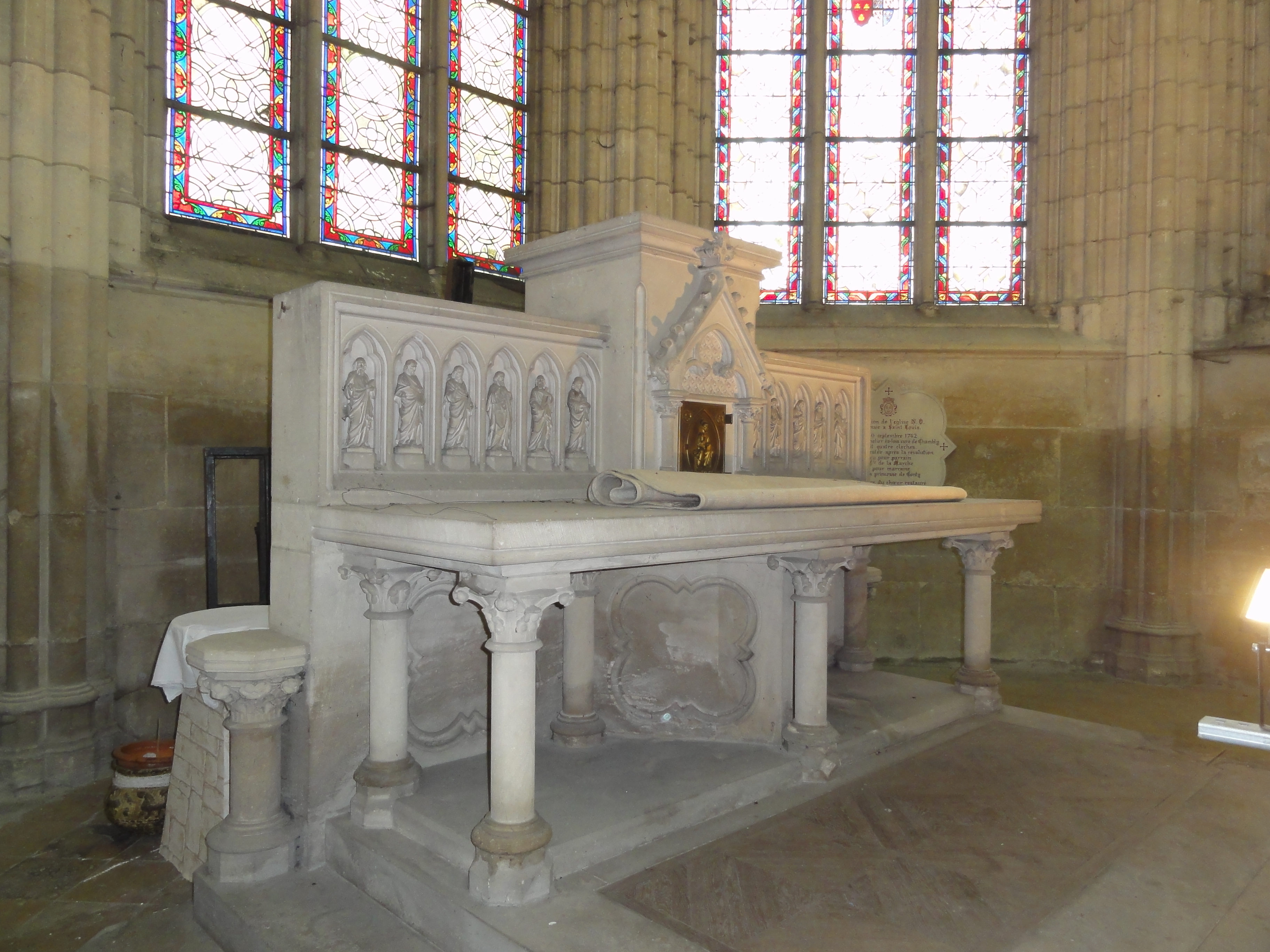
Retable et autel.